# Chronologie des Zweiten Weltkrieges
Diese kalendarische Übersicht stellt eine unvollständige Chronologie des Zweiten Weltkrieges dar. Sie ist keine eigenständige Darstellung des Zweiten Weltkrieges, sondern dient vorrangig dem Auffinden von Wikipedia-Artikeln zu einem Datum oder Ereignis bzw. dessen Zuordnung zu einem Zeitraum.
Vom zweiten Halbjahr 1941 an werden der Krieg in Europa und angrenzenden Gebieten beziehungsweise der Krieg in Asien und dem Pazifik zur besseren Übersichtlichkeit halbjahresweise jeweils nach Kriegsschauplätzen getrennt dargestellt. Eine detaillierte zeitliche Abfolge des gesamten Pazifikkrieges findet sich unter Chronologie des Pazifikkrieges.
Am Ende der Chronologie aller Ereignisse steht separat eine kurze Übersicht der wichtigen Konferenzen in dieser Zeit.

Animation zum Kriegsverlauf 1939 bis 1945
Westliche Alliierte (unabhängige Länder)
Westliche Alliierte (Kolonien oder besetzt)
Östliche Alliierte
Achsenmächte (Länder)
Achsenmächte (Kolonien oder besetzt, einschließlich Vichy-Regime)
neutral

## Vorgeschichte

### Nachkriegsjahre, 1918 bis 1932
1918
- 29. September: Das Zarentum Bulgarien unterzeichnet den Waffenstillstand von Thessaloniki und scheidet aus dem Ersten Weltkrieg aus.[1]:232
- 7. Oktober: Der Regentschaftsrat in Warschau proklamiert die Unabhängigkeit Polens und übernimmt fünf Tage darauf die Befehlsgewalt über die in ihrem Einflussbereich stationierten Streitkräfte.
- 30. Oktober: Das Osmanische Reich unterzeichnet den Waffenstillstand von Moudros und scheidet aus dem Ersten Weltkrieg aus.[2]:368
- 1. November:
  - Der Polnisch-Ukrainische Krieg beginnt.
  - Ungarn löst sich aus Österreich-Ungarn heraus.
- 3. November:
  - Österreich-Ungarn (nunmehr effektiv nur noch im Namen Österreichs) unterzeichnet den Waffenstillstand von Villa Giusti und scheidet aus dem Ersten Weltkrieg aus.
  - Mit dem Matrosenaufstand in Kiel, provoziert durch den Flottenbefehl vom 24. Oktober 1918, beginnt die Hauptphase der deutschen Novemberrevolution.
- 9. November:
  - Der deutsche Reichskanzler Max von Baden verkündet die Abdankung des Kaisers Wilhelm II., worauf dieser am 10. November aus dem deutsch besetzten Belgien in die neutralen Niederlande ins Exil geht.
  - Sowohl Philipp Scheidemann ((M)SPD) als auch Karl Liebknecht (Spartakusbund) vollziehen die Ausrufung einer Republik in Berlin.
- 10. November:
  - Der erste Rat der Volksbeauftragten wird von jeweils drei Mitgliedern der (M)SPD und der USPD gebildet, um die Macht in Deutschland zu übernehmen.
- 11. November: Das Deutsche Kaiserreich unterzeichnet den Waffenstillstand von Compiègne und scheidet als letzte der Mittelmächte aus dem Ersten Weltkrieg aus.
- 13. November: Die ungarische Regierung, welche sich durch den österreichischen Waffenstillstand vom 3. November 1918 nicht betroffen sieht, erhält einen formell separaten Waffenstillstand in Form der Militärkonvention von Belgrad.
- 14. November: Józef Piłsudski, welcher am 10. November nach Warschau zurückgekehrt war und den militärischen Oberbefehl erhalten hatte, erhält (zunächst provisorisch) auch die politische Macht in der sich gründenden Zweiten Polnischen Republik.
- 28. November: Der Estnische Freiheitskrieg beginnt.
- 1. Dezember: Das Königreich der Serben, Kroaten und Slowenen („SHS-Königreich“ oder „SHS-Staat“ genannt, ab 1929 offiziell „Königreich Jugoslawien“) wird gegründet. Peter I., seit 1903 König von Serbien, besteigt den jugoslawischen Thron.
- 5. Dezember: Der Lettische Unabhängigkeitskrieg beginnt.
- 27. Dezember: Polnische Nationalisten in der Provinz Posen sammeln sich zum Posener Aufstand von 1918 und 1919, welcher bis zum 16. Februar 1919 dauert und die Wiedereingliederung der mehrheitlich polnischsprachigen Provinz nach Polen zur Folge hat.

1919
- 5. Januar – 6. Juni: Im Kärntner Abwehrkampf finden die Grenzkonflikte zwischen österreichischen und jugoslawischen Gruppierungen ihren Höhepunkt.
- 18. Januar: In Paris beginnen die Friedensverhandlungen, um die Pariser Vorortverträge auszuhandeln.[3]:13
- 21. Januar: Der Irische Unabhängigkeitskrieg beginnt.
- 23. – 30. Januar: Der Polnisch-Tschechoslowakische Grenzkrieg führt zur Teilung des Teschener Gebietes zwischen Polen und der Tschechoslowakei.
- 6. Februar: Die Nationalversammlung zur Ausarbeitung einer neuen Verfassung für die junge deutsche Republik tritt in Weimar zusammen, wodurch der neue deutsche Staat den Spitznamen „Weimarer Republik“ erhält.[3]:14
- 14. Februar: Erstes Gefecht zwischen Kompanien des Polnischen Heeres und der Roten Armee in Bjarosa und somit faktisch der Ausbruch des Polnisch-Sowjetischen Krieges.
- 2. – 6. März: Die Dritte Kommunistische Internationale („Komintern“) wird mit dem Ziel der Weltrevolution als Waffe der sowjetrussischen Außenpolitik gegründet.
- 21. März: Ausrufung der Ungarischen Räterepublik unter Béla Kun.
- 28. April: Der Völkerbund wird gegründet. Deutschland, Sowjetrussland, die USA und viele andere Staaten gehören nicht zu den Gründungsmitgliedern.
- 19. Mai: Der Türkische Befreiungskrieg beginnt.
- 28. Juni: Der Friedensvertrag von Versailles zwischen Deutschland und den Siegermächten des Ersten Weltkriegs (mit Ausnahme der Republik China) wird unterzeichnet. Da die deutsche Delegation, welche unter Protest zur Unterzeichnung gezwungen wurde, in der deutschen Öffentlichkeit mit der jungen Republik assoziiert wird, wird in Deutschland die Dolchstoßlegende populär.
- 1. August: Zusammenbruch der Ungarischen Räterepublik nach der Besetzung Budapests durch rumänische Truppen im Ungarisch-Rumänischen Krieg.
- 14. August: Die Weimarer Verfassung, am 11. August 1919 erlassen, tritt in Kraft.
- 10. September: Der Vertrag von Saint-Germain zwischen Österreich und den Siegermächten des Ersten Weltkriegs wird unterzeichnet.[4]:273
- 19. November: Der Kongress der Vereinigten Staaten verweigert die amerikanische Ratifizierung des Versailler Vertrags, wodurch ein separater Friedensschluss zwischen Deutschland und den USA nötig wird.
- 27. November: Der Vertrag von Neuilly-sur-Seine zwischen Bulgarien und den Siegermächten des Ersten Weltkriegs wird unterzeichnet.[4]:273

1920
- 24. Februar: Die von Anton Drexler im Jahr 1919 gegründete Deutsche Arbeiterpartei, in der seit Herbst 1919 auch Adolf Hitler Mitglied ist, veröffentlicht das 25-Punkte-Programm, wodurch die Partei den Namen Nationalsozialistische Deutsche Arbeiterpartei (NSDAP) annimmt.[1]:259
- 13. – 17. März: Im Kapp-Putsch in Berlin versuchen reaktionäre Einheiten von Reichswehr und Freikorps erfolglos den Umsturz der Weimarer Republik.[1]:260
- 4. Juni: Der Vertrag von Trianon zwischen Ungarn und den Siegermächten des Ersten Weltkriegs wird unterzeichnet.[4]:273
- 10. August: Der Vertrag von Sèvres zwischen dem Osmanischen Reich und den Siegermächten des Ersten Weltkriegs wird unterzeichnet.[4]:273 Der Vertrag tritt aufgrund des baldigen Endes des Osmanenreiches und der türkischen Siege im Türkischen Befreiungskrieg jedoch nie in Kraft.
- 1. September – 29. November: Im Polnisch-Litauischen Krieg erringt Polen die Errichtung des Marionettenstaates Mittellitauen.
- Oktober: Gründung der Wirtschaftlichen Aufbau-Vereinigung, in der sich deutsche Rechte und russische Emigranten, die eine Restauration der alten Ordnung in der Sowjetunion anstreben, organisieren.

1921
- 18. Februar: Ein Bündnisvertrag zwischen Frankreich und Polen wird unterzeichnet.[3]:14
- 18. März: Der Polnisch-Sowjetische Krieg wird durch den Frieden von Riga beendet.
- 25. August: Nachdem der US-Kongress den Vertrag von Versailles abgelehnt hatte, wird der Berliner Vertrag als Separatfrieden zwischen Deutschland und den USA geschlossen.
- 21. Oktober: Ein Versuch durch Karl I. von Österreich-Ungarn, seinen ungarischen Thron erneut zu besteigen, wird bis zum 24. Oktober durch die ungarische Regierung des Miklós Horthy vereitelt.[1]:284
- 13. Dezember: Das Washingtoner Viermächteabkommen (USA, Großbritannien, Frankreich und Japan) wird geschlossen.

1922
- 6. Februar: Die Washingtoner Flottenkonferenz beschließt die Rüstungsbegrenzung zur See.[3]:14f.
- 22. März: Der Sejm in Polen akzeptiert den Antrag der Marionettenregierung Mittellitauens vom 20. Februar 1922 auf Annexion.
- 16. April: Der Vertrag von Rapallo wird zwischen Vertretern Deutschlands und Sowjetrusslands unterzeichnet.[1]:290
- 24. Juni: Walther Rathenau, Außenminister der Weimarer Republik, wird von Angehörigen der Organisation Consul ermordet.[1]:292
- 24. Juli: Anstelle des für das Osmanenreich bestimmten Vertrags von Sèvres (10. August 1920) wird von den Siegermächten des Ersten Weltkriegs stattdessen der Vertrag von Lausanne mit den Türken geschlossen.
- 27. – 29. Oktober: Nach dem Marsch auf Rom durch die PNF ernennt der italienische König Viktor Emanuel III. den Faschistenführer Benito Mussolini zum Premierminister.[1]:298
- 30. Dezember: Sowjetrussland wird mit den bisher offiziell unabhängigen Sowjetrepubliken Ukraine, Weißrussland und Transkaukasien formell zur UdSSR („Sowjetunion“) vereint.[1]:300

1923
- 11. Januar: Streitkräfte Frankreichs und Belgiens vollziehen die Ruhrbesetzung. Die deutsche Regierung animiert die Bevölkerung der besetzten Gebiete zum Widerstand; der „Ruhrkampf“ beginnt.[1]:301ff.
- 9. Juni: Der Juniputsch in Bulgarien, gebilligt durch König Boris III., stürzt die Regierung des Aleksandar Stambolijski und bringt Aleksandar Zankow in das Amt des Ministerpräsidenten.[1]:305
- 13. September: Miguel Primo de Rivera wird Militärdiktator in Spanien.[1]:309
- 29. Oktober: Die Ausrufung der Republik Türkei vollendet den Übergang des Osmanischen Reiches zum republikanischen Nationalstaat unter Mustafa Kemal Atatürk.[1]:312
- 8. – 9. November: Der Versuch der Nationalsozialisten, mit dem Hitlerputsch die Macht in Deutschland zu übernehmen, scheitert.

1924
- 20. – 30. Januar: Im 1. Parteitag der Kuomintang Chinas bekräftigen die Kuomintang und die Kommunistische Partei Chinas ihre Kooperation.
- 1. September: Der Dawes-Plan tritt in Kraft, welcher die jährlichen Reparationszahlungen an die Wirtschaftskraft der Weimarer Republik anpasst.

1925
- 27. Februar: Die nach dem Hitlerputsch kurzzeitig aufgelöste NSDAP (die an den Wahlen des Jahres 1924 stattdessen als NSFB teilgenommen hatte) wird neugegründet.[1]:334
- 15. April: Der Vertrag zur Errichtung der Geheimen Fliegerschule und Erprobungsstätte der Reichswehr in der Sowjetunion wird unterzeichnet.
- 12. Mai: Paul von Hindenburg gewinnt die Reichspräsidentenwahl 1925.
- 24. Juni: General Theodoros Pangalos ergreift in Griechenland die Macht.
- 5.–16. Oktober: Deutschland erkennt im Locarnopakt die vom Versailler Vertrag geschaffenen Westgrenzen an

1926
- 26. Januar: Gründung der Stega, die Reichswehr plant im Geheimen die Mobilmachung der Rüstungsindustrie
- 12. – 15. Mai: In Polen erzielt Józef Piłsudski mit Hilfe der politischen Linken und weiter Teile der polnischen Streitkräfte im sogenannten Maiputsch die Absetzung der Regierung von Premier Wincenty Witos, wodurch es zur Errichtung des Sanacja-Regimes kommt.
- 30. September: Gründung der Internationalen Rohstahlgemeinschaft, sie wird als wichtiges Element der europäischen Verständigung und damit des Erhalts des Friedens gefeiert
- 11. Dezember: Der zweite Band von Hitlers „Mein Kampf“ erscheint, darin fordert er unter anderem die Eroberung der Sowjetunion als „Lebensraum im Osten“.

1927
- 23. Januar: Gründung der OSSOAWIACHIM, einer Wehrorganisation zur militärischen Ausbildung der sowjetischen Jugend
- August: Durch den Phoebus-Skandal (Lohmann-Affäre) wird das geheime Aufrüstungsprogramm der Reichswehr aufgedeckt.

1928
- 27. August: Briand-Kellogg-Pakt zur Ächtung des Krieges
- November: Panzerkreuzer-Debatte in Deutschland zu Beginn des zweiten Kabinetts Müller

1929
- Februar bis Juni: Der Young-Plan wird ausgehandelt.
- 9. Februar: Litwinow-Protokoll zum Verzicht auf Gewalt bei internationalen Streitigkeiten
- 3. April: Persien unterzeichnet das Litwinow-Protokoll.
- 24. Oktober: Schwarzer Donnerstag, der amerikanische Börsencrash löst die Weltwirtschaftskrise aus
- 1929: Baubeginn der Stalin-Linie

1930
- 14. Januar: das französische Parlament beschließt den Bau der Maginot-Linie
- 22. April: das Londoner Flottenabkommen wird unterzeichnet
- 1. Mai: der französische Politiker Aristide Briand legt einen Europa-Plan zur Schaffung einer „Europäischen Föderalen Union“ vor
- 11. Juli: die deutsche Regierung weist Briands Europa-Plan zurück
- 14. September: NSDAP erhält bei der Reichstagswahl 1930 18,3 % der Stimmen und wird damit nach der SPD (24,5 %) zweitstärkste Kraft

1931
- August: Gründung des Mitteleuropäischen Wirtschaftstages, der die Vereinigung Mitteleuropas unter deutscher Führung anstrebt
- 18. September: Mit dem Mukden-Zwischenfall beginnt die Mandschurei-Krise zwischen Japan und China, die mit der Besetzung Nordostchinas durch Japan endet.[3]:19
- 7. November: Mao Zedong, inzwischen Vorsitzender des Allchinesischen Exekutivkomitees und Vorsitzender des Rates der Volkskommissare, ruft die „Chinesische Sowjetrepublik“ aus

1932
- 7. Januar: Stimson-Doktrin, die USA erklären, keine territoriale Veränderungen durch Gewalt anzuerkennen
- 28. Januar bis 5. Mai: Schlacht um Shanghai, die mit einem durch den Völkerbund vermittelten Waffenstillstand endet, der Shanghai zur entmilitarisierten Zone erklärte.
- 1. Juni: Franz von Papen wird deutscher Reichskanzler.[5]:158f.
- 25. Juli: Unterzeichnung des Polnisch-sowjetischen Nichtangriffspakts
- August: Antikriegskongress in Amsterdam
- 13. September: Gründung des Reichskuratoriums für Jugendertüchtigung zur Wehrerziehung, nach Bestrebungen der Generäle Groener und Schleicher
- 2. Dezember: Kurt von Schleicher wird deutscher Reichskanzler.[5]:170f.

### Vorbereitungen, Aufrüstung

#### 1933 bis 1937
1933
- 30. Januar: Reichspräsident Hindenburg ernennt Adolf Hitler zum Reichskanzler („Machtergreifung“).[5]:180ff.
- 3. Februar: Hitler verkündet vor den Spitzen der Reichswehr sein Lebensraumprogramm (Liebmann-Aufzeichnung)
- Februar bis Oktober 1933 (mit Unterbrechungen): zweite internationale Abrüstungskonferenz in Genf
- 28. Februar: Die „Reichstagsbrandverordnung“ setzt die Bürgerrechte der Weimarer Verfassung außer Kraft und ist ein wichtiger formaler Meilenstein im Laufe der Machtergreifung Hitlers und der Beseitigung des demokratischen Rechtsstaats. Anlass war der Reichstagsbrand in der Nacht zuvor
- 4. März: Roosevelt verkündet Good Neighbor Policy
- 24. März: Das Gesetz zur Behebung der Not von Volk und Reich („Ermächtigungsgesetz“) tritt unmittelbar nach Verkündung in Kraft.
- 28. März: Japan tritt aus dem Völkerbund aus
- 4. April: Beschluss zur Gründung des Reichsverteidigungsrats
- 5. Mai: Ratifikation der Verlängerung des deutsch-sowjetischen Freundschaftsvertrages
- 17. Mai: Hitlers „Friedensrede“ vor dem Reichstag
- 9. Juni: Transfer-Moratorium der Reichsbank
- 10. Oktober: Gesetz zu Steuerbegünstigungen für Aufwendungen zu Zwecken des zivilen Luftschutzes
- 15. Juli: Unterzeichnung des Viererpaktes zwischen Italien, Frankreich, Großbritannien und Deutschland, er bringt die internationale Anerkennung des neuen Regimes
- 20. Juli: Reichskonkordat zwischen dem Heiligen Stuhl (Vatikanstaat) und dem Deutschen Reich
- 2. September: Nichtangriffspakt zwischen Italien und der Sowjetunion
- 14. Oktober: Deutschland verlässt die Abrüstungskonferenz, Austritt aus dem Völkerbund

1934
- 1934: Einführung der Mefo-Wechsel zur Finanzierung der Aufrüstung.
- 26. Januar: deutsch-polnischer Nichtangriffspakt.
- 9. Februar: Balkanpakt zwischen Türkei, Griechenland, Rumänien und Jugoslawien.
- 17. März: Römische Protokolle über die wirtschaftliche Zusammenarbeit von Italien, Österreich und Ungarn.
- 12. April: Das Nye Committee bzw. offiziell der US-Senatsuntersuchungsausschuss „Senate Munitions Investigating Committee“ beginnt seine Arbeit (April 1934 bis Februar 1936) zum Einfluss der Waffenindustrie auf den Ersten Weltkrieg.
- 27. Juni: Vorschlag des französischen Politikers Louis Barthou für ein „Ost-Locarno“
- 30. Juni bis 2. Juli: Der so genannte Röhm-Putsch führt zur Ausschaltung der SA und sichert für die Reichswehr die Rolle als alleiniger Waffenträger, zugleich innenpolitisch bedeutsamer Teil der Absicherung der neuen diktatorischen Herrschaftsform der Nationalsozialisten.
- 25. – 27. Juli: Juliputsch, gescheiterter nationalsozialistischer Umsturzversuch in Österreich, Bundeskanzler Dollfuß wird in seinen Amtsräumen ermordet.
- 1. August: Das „Gesetz über das Oberhaupt des Deutschen Reiches“ vereinigt die Ämter des Reichspräsidenten und des Reichskanzlers, am nächsten Tag stirbt der bisherige Reichspräsident Hindenburg, am 19. August 1934 wird durch eine Volksabstimmung die Vereinigung der Ämter bestätigt.
- 20. August: neuer Text des Fahneneids der Reichswehr, die Soldaten werden nun auf den „Führer des Deutschen Reiches und Volkes, Adolf Hitler, dem Oberbefehlshaber der Wehrmacht“ persönlich vereidigt.
- 18. September: Eintritt der Sowjetunion in den Völkerbund.

1935
- 7. Januar: Laval-Mussolini-Pakt zwischen Frankreich und Italien.
- 13. Januar: Abstimmung im Saarland; 91 Prozent stimmen für eine Rückkehr in das Deutsche Reich, am 17. Januar erfolgt der Anschluss.
- 16. März: Einführung der allgemeinen Wehrpflicht in Deutschland, in der Folge beginnt Deutschland mit dem Ausbau der Luftwaffe und dem Bau von U-Booten.
- 11. bis 14. April: Stresa-Front.
- 2. Mai: französisch-sowjetischer Beistandspakt, einige Historiker vertreten die Meinung, dass die Einführung der Wehrpflicht in Deutschland eine Reaktion auf die Verhandlungen über ein französisch-sowjetisches Bündnis war.
- 12. Mai: Józef Piłsudski stirbt und wird als Anführer des Sanacja-Regimes durch Edward Rydz-Śmigły ersetzt.
- 16. Mai: Beistandspakt zwischen der Tschechoslowakei und der Sowjetunion.
- 21. Mai: Außenpolitische Reichstagsrede Hitlers betont Bereitschaft zum Frieden, zugleich neues Wehrgesetz und ein geheimes „Reichsverteidigungsgesetz“, das die Wirtschaft zur Rüstungsproduktion verpflichtet, neu geschaffenes Amt „Generalbevollmächtigter für die Kriegswirtschaft“ wird mit Schacht besetzt.
- 18. Juni: Deutsch-britisches Flottenabkommen – die Stärke der deutschen Marine darf 35 Prozent der Stärke der britischen Marine nicht überschreiten.
- 2. August: Der Weltkongress der Komintern bezeichnet den Faschismus als „Stoßtrupp der internationalen Konterrevolution“, der für einen Kreuzzug gegen die Sowjetunion eintritt und ruft die Volksfront zum Sturz des Nationalsozialismus aus.
- 31. August: Erstes Neutralitätsgesetz in den USA verbietet bei Auseinandersetzungen den Export von Waffen an die Kontrahenten
- September: Gründung der Anglo-German Fellowship.
- 15. September: Reichsparteitag in Nürnberg, Nürnberger Gesetze, Juden werden die Bürgerrechte entzogen, die NS-Parteifahne, die Hakenkreuzfahne, wird weitere Reichsflagge.
- 3. Oktober: Italienischer Überfall auf Äthiopien, der Völkerbund verhängt ein Waffenembargo und verfügt eine Kredit- und Rohstoffsperre gegen Italien, die USA liefern weiter Treibstoff.

1936
- 15. Januar: Japan verweigert eine Beschränkung seiner Flotte und verlässt die Londoner Flottenkonferenz.
- 4. Februar: Wilhelm Gustloff, Landesgruppenleiter der NSDAP-Auslandsorganisation in der Schweiz wird von David Frankfurter in Davos erschossen, der damit gegen den Antisemitismus in Deutschland protestieren wollte.
- 6. Februar: Olympische Winterspiele 1936 in Garmisch-Partenkirchen, die Olympischen Sommerspiele werden vom 1. bis 16. August 1936 in Berlin ausgetragen
- 27. Februar: Annahme des französisch-sowjetischen Militärpaktes durch die französische Nationalversammlung mit 353:164 Stimmen, Annahme im Senat am 12. März
- 7. März: Einmarsch der Wehrmacht in das nach dem Ersten Weltkrieg entmilitarisierte Rheinland
- Mai: Wahlsieg der Volksfront in Frankreich.
- 12. Mai: Gründung des Reichskolonialbundes (Gleichschaltung der deutschen Kolonialbewegung).
- 16. Juli: Beginn des Spanischen Bürgerkriegs (siehe auch: Chronologie des Spanischen Bürgerkriegs), auch als Spanienkrieg bezeichnet; wurde zwischen der demokratisch gewählten Regierung der Zweiten Spanischen Republik („Republikanern“) und den rechtsgerichteten Putschisten unter General Francisco Franco („Nationalisten“) ausgetragen. Er endete 1939 mit dem Sieg der Nationalisten vor allem mit der Hilfe der faschistischen Verbündeten aus Italien und Deutschland. Ihm folgte das Ende der Republik in Spanien und die bis zum Tode Francos 1975 anhaltende franquistische Diktatur (1939–1976). Die Nationalisten werden von Deutschland (Legion Condor), Italien (Corpo Truppe Volontarie) und Portugal (Legion Viriato) unterstützt, die Republikaner durch die Sowjetunion sowie durch autonomie Freiwilligenverbände, die Internationalen Brigaden.
- August: Hitler postuliert in seiner geheimen Denkschrift zum Vierjahresplan einen sowjetischen Angriffswillen und fordert: „I. Die deutsche Armee muß in vier Jahren einsatzfähig sein. II. Die deutsche Wirtschaft muß in vier Jahren kriegsfähig sein“[6]:112
- Italien setzt in Äthiopien Chemische Waffen ein
- 1. Oktober: Das Reichskriegsgericht wurde wieder als oberste Instanz der Gerichte der Wehrmacht errichtet (vergleiche Kriegsdienstverweigerung und Desertion)
- November: die Legion Condor wird für den Einsatz in Spanien aufgestellt
- 25. November: der Antikominternpakt zwischen dem Deutschen Reich und dem Japanischen Kaiserreich wird unterzeichnet, 1937 traten Italien und weitere Länder bei
- 11. Dezember: Abdankung Eduards VIII., der pro-deutsche britische König Eduard VIII. ist gezwungen abzudanken

1937
- 7./8. Februar: Deutsche Piloten der Legion Condor sind am Massaker von Málaga der span. Nationalisten an zivilen Flüchtlingen beteiligt. 3.000 bis 5.000 Flüchtlinge kamen dabei ums Leben.
- 31. März und 26. April: Deutsche Piloten fliegen für die Putschisten-Armee in Spanien verheerende Luftangriffe auf Durango und Gernika (Guernika)
- 1. Mai: Roosevelt unterzeichnet das überarbeitete Neutralitätsgesetz
- Juni: Beginn der „Säuberung“ der Roten Armee durch Stalin in der Sowjetunion
- 5. Juli: nach einer so datierten Anweisung errichteten die Putschisten während des so genannten Spanischen Bürgerkrieges in Miranda de Ebro ein erstes spanisches Konzentrationslager nach deutschem Vorbild. Das Lager wurde von dem Gestapo-Mitglied (und Botschaftsangehörigen) Paul Winzer durchgehend bis 1947 geführt (KZ-Kommandant). Es fand auch eine Besichtigung mit Himmler statt.
- 7. Juli: der Zweite Japanisch-Chinesische Krieg (1937–1945) beginnt mit dem Zwischenfall an der Marco-Polo-Brücke
  - er bringt das Ende der Chinesisch-Deutschen Kooperation
  - In manchen Darstellungen, jedoch geschichtswissenschaftlich umstritten, wird der Beginn des Zweiten Japanisch-Chinesischen Kriegs am 7. Juli 1937 als eigentlicher Beginn des Zweiten Weltkrieges angegeben. Damit wird der asiatische Kriegsschauplatz in der Bedeutung der Auseinandersetzung vieler Staaten betont/überbetont.
- 5. Oktober: mit der Aufsehen erregenden außenpolitischen Quarantäne-Rede, fordert der amerikanische Präsident Franklin D. Roosevelt, die Aggressor-Staaten Deutschland, Italien und Japan unter „Quarantäne“ zu stellen und ein Ende des amerikanischen Isolationismus und der Appeasement-Politik Großbritanniens und Frankreichs
- 5. November: Hitler präzisiert seine Kriegsziele vor der deutschen Generalität (Hoßbach-Niederschrift (auch: Hoßbach-Protokoll))
- 6. November: Italien tritt dem Antikominternpakt bei
- Dezember: Fall Grün (mehrere Weisungen Hitlers an die Wehrmacht, die spätere Eroberung der Tschechoslowakei planerisch vorzubereiten), nach außen löst Hitler in der Folgezeit mit verschiedenen Erklärungen gegenüber der Tschechoslowakei die Sudetenkrise aus
- Siehe auch Karte zu diesem Zeitraum: Bild mit den Grenzen des Deutschen Reichs vom 31. Dezember 1937 (d. h. vor den Annexionen, Eroberungen im Zusammenhang mit dem Zweiten Weltkrieg)
- 1937: das Kommando Rowehl beginnt mit der Luftspionage über der Sowjetunion
- 1937: Heinz Guderian veröffentlicht sein Buch „Achtung Panzer!“ zur Blitzkriegsstrategie
- 11. Dezember: Italien tritt aus dem Völkerbund aus

#### 1938
- 4. Februar: Blomberg-Fritsch-Krise: Entlassung des Kriegsministers Werner von Blomberg und des Oberbefehlshabers des Heeres Werner von Fritsch, Rücktritt Außenminister Konstantin von Neurath, Nachfolger Joachim von Ribbentrop, Bildung eines Oberkommandos der Wehrmacht (OKW) unter General Wilhelm Keitel mit neuen Zuständigkeiten durch einen Führererlass, Neuer Oberbefehlshaber des Heeres (OBdH) wird General Walther von Brauchitsch
- 12. März: Einmarsch deutscher Truppen und „Anschluss“ von Österreich an das Deutsche Reich (zunächst inoffiziell „Großdeutsches Reich“); dem vorausgehend: Austrofaschismus (vgl. Österreich in der Zeit des Nationalsozialismus)
- 10. April: eine Volksabstimmung in Österreich bestätigt den Anschluss an Deutschland
- 17. Mai: der Naval Expansion Act ermöglicht die Erhöhung der Flottenausgaben der USA um 1 Milliarde Dollar innerhalb von zehn Jahren
- 20. Mai: die so genannte Maikrise bzw. Wochenendkrise – die Tschechoslowakei führt auf Grund fehlerhafter Meldungen über deutsche Truppenbewegungen eine Teilmobilmachung durch
- 30. Mai: Hitlers Weisung „Grün“ (in der neuen Fassung) beginnt mit den Worten: „Es ist mein unabänderlicher Entschluß, die Tschechoslowakei in absehbarer Zeit durch eine militärische Aktion zu zerschlagen. Den politisch und militärisch geeigneten Zeitpunkt abzuwarten oder herbeizuführen, ist Sache der politischen Führung.“[7]:105
- 29. Juli: Schlacht am Chassansee, japanische Truppen erobern zwei sowjetische Anhöhen im Grenzgebiet zur Mandschurei
- Siehe auch: zum Einsatz chemischer und biologischer Waffen durch die Japanische Armee in der Schlacht um Wuhan
- 13. August: mit dem Schnellplan wird die Kriegsbereitschaft der deutschen Industrie für den Herbst 1939 beschlossen
- 18. August: Rücktrittsgesuch des Generalstabschefs des Heeres Ludwig Beck, Nachfolger wird am 1. November General Franz Halder
- die Sudetenkrise kumuliert in der Abtrennung des Sudetenlandes von der Tschechoslowakei – Münchner Abkommen vom 29. September 1938 – am 1. Oktober folgte ihr der Einmarsch deutscher Truppen
- 5. Oktober: der Präsident der Tschechoslowakischen Republik, Edvard Beneš, legt sein Amt nieder und flüchtete nach London, einen Tag später erklärten die Slowaken die von ihnen ersehnte Autonomie innerhalb der Tschechoslowakei, diese wird einen Tag später von Prag anerkannt.
- 19. Oktober: Weisung des Propagandaministeriums an die deutsche Presse, es solle nunmehr „das Selbstvertrauen des deutschen Volkes zu seiner eigenen Kraft und seinen militärischen Machtmitteln gestärkt werden“[8]:166
- 9. November / 10. November: der Novemberpogrom (verharmlosend „Reichskristallnacht“), die zentral organisierte Ermordung, Misshandlung und Beraubung durch NSDAP-Organisationen jüdischer Deutsche im ganzen Deutschen Reich ist der Beginn der massiv verschärften Verfolgung. Hunderte werden ermordet. In den Wochen danach werden Tausende in Konzentrationslagern zur Überschreibung ihres Besitzes an Nazis und zur Flucht, evtl. noch mit ihrer Familie, ins Ausland erpresst. Der wenige Monate danach ausgelöste Zweite Weltkrieg wendet sich ausdrücklich (Hitler) gegen das „Judentum“, bzw. das „Weltjudentum“.
- 10. November 1938: Der reichsweite Central-Verein deutscher Staatsbürger jüdischen Glaubens, wird von den NS-Behörden verboten
- 22. November: das Autonomiegesetz benennt die Tschechoslowakische Republik um, dieser vom Deutschen Reich abhängige Staat wurde auch Zweite Republik genannt, außenpolitisch wird der gesamte Vorgang als ein Sieg Hitlers über Großbritannien und Frankreich ohne Blutvergießen wahrgenommen, zugleich gibt es die Interpretation (vor allem durch N. Chamberlain), dass dadurch ein Krieg mit Deutschland verhindert worden sei, dazu der Begriff Appeasement-Politik (Beschwichtigungspolitik)
- 24. November: Weisung Hitlers zur „handstreichartigen Besetzung von Danzig“
- 6. Dezember: deutsch-französische Erklärung der beiden Außenminister Ribbentrop/Bonnet (keine Grenzstreitigkeiten, Konsultation bei Konflikten)

#### Januar bis August 1939
- 24. Januar: Reinhard Heydrich übernimmt von Göring den Auftrag zur „Lösung der Judenfrage“
- 27. Januar: der Z-Plan zum Aufbau einer großen Flotte bis 1947/48 tritt in Kraft
- 30. Januar: Hitler kündigt bei einer Rede im Reichstag im Falle eines neuen Weltkriegs die „Vernichtung der jüdischen Rasse in Europa“ an
- 14. Februar: Stapellauf der Bismarck
- 27. Februar: Frankreich und England erkennen die Regierung Franco an
- 10. März: die so genannte „Kastanienrede“ Stalins; sie wird allgemein als Signal der Verständigungsbereitschaft der Sowjetunion mit Deutschland aufgefasst
- 13. März: Hitler setzt den von den Tschechen bereits abgesetzten slowakischen Premierminister Jozef Tiso unter Druck, eine unabhängige Erste Slowakische Republik (unter deutschem Schutz/Druck) auszurufen
- 14. März: das aus Wahlen hervorgegangene slowakische Parlament stimmt einstimmig für die Selbstständigkeit
- 15. März: Zerschlagung der Rest-Tschechei entgegen dem Münchner Abkommen (Einmarsch deutscher Truppen in die als Rest-Tschechei bezeichneten tschechoslowakischen Gebiete), Errichtung des Reichsprotektorates Böhmen und Mähren
- 15. März: Verständigung zwischen der deutschen und britischen Industrie im Düsseldorfer Abkommen
- 21. März: der deutsche Außenminister führt wieder ein Gespräch mit dem polnischen Botschafter in Berlin über den „Anschluss Danzigs“ an das Deutsche Reich und fordert exterritoriale Zugänge nach Ostpreußen
- 22. März: erzwungene Rückgabe des Memellandes von Litauen an das Deutsche Reich
- 23. März: die Slowakei wird durch den Schutzvertrag ein eng an Deutschland gebundener Staat
- 24. März: ein Putschversuch der Nationalsozialisten mit Hilfe der Volksdeutschen Bewegung im Fürstentum Liechtenstein scheitert
- 26. März: Polen weist die seit Oktober gemachten deutschen Angebote zu Danzig und dem Korridor endgültig zurück und leitet eine Teil-Mobilmachung der Streitkräfte ein
- 27. März: Spanien tritt dem Antikominternpakt bei
- 28. März: die aufständischen Truppen des spanischen Generals Franco erobern Madrid
- 31. März: britisch-französische Garantieerklärung für Polen
- 3. April: interne Führerweisung Hitlers an das Militär zur Ausarbeitung eines Angriffskriegsplanes gegen Polen (Fall Weiß)
- 7. bis 12. April: italienische Besetzung Albaniens
- 17. April: der amerikanische Präsident Roosevelt fordert von Deutschland und Italien langfristige Nichtangriffserklärungen für 31 Länder
- 27. April: Beschluss der britischen Regierung zur Einführung der Wehrpflicht für die Altersklassen der 20- und 21-Jährigen
- 28. April: Hitler kündigt in der Reichstagsrede das deutsch-britische Flottenabkommen und den deutsch-polnischen Nichtangriffspakt von 1934
- 11. Mai – 30. August: japanische Truppen greifen Soldaten der mit der Sowjetunion verbündeten Mongolischen Revolutionären Volksarmee an, um Gebietsansprüche durchzusetzen, der Japanisch-Sowjetische Grenzkonflikt beginnt, bei dem von Seiten Japans auch biologische Waffen zum Einsatz kommen. Hohe japanische Verluste (Battles of Khalkhyn Gol – Battles of Nomonhan), beendet mit Waffenstillstand.
- 11. Mai: Polen lehnt ein Beistandsangebot der Sowjetunion ab
- 15. Mai bis 17. Mai: französisch-polnische Militärbesprechungen in Paris
- 19. Mai: Unterzeichnung des französisch-polnischen Militärabkommens durch den französischen Generalstabschef Maurice Gamelin und dem polnischen Kriegsminister Tadeusz Kasprzycki, Frankreich verpflichtete sich im Falle eines deutschen Angriffs auf Polen oder Bedrohung seiner Lebensinteressen in Danzig, nach 15 Tagen mit dem Gros seiner Truppen eine Offensive gegen Deutschland zu beginnen[9]:172f.
- 22. Mai: Unterzeichnung des Stahlpakts zwischen Deutschland und Italien
- 23. Mai: Hitler gibt in einer Rede vor den Oberbefehlshabern (Schmundt-Protokoll), seinen Entschluss Polen anzugreifen bekannt, er führt aus: „Es entfällt also die Frage Polen zu schonen und bleibt der Entschluß, bei erster passender Gelegenheit Polen anzugreifen.“
- 26. Mai: Mit dem „Military Training Act“ führt Großbritannien die Wehrpflicht ein
- 31. Mai: deutsch-dänischer Nichtangriffsvertrag
- 7. Juni: Mit dem „Strategic and Critical Materials Stock Pilling Act“ beschließt der amerikanische Kongress den Aufkauf und die Bevorratung kriegswichtiger Rohstoffe im Umfang von 100 Millionen Dollar
- 7. Juni: Estland und Lettland schließen einen Nichtangriffsvertrag mit Deutschland
- die einsetzende, bis dahin unterbundene, nationalsozialistischen Propaganda zum Polnischen Korridor weist darauf hin, dass fortan Polen ins Visier genommen wird, darauf unterzeichnen die Regierungen Polens, Großbritanniens und Frankreichs Beistandsverträge
- die Generalstabs-Planungen für den Krieg gegen Polen, Codename Fall Weiß, werden bis zum 15. Juni abgeschlossen
- 5. Juli: Beschluss einer Konferenz der SS mit dem OKW unter Leitung Heydrichs zunächst fünf, schließlich 16, Polizei-Einsatzgruppen für Aufgaben hinter der Frontlinie aufzustellen
- 18. Juli: Wohlthat-Gespräche. Görings Vertrauter Helmuth Wohlthat trifft in London ein und führt mit Horace Wilson (Head of the Home Civil Service unter Neville Chamberlain) und Robert Hudson Geheimverhandlungen über eine deutsch-britische Verständigung. Diese geraten durch die britische Presse an die Öffentlichkeit
- 26. Juli: Nachrichtendienste – zweitägiges Geheimtreffen französischer, britischer und polnischer Kryptologen/Codeknacker/Dechiffrierer im Kabaty-Wald von Pyry bei Warschau. Polens Geheimdienst übergab sein gesamtes Wissen zur Enigma-Verschlüsselung an die Verbündeten. Dabei verblüffen sie sie mit Enigma-Nachbauten und den Kenntnissen von deren Methodik. In der Folge konnte der vermeintliche geheime Funkverkehr der Wehrmacht in Bletchley Park (GB) bald weitgehend dechiffriert werden.
  - Nachrichtendienst Bletchley Park (BP) und War Office Y Group (W.O.Y.G.), Government Communications Wireless Stations (G.C.W.S. , der britische Funkabhördienst; dem entspricht auf deutscher Seite:
  - B-Dienst (eine Abteilung des MND – Marinenachrichtendienstes der deutschen Kriegsmarine)
- 31. Juli: Chamberlain kündigt die Entsendung einer Militärmission in die Sowjetunion an.
- 6. August: sowjetischer Zehnjahresplan zum Aufbau einer Flotte aus 15 Schlachtschiffen der Sowjetski-Sojus-Klasse
- 11. August: die britische und französische Militärmission trifft in Moskau ein, um über ein Bündnis gegen Deutschland zu verhandeln
- 17. August: der Deutsch-Sowjetische Wirtschaftsvertrag über sowjetische Rohstofflieferungen ermöglicht Hitler einen Krieg zu planen, ohne die Auswirkungen einer erneuten Seeblockade zu fürchten, die im Ersten Weltkrieg zur deutschen Niederlage führte und 1919 die Zustimmung zum Versailler Vertrag erzwang
- 19. August: Abschluss des Deutsch-Sowjetischen Wirtschaftsvertrags als Vorstufe zum Molotow-Ribbentrop-Pakt zwischen den beiden Außenministern.
- 21. August: aus Wilhelmshaven: das Panzerschiff Admiral Graf Spee läuft in Richtung Atlantik und das Linienschiff Schleswig-Holstein zum „Besuch“ nach Danzig aus – mit an Bord versteckten Landungstruppen
- 22. August: bei der Ansprache Hitlers vor den Oberbefehlshabern am 22. August 1939, verkündet Hitler den bevorstehenden Überfall auf Polen
- 24. August: Deutsch-sowjetischer Nichtangriffspakt, in einem geheimen Zusatzprotokoll wird Osteuropa in Interessensphären aufgeteilt (auch bekannt als Hitler-Stalin-Pakt bzw. Molotow-Ribbentrop-Abkommen)
- 24. August: Botschaft Roosevelts an Herrn Hitler, mit der Aufforderung im Interesse des „Weltfriedens“ die „territoriale Intgegrität“ der anderen Nationen im vollen Umfang zu achten, und Streitigkeiten in „direkten Verhandlungen“ zu bereinigen
- 25. August:
  - Angebot Hitlers / des Deutschen Reichs an Großbritannien, für Handlungsfreiheit im Osten will er auf jegliche Grenzkorrekturen im Westen verzichten und erklärt sich bereit, das britische Empire, im Fall eines Angriffs durch Dritte, mit der deutschen Armee zu verteidigen
  - Unterzeichnung einer Beistandsvereinbarung zwischen Polen und Großbritannien für den Fall eines deutschen Angriffs auf Polen
  - Japan kündigt den Antikominternpakt
  - Beginn der Vermittlungsversuche von Birger Dahlerus zwischen Hitler und GB/Fr

## Kriegsverlauf 1939 bis 1945

### 1939

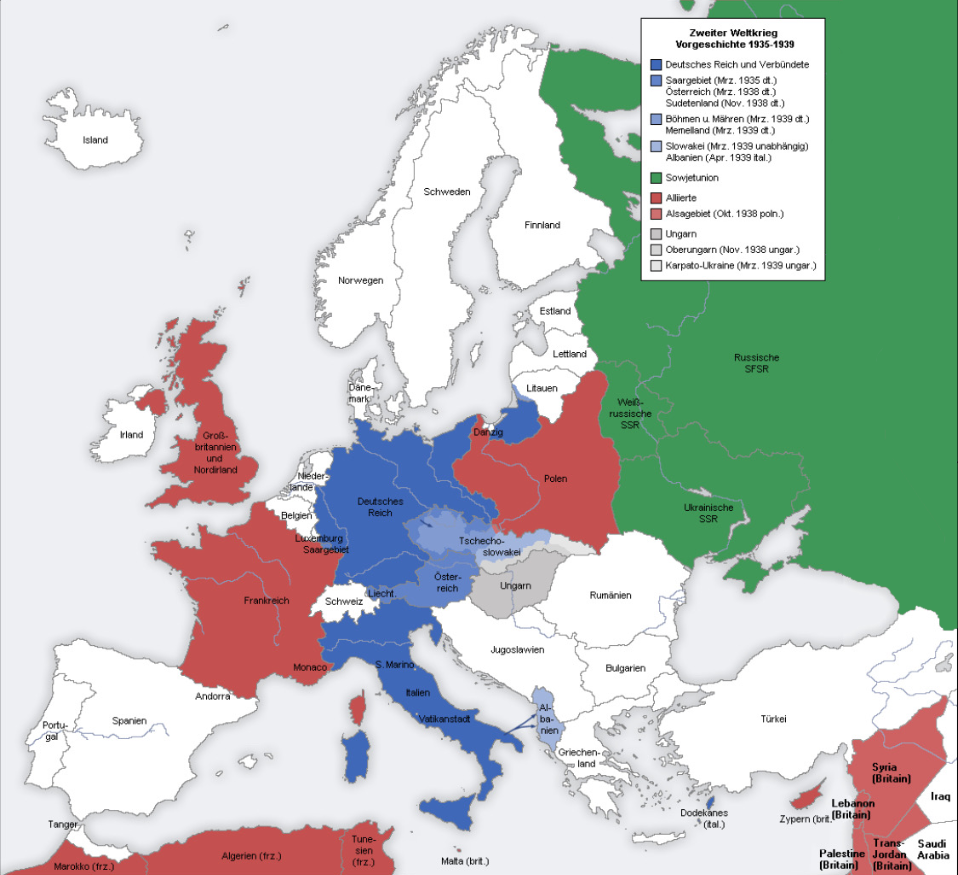
Bündnisse, Abhängigkeiten im September 1939

Danzig und Polen werden besetzt. Die Rote Armee marschiert ebenfalls in Polen, Litauen und Finnland ein. Annexion weiter Gebiete und Errichtung einer deutschen besonderen Besatzungszone, dem Generalgouvernement, in Polen. Massive Repressalien gegen die Zivilbevölkerung, insbesondere die massenhafte Verschleppung und Ermordung jüdischer Polen beginnt (als Spezialtruppe hierfür: Polizei-Einsatzgruppen). Ein geplantes Eingreifen Großbritanniens und Frankreichs gegen Deutschland und die Sowjetunion kommt faktisch nicht mehr zustande.
Ereignisse im Jahr 1939 unmittelbar vor Kriegsbeginn: 
- 25. August: Um 15:02 Uhr gibt Hitler den Befehl, den Angriff auf Polen am Morgen des 26. August zu beginnen, sagt den Angriffsbeginn aber um 20:00 Uhr wieder ab.
- 26. August: Die Absage erreicht eine deutsche Kommandoeinheit nicht, diese greift den Bahnhof im polnisch besetzten Mosty an (Besetzung des Jablunkapasses).
- 28. August: Einführung von Lebensmittelmarken und Fahrbenzin-Bezugsscheinen in Deutschland
- 28. August: Mobilmachung der Niederlande, die Jahrgänge ab 1924 werden eingezogen, die Armee erreicht die Stärke von 280.000 Mann
- 29. August: Die polnische Flotte wird in britische Gewässer beordert (12:55 Uhr, Operation Peking)
- 30. August:
  - Polnische Mobilmachung – polnisches Heer, Aufstellung.
  - Schweiz: Der Korpskommandant Henri Guisan (1874–1960) wird durch Parlamentsbeschluss General und Oberbefehlshaber der Schweizer Armee.
- 31. August: Eine Kommandoeinheit der SS fingiert einen polnischen Überfall auf den Sender Gleiwitz. Dieser soll Hitler den propagandistischen Vorwand für einen Angriff auf Polen liefern.
  - Im deutschen Rundfunk wird der 16-Punkte-Plan verlesen.
  - Erlass der „Weisung Nr. 1 für die Kriegführung“ (militärischer Deckname der Planung: der „Fall Weiß“).

Der Angriff auf Polen
- 1. September: Ohne vorherige Kriegserklärung greift die deutsche Wehrmacht Polen an (Überfall auf Polen). Zur Organisation der militärischen Kräfte siehe Schematische Kriegsgliederung der Wehrmacht für den Überfall auf Polen und Polnisches Heer vor dem Zweiten Weltkrieg.
  - Ab 4:37 Uhr deutsche Luftangriffe auf Wieluń, einige Stunden später auch Krakau und Warschau.
  - Um 4:45 Uhr beschießt das Linienschiff Schleswig-Holstein das befestigte Munitionsdepot auf der Westerplatte im Hafengebiet der Freien Stadt Danzig. Zwei deutsche Heeresgruppen (ca. 1,5 Millionen Soldaten) überschreiten die polnische Grenze. Beim Angriff auf die Weichselbrücke bei Dirschau kommt es zu ersten Gefechten.
  - Gefecht bei Krojanty. Aus diesem Gefecht entstand später der Mythos, die polnische Kavallerie habe deutsche Panzertruppen mit blanken Säbeln angegriffen.
  - Um 10:00 Uhr hält Hitler eine Rede vor dem deutschen Reichstag in der Berliner Krolloper. Diese wird im Rundfunk übertragen und gipfelt in den Worten: „Seit 5:45 Uhr wird jetzt zurückgeschossen!“
  - Anlässlich des Kriegsbeginns verhaftet die Geheime Staatspolizei (Gestapo) in der Kriegs-Sonderaktion zahlreiche führende Vertreter der aufgelösten Gewerkschaften und zerschlagener Oppositionsparteien.
  - Gemäß dem Plan Worek verminen die fünf U-Boote der polnischen Marine die Küstengebiete gegen Seelandungen und Artillerieangriffe. Die U-Boote sind aufgrund der deutschen Luftüberlegenheit nicht in der Lage offensiv aufzutreten und die einzelnen Kommandanten brechen die Operation Mitte September eigenständig ab und laufen neutrale oder verbündete Häfen an.
  - Estland, Lettland, Litauen, Finnland, Norwegen und die Schweiz erklären ihre Neutralität.
- 2. September: Auf Grundlage der gemeinsamen Garantie vom 31. März 1939 fordern Frankreich und Großbritannien ultimativ die Räumung Polens von deutschen Truppen.
  - Nach der Einnahme des Danziger Postamtes verkündet Gauleiter Albert Forster den Anschluss der Stadt an das Deutsche Reich.
  - Verlegung der ersten polnischen Häftlinge in das neu errichtete Konzentrationslager Stutthof bei Danzig. Bis Kriegsende sterben dort 65.000 Menschen.
- 3. September: Nach Ablauf des Ultimatums vom Vortag erklären die Westmächte dem Deutschen Reich den Krieg. Der britische Botschafter Nevile Henderson überreicht dem deutschen Außenminister Joachim von Ribbentrop um 9:00 Uhr ein Schreiben, welches den britischen Kriegseintritt innerhalb von zwei Stunden ankündigt. Frankreichs Botschafter Robert Coulondre überreicht ein ähnliches Ultimatum, das bis 15:00 Uhr befristet ist.
  - Der britische Premierminister Neville Chamberlain bildet eine Kriegsregierung und ernennt Winston Churchill zum Ersten Lord der Admiralität. Dieser hatte bereits während der 1930er-Jahre vor einer Bedrohung durch den NS-Staat gewarnt und die Appeasement-Politik kritisiert.[10]:31f.
  - Die britischen Dominions Australien, Neuseeland erklären dem Deutschen Reich den Krieg. Die Dominions Neufundland und die Südafrikanische Union folgen am 4. bzw. 6. September, Kanada am 10. September.
  - Der britische Vizekönig in Indien Lord Linlithgow erklärt ohne die führenden indischen Kräfte zu konsultieren, den Kriegszustand mit Indien auf der Seite Großbritanniens (In der Folge traten die Regierungen der Kongresspartei in den sieben von ihnen regierten Provinzen Indiens zurück und es kam zu einer Massenbewegung gegen den Einsatz indischer Soldaten).
  - Das mit dem Deutschen Reich verbündete Italien (Achsenmächte) erklärt sich als „nicht kriegführend“.
  - Die Versenkung des britischen Passagierschiffs Athenia durch U 30 eröffnet die Kampfhandlungen der Atlantikschlacht.
  - Bei gewaltsamen Übergriffen auf Volksdeutsche in der polnischen Stadt Bromberg kommen zwischen 700 und 1.200 Menschen ums Leben (Bromberger Blutsonntag).[11]:236
  - Mobilmachung der Schweizer Armee.
- 4. September: Mit dem Luftangriff auf Wilhelmshaven kommt es zum ersten Angriff der Royal Air Force auf das Reichsgebiet (Luftkrieg im Zweiten Weltkrieg).
  - Das Japanische Kaiserreich erklärt seine Neutralität.
  - Zur Umsetzung der staatlich gelenkten Kriegswirtschaft tritt im Deutschen Reich die Kriegswirtschaftsverordnung in Kraft.
- 5. September: Durch den Sieg der deutschen 4. Armee in der Schlacht in der Tucheler Heide ziehen sich die Polen aus dem polnischen Korridor zurück. An allen Frontabschnitten rückt die Wehrmacht vor und erobert Bromberg, Kattowitz und Graudenz. Der Blitzkriegstrategie und dem Gefecht der verbundenen Waffen können die polnischen Verteidiger keine wirkungsvolle Abwehr entgegenstellen.
  - Der mit dem Deutschen Reich verbündete Slowakische Staat tritt in den Krieg gegen Polen ein.
  - Die Vereinigten Staaten erklären ihre Neutralität und richten eine Neutralitätspatrouille ein.
- 6. September: Die deutsche 14. Armee erobert Krakau. Die polnischen Streitkräfte müssen sich hinter die geplanten Verteidigungsstellungen zurückziehen. Staatspräsident Ignacy Mościcki und die Regierung setzen sich von Warschau nach Brest-Litowsk ab.
  - Aufgrund ausbleibender Entlastungsangriffe der Westmächte und nach der Neutralitätserklärung des Bündnispartners Rumänien, bleibt Polen militärisch isoliert.
  - Generalmobilmachung in der Sowjetunion.
- 7. September: Kapitulation der Westerplatte.
  - SS-Obergruppenführer Reinhard Heydrich erteilt den im rückwärtigen Frontgebiet operierenden Einsatzgruppen den Befehl „die führende Bevölkerungsschicht in Polen […] so gut wie möglich unschädlich zu machen.“[12]:19
- 8. September: Die Spitzen der deutschen Panzertruppen erreichen Warschau.
  - Im Massaker von Ciepielów ermorden Angehörige der Wehrmacht 250 polnische Kriegsgefangene.[13]
- 9. September: Ohne auf deutschen Widerstand zu stoßen, dringen französische Einheiten an der deutschen Westgrenze im Warndt sowie zwischen Mosel und Pfälzerwald bis zu acht Kilometer auf deutsches Staatsgebiet vor (Saar-Offensive). Ein Angriff auf den befestigten Westwall erfolgt nicht. In Erwartung einer Offensive ist die deutsche Zivilbevölkerung aus dem Grenzgebiet in das Landesinnere evakuiert worden (siehe Sitzkrieg, auch französisch Drôle de guerre für „komischer, seltsamer Krieg“; englisch Phoney War).
  - Nach dem deutschen Sieg in der Schlacht bei Radom geraten 60.000 polnische Soldaten in Kriegsgefangenschaft.
  - Deutsche Verbände beginnen mit der Belagerung der Halbinsel Hel.
  - Beginn einer polnischen Gegenoffensive an der Bzura.
- 12. September: Eugen Müller, Generalquartiermeister im Generalstab des Heeres, erlässt die Verordnung über den Waffenbesitz, die hinter der Front kämpfende polnische Soldaten zu Partisanen erklärt.
  - Zur militärischen Unterstützung Frankreichs entsendet die britische Regierung die ersten vier Divisionen eines Expeditionsheers. Bis zum Mai 1940 erreicht die British Expeditionary Force (BEF) eine Stärke von 394.000 Soldaten (zwölf Divisionen) und untersteht John Vereker, 6. Viscount Gort.
- 15. September: Der polnische Oberbefehlshaber Marschall Edward Rydz-Śmigły befiehlt seinen Truppen den Rückzug nach Südosten.
- 17. September: Gemäß den Vereinbarungen des Hitler-Stalin-Paktes marschiert die Rote Armee in Ostpolen ein. Die Truppen überschreiten die Curzon-Linie und marschieren Richtung Białystok und Lwów.
  - Deutsche Truppen erobern die Festung Brest. Die polnische Regierung flieht aus Lublin und setzt sich nach Rumänien ab.
  - U 29 versenkt den britischen Flugzeugträger Courageous.
- 18. September: Warschau ist von deutschen Truppen eingeschlossen.

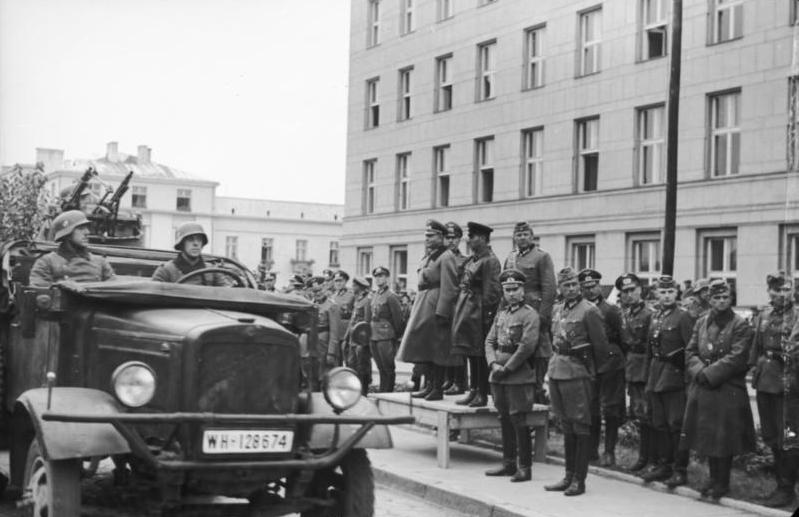
Gemeinsame deutsch-sowjetische Siegesparade

- 18. September: Bei Brest-Litowsk nehmen sowjetische und deutsche Truppen Fühlung miteinander auf.
- 19. September: Die Schlacht an der Bzura (Schlacht im Weichselbogen) endet mit einer polnischen Niederlage.
- 19. September: Die sowjetische Armee erreicht Vilnius.
- 21. September: Anordnung Heydrichs, als Chef der deutschen Sicherheitspolizei, zur Bildung von jüdischen Wohnbezirken (KZ-Sammellagern) legt detailliert das Vorgehen der Einsatzgruppen dabei fest (vgl. später die Aktion Reinhard).
- 22. September: General Heinz Guderian und Brigadekommandeur Semjon Kriwoschein nehmen eine gemeinsame deutsch-sowjetische Militärparade ab.
- 27./28. September: Bombardierung Warschaus durch die Luftwaffe und Artillerie
  - In Wejherowo (Neustadt) werden Psychiatriepatienten durch deutsche Truppen der SS ermordet. Anschließend wird in der betroffenen Klinik ein deutsches Lazarett eingerichtet.
- September bis Dezember: Kurz nach Beginn des Krieges in Polen ermorden Angehörige der Schutzstaffel (SS) und des „Volksdeutschen Selbstschutzes“ in den Wäldern um das Dorf Wielka Piaśnica bei Danzig zwischen September und Dezember 1939 mehrere tausend Menschen. Die Massaker von Piaśnica gelten als erster systematisch durchgeführter Massenmord der Nationalsozialisten im deutsch besetzten Europa. Opfergruppen sind Angehörige der polnischen und kaschubischen Intelligenz, polnische Kriegsgefangene, Patienten deutscher und polnischer Psychiatriekliniken sowie als größte Gruppe deportierte Gestapo-Gefangene aus dem Reichsgebiet.
- 28. September:
  - Die polnische Hauptstadt kapituliert; damit endet die Schlacht um Warschau.
  - Unterzeichnung des Deutsch-Sowjetischen Grenz- und Freundschaftsvertrages in Moskau (Modifizierungen des Grenzverlaufs zwischen diesen beiden Ländern).
- 29. September: Kapitulation der polnischen Festung Modlin.
- 4. Oktober: Geheimer Gnadenerlass Hitlers für in Polen begangene Kriegsverbrechen.
- 6. Oktober: Kapitulation der letzten polnischen Truppen nach der Schlacht bei Kock.
- 8. Oktober: Der Friedensvertrag von Brest-Litowsk zwischen Deutschland und der Sowjetunion vollzieht die „Vierte Teilung Polens“.
- Es folgt die dauerhafte Besetzung Polens bis 1944/1945, dabei auch völkerrechtswidrige Annexionen im deutsch-polnischen Grenzgebiet.
- 26. Oktober: Der NS-Funktionär, Reichsminister und Jurist Hans Frank wird Generalgouverneur der nicht dem Deutschen Reich eingegliederten Teile des besetzten Polen (siehe Generalgouvernement). Frank hat seinen Amtssitz zunächst in Łódź, ab November 1939 in Krakau in der königlichen Burg Wawel. Diese Aufteilung und die Ernennung Franks verringert den Machtbereich des militärischen Oberkommandierenden Blaskowitz in Bezug auf seine Stellung als Chef der Zivilverwaltung (C.d.Z.).

Weitere Kriegshandlungen
- September, siehe auch: zum Einsatz chemischer und biologischer Waffen durch die Japanische Armee in der Schlacht von Changsha
- 26. September: die französische Regierung verbietet die Kommunistische Partei
- 27. September: Weisung Hitlers an das Oberkommando des Heeres zur Ausarbeitung des Angriffsplanes „Fall Gelb“ (den West-Feldzug)
- 6. Oktober: Deutschland bietet den Westmächten Frieden an
- 7. Oktober: das Landkreis Suwalken genannte Gebiet um Marijampolė, Litauen, wird gemäß einer deutsch-sowjetischen Übereinkunft von der Wehrmacht besetzt; später von der Besatzungsmacht in Landkreis Sudauen umbenannt.
- 11. Oktober: Beginn sowjetisch-finnischer Verhandlungen über die Überlassung von Stützpunkten
- 14. Oktober: das deutsche U-Boot U 47 versenkt das britische Schlachtschiff Royal Oak in Scapa Flow
- 19. Oktober: Ankunft der ersten drei Transporte von zur Arbeit gezwungenen Juden aus Wien (vom Aspangbahnhof; u. a.) gemäß Nisko-Plan zur Schaffung des Barackenlagers eines „Judenreservates“ in Nisko, Polen, in der Nähe zur Grenze mit dem sowjetisch besetzten Teil Polens. (Der Plan wird im November abgeblasen)
- 29. Oktober: Das dt. U 34 versenkt am 29. den zivilen britischen Frachter Malabar (7976 BRT), Teil des angloamerikanischen Geleitzugs HX 5A
- 1. November: Einführung von Standgerichten (Militärgerichtsbarkeit)
- 3. November: die USA heben das in ihnen geltende allgemeine Waffen-Ausfuhrverbot nur für Großbritannien und Frankreich auf
- 6. November: Bei der Sonderaktion Krakau werden von deutschen Besatzern über 180 Professoren und andere Universitätsangehörige aus der Jagiellonen-Universität entführt und in Konzentrationslagern inhaftiert.
- 8. November: missglücktes Bombenattentat Georg Elsers auf Hitler und die versammelte nationalsozialistische Führung im Münchner Bürgerbräukeller
- 23. November: bei der Ansprache Hitlers vor den Oberbefehlshabern am 23. November 1939 verkündet Hitler seinen Entschluss Frankreich und Großbritannien bald anzugreifen
- 27. November: die Sowjetunion inszeniert den Mainila-Zwischenfall
- 30. November: Sowjetische Truppen greifen im so genannten „Winterkrieg“ Finnland an
  - Schweden unterstützte Finnland, ohne offiziell die Neutralität aufzugeben
  - ein geplantes Eingreifen Großbritanniens und Frankreichs gegen die Sowjetunion kommt nicht mehr zustande
- 7. Dezember: Beginn der Schlacht von Suomussalmi, in der zwei sowjetische Divisionen zerschlagen werden (bis Januar 1940)
- 14. Dezember: Ausschluss der Sowjetunion aus dem Völkerbund, wegen ihres Angriffs auf Finnland
- 17. Dezember: Kapitän Hans Langsdorff (1894–1939) befahl das Panzerschiff Admiral Graf Spee in der Mündung des Río de la Plata vor Argentinien zu versenken, damit Schiff und seine technische Ausrüstung nicht in die Hände der überlegenen Verbände der Royal Navy fallen konnte. Die gesamte Schiffsbesatzung wurde zuvor evakuiert. Den Befehl zum Kampf negierte er damit.
- 18. Dezember:
  - Polen, in Form der Regierung im Londoner Exil, stellt den Kriegszustand mit der Sowjetunion fest
  - das Luftgefecht über der Deutschen Bucht erweist britische Bomberoperationen bei Tag ohne Begleitschutz als unrealistisch, in der Folge entwickelt die Royal Air Force ihr Konzept der Nachtbombenangriffe
- 1939: Baubeginn der sowjet. Molotow-Linie

### 1940
1940 greift das Deutsche Reich Dänemark und Norwegen an, es folgt anschließend deren Besetzung. Einmarsch in Belgien, Luxemburg, den Niederlanden und Nordfrankreich (der so genannte Westfeldzug), der zur Besetzung von Paris führt. Die Evakuierung von über 300.000 alliierten Soldaten bei Dünkirchen gelingt. Deutsche Luftangriffe auf Großbritannien. Hitlers Militär erreichen das Hauptziel, Großbritannien aus dem Krieg herauszuhalten oder zur Aufgabe zu zwingen, nicht. Die Sowjetunion besetzt die baltischen Staaten und das rumänische Bessarabien. Planungen für den Krieg gegen die Sowjetunion. Der Abschluss eines Dreimächtepakts zwischen Italien, Japan und dem Deutschen Reich, dem danach weitere Staaten beitreten, ist ein Erfolg Hitlers in der Außenpolitik.

#### Kriegsereignisse 1940
- 5. Januar: Leslie Hore-Belisha (1893–1957), der brit. Kriegsminister, Secretary of War von 1937 bis 1940, wird von PM Chamberlain entlassen. Den Hintergrund bildeten u. a. antisemitische Vorurteile gegen ihn.
- 10. Januar: Mechelen-Zwischenfall: ein deutsches Militärflugzeug muss in Belgien notlanden, ein Luftwaffenoffizier führt Teile des Aufmarschplanes mit sich, der damals geplante Angriffstermin 17. Januar wird verschoben
- 19. Januar: der französische Ministerpräsident Daladier befiehlt die Ausarbeitung der Operation Pike zur Bombardierung der sowjetischen Erdölraffinerien
- 30. Januar: die Schlacht um Süd-Henan dauert einen Monat und endet mit einem chinesischen Sieg
- 5. Februar: Planung der Landung von vier deutschen Divisionen in Narvik
- 11. Februar: Wirtschaftsabkommen zwischen Deutschland und der Sowjetunion für die Dauer eines weiteren Jahres
- unter dem Begriff Generalplan Ost (GPO) werden eine Reihe von Plänen, Planungsskizzen und Vortragsmaterialien zu einer möglichen neuen Siedlungsstruktur als Planungsgrundlage für eine Kolonisierung und „Germanisierung“ von Teilen des östlichen Mittel- und Osteuropas
- 16. Februar: Altmark-Zwischenfall, das deutsche Transportschiff „Altmark“ wird in Norwegen durch einen britischen Zerstörer aufgebracht
- 17. Februar: die Mannerheim-Linie in Finnland wird von sowjetischen Truppen durchbrochen
- 21. Februar: Weisung Hitlers für die weitere Planung im skandinavischen Raum
- 24. Februar: der Sichelschnittplan wird offiziell zur Grundlage der deutschen Angriffsplanung im Westen
- 25. Februar bis 21. März: Vermittlungsversuche von Sumner Welles
- 1. März: Unternehmen Weserübung – die Besetzung Dänemarks und Norwegens – wird auf deutscher Seite beschlossen, Ziel des geplanten Unternehmens ist die weitere Eisenerzeinfuhr aus dem neutralen Schweden und finnischem Nickel ins Deutsche Reich. Großbritannien wollte diese Rohstofflieferungen verhindern
- 12. März: Frieden von Moskau zwischen Finnland und der Sowjetunion: darin werden Teile Kareliens, Lapplands und der Fischerhalbinsel an die Sowjetunion abgetreten
- 13. März: Der Friedensvertrag beendet den Winterkrieg
- 14. März: in der Schlacht um Shanggao erringt die chinesische Armee bis zum 9. April einen Sieg
- 17. März: der Generalbevollmächtigte für das Bauwesen, Fritz Todt, wird zum Reichsminister für Bewaffnung und Munition ernannt und kontrolliert damit praktisch die gesamte deutsche Kriegswirtschaft
- 20. März: neue französische Regierung unter Paul Reynaud löst die Regierung des Appeasement-Politikers Édouard Daladier ab
- ab 30. März bzw. 16. Mai 1940: die „Außerordentliche Befriedungsaktion“ (meist abgekürzt AB-Aktion) in Polen war eine Massenmordkampagne der deutschen Besatzungsmacht, gemeinsam von SS-Einsatzgruppen und örtlichen volksdeutschen Selbstschutz-Einheiten durchgeführt. Sie hatte den Charakter eines Völkermords; im Frühling und Sommer wurden im Rahmen dieser Aktion im Generalgouvernement etwa 7500 Personen verhaftet, von vorgeblichen SS-Standgerichten zum Tode verurteilt und ermordet. (Zeitraum 30. März – Juni 1940, dauerte aber darüber hinaus an und wurde nach dem 22. Juni 1941 (Angriff auf UdSSR) auf das von der Sowjetunion seit 17. September 1939 besetzte Ostpolen ausgedehnt. Dt. Kriegsverbrechen)
- 31. März: der Hilfskreuzer Atlantis unter Kapt. B. Rogge lief aus Kiel zu einem 600 Tage dauernden Kreuzerkrieg aus (u. a. Südatlantik und Indischer Ozean).
- 3. April, Katyn, Russische SFSR: Angehörige des sowjetischen Volkskommissariats für Innere Angelegenheiten (NKWD) beginnen (3. April bis 11. Mai) mit der Ermordung von etwa 4400 gefangene Polen, größtenteils Offiziere, in einem Wald bei Katyn, 20 Kilometer westlich von Smolensk. Diese Tat gehörte zu einer Reihe von Massenmorden an 22.000 bis 25.000 Berufs- oder Reserveoffizieren, Polizisten und anderen Staatsbürgern Polens, darunter vielen Intellektuellen. Siehe auch zur Gedenkstätte Katyn (2000 eröffnet)
- 8. April: die alliierte, nicht mehr ausgeführte, Operation Wilfred sollte deutsche Transporte von Eisenerz aus Schweden durch neutrale norwegische Gewässer im Rahmen des Plans R4 verhindern
- 9. April: Beginn der deutschen Invasion in Norwegen und Dänemark (Unternehmen Weserübung)
  - Invasion Dänemarks unter dem Codewort Weserübung-Süd (16 Tote auf dänischer Seite), Regierung und König bleiben im Land
  - Die norwegische Küstenbatterie Oscarsborg (von 1856) vor Oslo versenkt den Schweren Kreuzer Blücher. Der König Håkon VII. gelangt durch diesen Zeitgewinn ins Exil nach England.
  - Landung einer deutschen Gebirgsjäger-Division vor Narvik (Norwegen)
  - 3. Mai Besetzung von Rjukan mit der einzigen Schwerwasserfabrik der Welt in Vemork. Sie fiel unbeschädigt in deutsche Hände, aber man stellte fest, dass der gesamte Vorrat an schwerem Wasser bereits abgegeben worden war. Dies könnte für die Heeresleitung ein Warnzeichen gewesen sein, dass die Alliierten ebenfalls an der Nutzung der Kernspaltung interessiert waren (dt. Uranprojekt). Dort später die Operation Gunnerside (vgl. Filmprojekt Operation Swallow).
- 10. April:
  - deutscher Brückenkopf mit Stavanger, Trondheim
  - Narvik wird besetzt
- 13. April:
  - Großbritannien beginnt die Operation Valentine, die Besetzung der 18 dänischen Färöer-Inseln im Nordatlantik zur Sicherung der Atlantikroute nach Nordamerika. Zeitweise werden während des Kriegs dort 2000 Soldaten stationiert.
  - schwere Seegefechte zwischen britischen und deutschen Zerstörern bei Narvik; die deutsche Flotteneinheit wird weitgehend vernichtet.
- 14. April bis 19. April: umfangreiche alliierte Verbände, darunter polnische Soldaten und Teile der Fremdenlegion, landen in Norwegen
- 3. Mai: die Luftwaffe versenkt zwei alliierte Zerstörer vor Namsos
- 7. Mai: die Schlacht um Süd-Shanxi endet am 27. Mai mit dem japanischen Sieg

- 10. Mai:

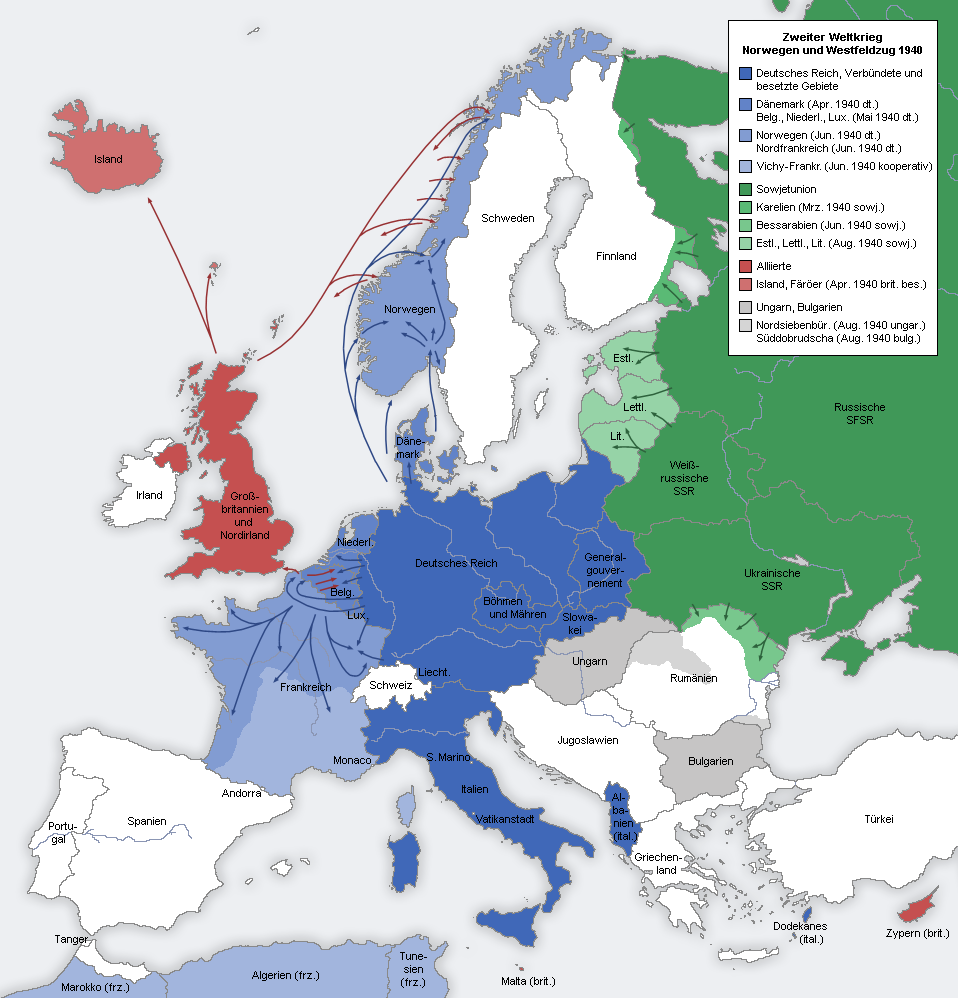
Westfeldzug 1940

  - Beginn des deutschen Westfeldzugs (siehe Hauptartikel: Chronologie des Westfeldzuges 1940, Schematische Kriegsgliederung der Wehrmacht für den Westfeldzug)
    - sieben deutsche Armeen greifen (Fall Gelb) die neutralen Staaten Niederlande, Belgien und Luxemburg an. Überreichung einer diplomatischen Note an die Botschafter dieser Länder um 5:45 Uhr mit der verklausulierten Kriegserklärung, dass das Reich ihre Neutralität militärisch sicherstellen wird
    - das Großherzogtum Luxemburg wird besetzt
    - bereits an diesem Tag wird das für uneinnehmbar gehaltene belgische Fort Eben-Emael durch deutsche Fallschirmjäger eingenommen
    - die niederländische Regierung hatte zunächst versucht, sich neutral zu verhalten, Beginn der Invasion der Niederlande

  - Winston Churchill wird britischer Premierminister
  - britische Truppen besetzen Island (damit wird die geplante dt. Invasion, Unternehmen Ikarus, hinfällig)
- 13. Mai:
  - Königin Wilhelmina und die niederländische Königsfamilie und die restliche Regierung fliehen ins Exil nach London; dort wird eine Niederländische Exilregierung gebildet. Es folgt der bis 1945 ein vielgestaltiger Widerstand im Heimatland.
  - Blut-Schweiß-und-Tränen-Rede Churchills
- 13. bis 15. Mai: Schlacht von Sedan: nach dem Durchbruch durch die Ardennen erkämpfen sich deutsche Panzertruppen bei Sedan den Übergang über die Maas

- 14. Mai:

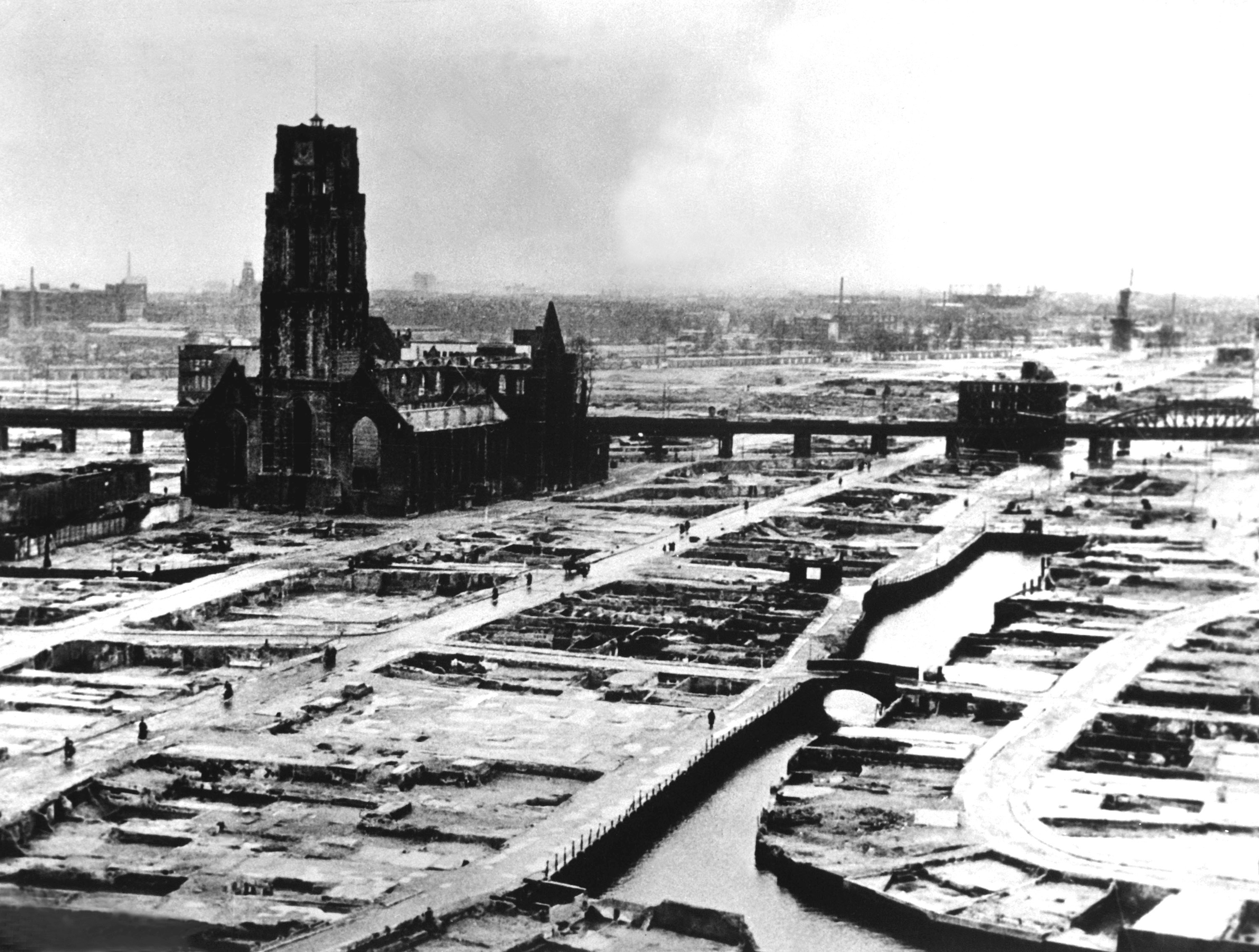
Foto Rotterdams nach dem Bombenangriff vom 14. Mai 1940 und anschließender Enttrümmerung (aufgenommen 1942)

  - der deutsche Luftangriff auf Rotterdam fordert 800 Todesopfer – die Kapitulationsverhandlungen waren bereits aufgenommen.
  - Kapitulation der niederländischen Truppen
  - der NS-Funktionär Seyß-Inquart, der bis dahin Stellvertreter des Generalgouverneurs im besetzten Polen war, wird deutscher Reichskommissar für die Niederlande
  - General Friedrich Christiansen war vom 29. Mai 1940 bis zum 7. April 1945 der deutsche Wehrmachtbefehlshaber und vom 10. November 1944 bis 28. Januar 1945 zugleich auch Oberbefehlshaber (OB) der dort eingesetzten 25. Armee.
  - General Guderian überschreitet mit seiner Panzergruppe die Maas, die britische Royal Air Force verzeichnet hohe Verluste
- 15. Mai: das britische Kabinett beschließt, den strategischen Luftkrieg gegen das Deutsche Reich zu führen
- 17. Mai:
  - Gegenangriff der französischen 4. Panzerdivision unter Charles de Gaulle abgebrochen – Bataille de Montcornet an der Aisne
  - Brüssel wird kampflos übergeben
- 18. Mai: das Gebiet Eupen-Malmedy wird in das Deutsche Reich eingegliedert
- 19. Mai: die deutsche 6. Armee erreicht den Fluss Schelde und stößt bis Abbeville vor. Der Vormarsch erfolgt so schnell, dass die britischen und französischen Einheiten in Nordfrankreich abgeschnitten werden; sie ziehen sich nach Dunkerque (Dünkirchen) zurück
- 20. Mai: Das Committee to Defend America by Aiding the Allies, welches zur materiellen und moralischen Unterstützung der Alliierten im Kampf gegen Deutschland aufruft, gibt seine Gründung bekannt.
- 23. Mai: Nach der Besetzung der Niederlande wurde der SS-Führer Hanns Albin Rauter zum „Generalkommissar für das Sicherheitswesen“ und Höherer SS- und Polizeiführer „Nordwest“ beim Reichskommissar für die Niederlande Seyß-Inquart ernannt. In seiner Position als Polizeikommandeur und ranghöchster SS-Führer in den Niederlanden verantwortete Rauter die Deportationen von etwa 110.000 niederländischen Juden in die Vernichtungslager (rund 6.000 überlebten), die Bekämpfung des niederländischen Widerstands und die harten Besatzungsbedingungen. Etwa 300.000 Niederländer wurden zur Zwangsarbeit ins Reich verschleppt und ihre Besitztümer beschlagnahmt. Der vom niederländischen Widerstand organisierte Generalstreik im Februar 1941 wurde auf Rauters Befehle blutig niedergeschlagen.
- 24. Mai: Hitlers umstrittener Stoppbefehl für die Panzerstreitkräfte der Heeresgruppe A
- 26. Mai – bis 5. Juni: die Schlacht von Dünkirchen beginnt; am 4. Juni Einnahme von Dunkerque
- 27. Mai: die britische Operation Dynamo (Evakuierung von über 300.000 alliierten Soldaten) bei Dünkirchen läuft an. Wird am 4. Juni abgeschlossen.
  - Frankreich bereitet sich auf die Verteidigung vor. Fall Rot ist der deutsche Deckname für die zweite Offensive in Frankreich
- 28. Mai: Kapitulation der belgischen Armee
- 29. Mai: deutsch-rumänischer Öl-Waffen-Pakt
- Mai/Juni: in Polen werden im Rahmen der AB-Aktion und des Palmiry-Massakers polnische Zivilisten massenhaft ermordet
- 1. Juni: ein Geschwader der Legion Condor überfliegt bei Angriffen auf Frankreich die Grenze zur Schweiz. Schweizer Flieger schießen in der Verteidigungsposition davon elf deutsche Maschinen ab.
- 4. Juni: bei einer folgenden deutschen „Strafexpedition“ werden drei Flugzeuge der Schweiz abgeschossen[14]
- 4. Juni: Begin des Unternehmens Juno
- 5. Juni: deutsche Offensive an der Aisne und der Somme
- 6. Juni: die Reichsregierung protestiert gegen die Schweizer „Luftangriffe“ und fordert den Schweizer Bundesrat zu einer Entschuldigung auf (wiederholt am 19. Juni)
- 8. Juni: Abzug der bis dahin erfolgreichen alliierten Expeditionskräfte aus dem Gebiet von Narvik
- 9. Juni: Soldaten der 6. Infanterie-Division überschreiten die Seine
- 10. Juni:
  - das norwegische Militär kapituliert, König Håkon VII. und die Regierung gehen ins britische Exil
  - ab dieser Zeit: Shetland Bus, mit Fischerbooten flohen 1940 etwa 600 Norweger auf die britischen Shetlandinseln. 1941 bis 1945 konnten so 373 Flüchtlinge gerettet werden. Umgekehrt wurden norwegischen Widerstandskämpfer und 192 Agenten über diesen Weg nach Norwegen eingeschleust (Standorte Lunna und Scalloway bei Lerwick und Telavåg; Verluste: 33 Mann und sieben Schiffe).
  - Mussolini beschließt, in den Krieg gegen die beiden Westalliierten einzutreten
- 10.–13. Juni: Operation Cycle, Evakuierung von ca. 11.000 britischen und anderen alliierten Soldaten aus Le Havre
- 11. Juni: Beginn erster italienische Luftangriffe gegen das britische Malta (Bombardierungen), zunächst kein Versuch der Invasion, Blockade – brit. Bezeichnung: Zweite große Belagerung Maltas (bis Nov. 1942)
- 14. Juni:

• Paris wird besetzt, zuvor von französischem Militär teilweise geräumt (Paris im 2. WK)
• die deutsche Heeresgruppe C durchbricht die Maginot-Linie und die Festung Verdun wird eingenommen
- 15.–25. Juni: weitere britische Evakuierung, Operation Aerial, von mehr als 215.000 alliierten Soldaten aus Cherbourg, St. Malo und anderen Häfen nach England
- 17. Juni: … die als Truppentransporter eingesetzte Lancastria wird vor der Loiremündung von der deutschen Luftwaffe versenkt.
- 17. Juni:
  - der Ex-Marschall Philippe Pétain, Ministerpräsident der neu gebildeten französischen Regierung, erklärt die Niederlage Frankreichs
  - Der sowjetische Außenminister Molotow gratuliert dem Deutschen Reich zum Sieg über Frankreich
  - sowjetische Truppen okkupieren am selben Tag die baltischen Staaten
- 18. Juni: Charles de Gaulle, Militär-Staatssekretär im Londoner Exil, fordert in seinem später Apell de Londre genannten Radio-Aufruf über BBC London (mit der Unterstützung Churchills) die Franzosen auf, weiterzukämpfen – der Aufruf von London/vom 18. Juni. Er gründet in der Folge das Komitee freies Frankreich (France libre) und sammelt aus französischen Teilnehmern der Narvik-Expedition und aus den 130.000 Mann, die noch rechtzeitig aus Dünkirchen ausgeschifft worden waren, die ersten Freiwilligen als französische Einheiten in der britischen Armee (Forces françaises libres). In Frankreich entstehen in der Folge verschiedene zivile Gruppen der Résistance, aber auch Partisaneneinheiten.
- 19. Juni: Le Mans wird eingenommen und besetzt
- 20. Juni:
  - Der Oberbefehlshaber der Schweizer Armee, General Henri Guisan, ordnete auf Geheiß des Bundesrats an, die eigenen Flugzeuge ab sofort am Boden zu belassen.
  - Der Übertritt des 45. französische Armeekorps bei Goumois im Jura unter General Marius Daille wird vom schweizerischen Bundesrat gewährt (rund 43'000 Soldaten, darunter 12.500 polnische). In der folgenden Zeit war die Schweizer Armee zum Teil bis Kriegsende für die Internierung dieser ausländischen Militärpersonen zuständig.
- 21. Juni: Hitler verhandelt im Wald von Compiègne mit der französischen Regierung (État français, Vichy-Regime)
- 22. Juni: Unterzeichnung des deutsch-französischen Waffenstillstands (Compiègne), frz. Armistice de Rethondes genannt; (zum Ort und Eisenbahnwagen)
- 25. Juni: der deutsch-franz. Waffenstillstand tritt um 1:35 Uhr in Kraft
- 25. Juni: Öffentliche Erklärungen des Bundesrats (Regierung) an das Schweizervolk zum Waffenstillstand im Nachbarland via Radio und in der Neuen Zürcher Zeitung und zeitgleich eine geheime, Rütlirapport genannte, Befehlsausgabe des Oberbefehlshabers Henri Guisan zum Réduit-Plan für den Fall eines Angriffs der Achsenmächte. Zwei Teile einer vorsichtigen Abschreckungspolitik gegenüber den Achsenmächten. Benannt nach der Rütliwiese am Vierwaldstättersee (Ort der Befehlsausgabe in der Innerschweiz).
- 26. Juni: Dönitz besichtigt Lorient. In der Folge werden die Entscheidungen zum Ausbau dieser und der vier anderen Basen für U-Boote getroffen. Die ersten beiden Koroman-Bunker werden bis Dezember 1941 fertiggestellt. Sie waren Teil des „Atlantikwalls“ und der „Atlantikschlacht“ (Handelskrieg mit U-Booten; neben Brest, Saint-Nazaire, La Rochelle und Bordeaux)
- 28. Juni bis 4. Juli: sowjetische Besetzung Bessarabiens und der Nordbukowina
- 30. Juni und nächste Tage: die britischen Kanalinseln nahe vor der französischen Nordwestküste werden von deutschen Truppen besetzt, Guernsey ergibt sich am 30. Juni, Jersey am 1. Juli, Alderney am 2. Juli und Sark am 4. Juli nach einer teilweisen Evakuierung der Zivilbevölkerung
- Juni: William Stephenson eröffnet die British Security Coordination (BSC, Brit. Geheimdienst-Netzwerk in den USA) in New York City
- 3. Juli: Operation Catapult, Versenkung der französischen Flotte in Nordafrika in Mers-el-Kébir von der britischen Force H (Admiral Somerville). Dabei starben 1297 französische Seeleute, 350 wurden verwundet. Ähnliche Einsätzen vor Oran und am 8. Juli in Dakar.
- Juli:
  - Teilung Frankreichs in einen deutsch-besetzten Teil und den unbesetzten Südost-Teil des Vichy-Regimes unter Marschall Pétain (État fr.)
  - General de Gaulle wird ab 1940 Organisator des externen militärischen Widerstandes mit geflohenen Truppenteilen: später „Führer des freien Frankreichs“ genannt, vom Exil in London aus (siehe Londoner Apell, Rundfunkansprache, 18. Juni)
  - die Résistance – der Widerstand innerhalb Frankreichs bildet sich, getragen von Gewerkschaften, den sozialistischen und kommunistischen Parteien aber auch von Konservativen, die nicht mit Pétain und den Deutschen kollaborieren wollen
- Mitte Juli: Gründung der britischen Special Operations Executive (verdeckte Militäroperationen)
- Juli: die Luftschlacht um England beginnt von der Kanalküste des besetzten Frankreich aus mit Angriffen auf den Schiffsverkehr im Ärmelkanal (Teilblockade)
- 19. Juli: USA, der Two-Ocean Navy Act sieht eine Vergrößerung der U.S. Navy um 70 Prozent vor
- 25. Juli:
  - Rütlirapport, Befehlsausgabe des schweizerischen OB Guisan (Rücknahme der Truppen von der Grenze, Réduit-Strategie)
  - Das Otto-Programm, ein „bevorzugtes Wehrmachtsprogramm“ für die danach ab Oktober wiederhergestellten bzw. ausgebauten größeren West-Ost-Eisenbahnstrecken durch das Generalgouvernement, insbesondere die Eisenbahnstrecke von Radom via Demblin nach Lublin. Zur Ausarbeitung hatte Franz Halder, seit September 1938 Chef des Generalstabs des Heeres, seinen Stab am 19. Juni oder 3. Juli 1940 beauftragt.[15]:9f. Dieser Plan wurde nach dem 31. Juli erweitert, mit anderen Plänen zusammengeführt und im Dezember (vgl. 18.) den Kriegsvorbereitungen des OKW und OKH (Fall Barbarossa) zu Grunde gelegt.
- 31. Juli: Hitler fasst den Entschluss zum Angriff auf die Sowjetunion im Frühjahr 1941, um sie als Festlandsdegen Englands auszuschalten.
- 5. August: Das OKH legt den Operationsentwurf Ost vor
- 6. August: Erzwungener Beitritt Estlands zur Sowjetunion, Annexion
- 7. August: Churchill und de Gaulle einigen sich auf den Accord des Chequers (Chequers-Abkommen), nach dem Großbritannien die Integrität aller französischen Besitzungen und die „integrale Restauration und Unabhängigkeit und die Größe Frankreichs“ achtet und erhält.
- 8. August: Der detailliert ausgearbeiteten Invasionsplan gegen Irland unter dem Codenamen Unternehmen Grün wird dem deutschen Oberkommando übergeben – Federführend war Generalfeldmarschall Fedor von Bock. Die Invasion sollte das Unternehmen Seelöwe (England) flankieren und erledigte sich mit dessen Aufgabe.
- 11. August: Beginn der Operation Razzle zur Vernichtung der deutschen Ernte durch Brandplättchen
- 13. August: „Adlertag“ während der Luftschlacht um England: massive Luftangriffe auf südenglische Stützpunkte der Royal Air Force
- 17. August: Hitler verhängt eine Importblockade über die Britischen Inseln
- 20. August: die chinesischen Kommunisten eröffnen die Hundert-Regimenter-Offensive, die bis zum 5. Dezember andauert, es kommt gegen deren Ende zum Zerwürfnis zwischen Peng Dehuai, dem militärischen Führer der Kommunisten, und Mao Zedong
- 21. August: durch das brit. Gesetz Allied Forces Act 1940 erhalten bestimmte Exilregierungen das Recht eigene Truppen im Ver. Königreich als Ausdruck von deren Souverainität zu stationieren. In der Praxis waren sie dann Kombattanten der britischen Streitkräfte und in deren Führungsstruktur eingebunden.
- 24./25. August: erstmaliger (ungeplanter) Abwurf deutscher Bomben auf die britische Hauptstadt London, in der Folgenacht folgt der erste britische Luftangriff auf Berlin
- 28. August: mit dem Rüstungsprogramm B wird die deutsche Kriegswirtschaft auf einen Krieg gegen die Sowjetunion umgerüstet
- 30. August: Zweiter Wiener Schiedsspruch durch Deutschland und Italien: Rumänien muss Teile Siebenbürgens an Ungarn abtreten
- August: Nutzung des frz. Marine-Hafens als U-Boot-Basis (dt. und italienische Marine)
- 2. September: Zerstörer-für-Stützpunkte-Abkommen
- September: mit dem Selective Training and Service Act wird in den USA die Wehrpflicht eingeführt
- 4. September: Gründung des America First Committee, einer isolationistischen Organisation, welches sich gegen die Kriegsbeteiligung der USA richtet
- 7. September: Luftangriffe auf London beginnen (300 deutsche Bomber sowie 600 Jagdflugzeugen; bis 16. Mai 1941)
- 15. September: die Loßberg-Studie, der Operationsentwurf des OKW für den Krieg gegen die Sowjetunion, erscheint
- 22. September: Japan marschiert im Norden Französisch-Indochinas ein. Darauf verhängen die USA und Großbritannien ein Embargo und frieren die finanziellen Mittel Japans ein
- In der ehemals französischen Kolonie Vietnam befand sich von 1941 bis zum Sommer 1943 und vom Herbst 1944 bis zum Kriegsende das Hauptquartier der japanischen Südarmee unter Marschall Terauchi Hisaichi. Die französische, an Vichy orientierte Kolonialverwaltung unter Admiral Jean Decoux wurde dabei nicht beseitigt (Kollaboration). Die japanische Besatzungspolitik führte zu einer Hungersnot im letzten Kriegsjahr, die über eine Million Menschen das Leben kostete.
- 23. bis 25. September: im Gefecht von Dakar (Operation Menace) scheitert ein britisch-französischer Versuch (mit De Gaulles Streitkräften für ein freies Frankreich (Forces fr. libres)), den Hafen und die Stadt Dakar in Französisch-Westafrika (AOF, im heutigen Senegal) zu erobern
- 27. September: auf Initiative Adolf Hitlers wurde der Dreimächtepakt zwischen dem Deutschen Reich, dem Kaiserreich Japan und dem Königreich Italien vereinbart. International verwendete Namen sind Patto tripartito, Tripartite Pact oder Berlin Pact. Er wurde von den Vertragspartnern auch als Achse Berlin-Rom-Tokio und die drei Beteiligten als Achsenmächte bezeichnet. Unterzeichnung im Großen Saal der Neuen Reichskanzlei, Berlin; für Japan durch Botschafter Saburō Kurusu.
- 12. Oktober: das Unternehmen Seelöwe wird auf unbestimmte Zeit verschoben
- 23. Oktober: In der Konferenz von Hendaye gelingt es Hitler nicht, Franco zu einem spanischen Kriegseintritt zu bewegen.
- 28. Oktober: Beginn des Griechisch-Italienischen Krieges, italienische Verbände greifen von der italienischen Kolonie Albanien aus Griechenland an, Italien kann Bulgarien nicht als Verbündeten gewinnen
- 3. November: die griechische Armee geht erfolgreich zum Gegenangriff über, bis zum 14. November geraten die italienischen Verbände in die Defensive und werden über die Grenzen Albaniens zurückgedrängt
- 8. bis 12. November: Als campagne du Gabon bzw.bataille de Libreville wird die Über-/Einnahme von Gabun durch Forces françaises libres (FFL, unter De Gaulle) bezeichnet
- 11. November: vom Hilfskreuzer Atlantis wird im Südpazifik der engl. Frachter Automedon mit einem Postsack an umfangreichem britischem Geheimmaterial an Bord aufgebracht, das Japan zugänglich gemacht werden konnte. Automedon-Vorfall – das Teeservice; eine Lage- und Strategieeinschätzung in Fernost (Stand August 1940; Chiefs of Staff Appreciation of Far Eastern Strategy)
- 11./12. November: Britischer Angriff auf den italienischen Flottenstützpunkt Tarent, drei Schlachtschiffe werden insbesondere durch den erstmaligen Einsatz eines Flugzeugträgers, der Illustrious, gegen eine Feindflotte außer Gefecht gesetzt
- 12. bis 13. November: Besuch des sowjetischen Außenministers Molotow in Berlin, eine Erweiterung des Dreimächtepaktes, zur Bildung eines Kontinentalblocks gegen England, auf die Sowjetunion kommt nicht zustande – Hitler ist bereits zum Krieg gegen die Sowjetunion entschlossen
- 14. November: deutscher Luftangriff auf Coventry (568 Menschen wurden durch diesen Angriff getötet)
- Sendebeginn von Germany Calling, Deutscher Propaganda-Kurzwellen-Sender in zirka 30 Sprachen, täglich 147 Stunden Programm (bis 30. April 1945) – Kennung Germany calling! Here are the Reichssender Hamburg, station Bremen
- 8. Dezember: Beginn der Operation Compass, bei der die Alliierten in Nordafrika unter dem Kommando von General Richard O’Connor vom 8. Dezember bis 9. Februar 1941 italienische Truppen südlich von Sidi Barrani in Libyen 800 km weit bis Bardia zurückwerfen konnten, nach einem handstreichartigen Sieg bei Fort Capuzzo im Juli war dies die erste Operation der Alliierten in Nordafrika
- 13. Dezember: angesichts der Niederlagen des Achsenpartners erlässt Hitler mit dem Plan Marita Weisungen für einen deutschen Feldzug auf dem Balkan
- 16. Dezember: britischer Luftangriff auf Mannheim (Operation Abigail), gilt als erster britischer Bombenangriff mit Terrorabsicht und Experiment für spätere Brandbombenangriffe, intern als Vergeltung für die Luftangriffe auf Coventry und Southampton gerechtfertigt,
- 16./17. und 23. Dezember: zwei versehentliche Luftangriffe der Royal Air Force auf Basel und Zürich, zwei Tote, evtl. eine Folge der schweizerischen Verdunkelungsmaßnahmen.
- 18. Dezember: Hitler erlässt die Weisung Nr. 21 an das OKW, den Krieg gegen die Sowjetunion unter dem neuen Decknamen Fall Barbarossa vorzubereiten, bis dahin galt der Deckname „Otto“ (vgl. Juli).
- 29. Dezember: deutscher Luftangriff auf London führt zum zweiten Stadtbrand (Second Great Fire of London)

### 1941
1941 wurde der Krieg nochmals an vielen Stellen ausgeweitet. Um Italien bei seiner Invasion in Afrika zu unterstützen, befiehlt Hitler den Einsatz deutscher Truppen in Libyen. Ihnen gelingt ein Vorstoß bis Ägypten (der Hafen Tobruk wird von britischen Truppen zunächst gehalten). Der Einmarsch im Balkan führt zur Invasion Kretas und Griechenlands. Die Versenkung des Schlachtschiffs Bismarck steht für Hitlers Schwachstelle Atlantik. In Asien endete die Zusammenarbeit von Kuomintang und den Kommunisten im Krieg gegen Japan. Die Battle of Britain, der deutsche Luftkrieg zur Eroberung Großbritanniens, endete zugunsten der Royal Air Force. Auch durch den Abzug deutscher Truppen aus Frankreich nach Osten bekommt London im wahrsten Sinne wieder Luft. Am 22. Juni startet Hitler mit dem Unternehmen „Barbarossa“' den Krieg gegen den zeitweiligen Vertragspartner Sowjetunion. Mitte August wenden sich Teile der schnell vorstoßenden Wehrmacht südostwärts gegen die Ukraine bis zur Krim und nordwärts gegen Leningrad. Es kommt zum Bündnis zwischen Vereinigtem Königreich/Großbritannien und der UdSSR. Großbritannien und die USA vereinbaren die Atlantic-Charta. Japan kann durch die Eroberung des südlichen Indochinas bis Malaysia den Druck auf Chinas Nachschubwege erhöhen. Der japanische Vormarsch im Pazifik kommt auf Neuguinea zum Stehen. Der deutsche Angriff gegen die Sowjetunion kommt vor Moskau und Leningrad zum Stillstand, und in der Gegenoffensive folgen erstmals größere Geländegewinne auf alliierter Seite.

#### Kriegsereignisse 1941 in Europa und im Mittelmeerraum
- 10. Januar: Planungen für das Unternehmen Felix, Angriff auf die Festung Gibraltar – vgl. 23. Oktober 1940, wurden eingestellt
- 19. Januar: Ostafrikafeldzug: Beginn der britischen Offensive gegen die Kolonie Italienisch-Ostafrika
- 22. Januar bis 22. März: Unternehmen Berlin, Atlantikunternehmung der Schlachtschiffe Scharnhorst und Gneisenau
- 29. Januar bis 27. März: geheime amerikanisch-britische Stabsgespräche in London führen zum Kriegsplan ABC-1, darin wird der Grundsatz „Germany first“ begründet.
- 2. Februar bis 27. März: Schlacht von Keren, Eritrea, britische Truppen besiegen die Italiener
- der deutsche General Rommel bekommt im Februar den Befehl, mit dem Afrikakorps, den erfolglosen Bündnispartner Italien bei dessen Verteidigung in Nordafrika zu unterstützen
- 15. Februar : Ab diesem Datum unterstützten erstmals Cichociemni, nach der Invasion 1939 in Großbritannien als Fallschirmspringer ausgebildete, polnischen Soldaten die Heimatarmee. Ihr waren sie nach der Landung auch unterstellt. Der erste Absprung fand bei Dębowiec statt. Der letzte Absprung fand am 28. Dezember 1944 statt. Von den 316 abgesprungenen Soldaten kamen 112 ums Leben. Neun von ihnen wurden nach dem Krieg von so genannten kommunistischen Volksgerichten zur Zeit des Stalinismus verurteilt. Von den 91 Soldaten der Cichociemni, die 1944 am Warschauer Aufstand teilnahmen, starben 18 während der Kampfhandlungen.
- 15. und 26. Februar: je ein Deportationszug vom Wiener Aspangbahnhof mit etwa 1.000 gefangengenommenen jüdischen Bürgern aus Wien fährt in ein Sammellager in den Osten des besetzten Polens nach Opole Lubelskie. (Die nach einem Jahr die Haft noch Überlebenden werden von dort am 31. März 1942 im Vernichtungslager Belzec bzw. im Mai und Oktober 1942 im Vernichtungslager Sobibor ermordet. Von diesen zwei Deportationstransporten sind lediglich 28 Überlebende bekannt.) Am 19. fährt ein weiterer Zug nach ins Lager Kielce.
- 18. Februar: das US-Leih- und Pachtgesetz (englisch: „Lend-Lease Act“) im US-Kongress
- 22. und 23. Februar: nach einer groß angelegten Razzia gegen Juden in den Niederlanden gab es den „Februarstreik“ gegen die Deportationen, der blutig niedergeschlagen wurde
- 28. Februar: Einmarsch der deutschen Armee von Rumänien bei Giurgiu aus südlich von Bukarest über die Donau und bei Dobrudscha in Bulgarien (siehe Geschichte Bulgariens)
  - Bulgarien tritt später an der Seite der Achsenmächte in den Krieg gegen Jugoslawien und Griechenland ein
  - im Dezember 1941 erklärte es Großbritannien und den USA den Krieg – jedoch nicht der UdSSR
- Februar 1941: bemannte deutsche Wetterstationen auf Spitzbergen und NO-Grönland (zuletzt geräumt Ripfjorden am 4. September 1945) – dagegen eingesetzte dänische Sirius-Patrouille in Grönland (dän.: Nordøstgrønlands Slædepatrulje)
- 1. März: Heinrich Himmler und eine Abordnung der I.G. Farben treffen sich zu einer Besichtigung und gemeinsamen Planung beim KZ Auschwitz
- 9. März: italienische Großoffensive in Albanien gerät zum Desaster
- 11. März: der US-Kongress schafft mit dem Leih- und Pachtgesetz (Lend & lease act) die legale Grundlage für die vorher bereits praktizierte Unterstützung Großbritanniens, das Land wird, wie später die Sowjetunion, in großem Umfang mit Waffen und Hilfsgütern aus den USA beliefert
- 25. März: Jugoslawien tritt dem Dreimächtepakt bei, die Folge sind Demonstrationen und ein Putsch gegen die Regierung des Prinzregenten Paul, worauf der Beitritt 12 Tage später wieder rückgängig gemacht wird
- 27. März: „Weisung Nr. 25“ zur Zerschlagung Jugoslawiens in Verbindung mit dem geplanten Feldzug gegen Griechenland
- 28. März: Durch die Niederlage in der Schlacht bei Kap Matapan gegen britische Verbände verliert die italienische Flotte die effektive Einsatzfähigkeit im Mittelmeer
- 30. März: Hitler kündigt in einer Rede vor 200–250 Militärs in der Reichskanzlei den Krieg gegen die Sowjetunion an
- 1. April: Militärputsch im Irak wird am 31. Mai mit der Einnahme Bagdads durch britische Truppen (auch Arabische Legion) beendet
- 8. April: Dieser Luftangriff auf die Stadt Coventry (und der vorhergehende am 14. November) war der schwerste Bombenangriff des Krieges bis dahin und damit auch ein massives Kriegsverbrechen. Diese Angriffe prägten in der deutschen Propaganda den Begriff „Coventrieren“ (Sprachgebrauch der Nationalsozialisten, hier zur Vermeidung inhaltlicher Erklärungen).
- 6. April ff.: Balkanfeldzug gegen Griechenland und Jugoslawien:
  - Verbände der deutschen Wehrmacht überschreiten die jugoslawische und griechische Grenze, Kämpfe um die Metaxas-Linie Zur Organisation der militärischen Kräfte siehe Schematische Kriegsgliederung der Wehrmacht für den Balkanfeldzug.
  - Serie von Luftangriffen auf Belgrad beginnen, bis 7. April kommen etwa 500 bis 600 deutsche Flugzeuge zum Einsatz, wegen dieses Angriffes wurde nach Kriegsende der kommandierende General Alexander Löhr verurteilt und hingerichtet
  - 9. April: Saloniki besetzt
  - 10. April: die kroatische Hauptstadt Zagreb wird besetzt
  - 12. April: Belgrad wird besetzt
  - 17. April: bedingungslose Kapitulation Jugoslawiens
  - 21. April: 223.000 griechische Soldaten kapitulieren in Epirus, nachdem ihr Rückzugsweg abgeschnitten ist
  - Briten, die ebenfalls in Griechenland stationiert worden sind, bauen unterdessen eine Verteidigung an den Thermopylen auf
  - 24. April: diese Stellungen werden überrannt, worauf die Alliierten eine amphibische Evakuierungsoperation einleiten, in der 50.000 Soldaten nach Kreta und Ägypten verschifft werden
  - 25. April: das OKW erlässt die „Weisung Nr. 28“ (Unternehmen Merkur) zu einer Luftlande-Invasion der Insel Kreta
  - 27. April: die Wehrmacht rückt in Athen ein
- 8. April: Im Rahmen der Operation Columba gelangte die britische Armee mittels Brieftauben an kriegswichtige Informationen aus den besetzten Ländern Westeuropas
- 9. April: der dänische Gesandte in Washington unterzeichnet eigenmächtig ein Abkommen über den amerikanischen militärischen Schutz Grönlands
- 10. April: deutsche Truppen erreichen die Festung Tobruk in Libyen und beginnen mit einer siebenmonatigen Belagerung
- 13. April: Japanisch-Sowjetischer Neutralitätspakt
- 15. April: Nur in dieser Nacht starben beim Belfast Blitz (Serie von Luftangriffen, Nordirland; 7.4. – 6.5.) im praktisch unverteidigten Belfast etwa 1000 Menschen.
- 2. Mai bis 1. Juni: im Anglo-Irakischen Krieg verhindert Großbritannien einen Anschluss Iraks an die Achsenmächte
- 2. Mai bis Juni: Ausarbeitung der Grünen Mappe der wirtschaftlichen Richtlinien für die Besetzung in der Sowjetunion.
- 5. Mai: Rede Stalins vor den Absolventen der sowjetischen Militärakademien
- 5. Mai: Haile Selassie kehrt nach den Niederlagen der Italiener in Ostafrika als äthiopischer Kaiser an die Macht zurück.[16]:4
- 9. Mai: Erbeutung des deutschen U-Boots U 110 mitsamt einer intakten Enigma-M3-Maschine und sämtlicher Geheimdokumente (vgl. „Ultra“) durch den britischen Zerstörer Bulldog
- 10. Mai: der Stellvertreter Hitlers in der NSDAP-Führung, Rudolf Heß, fliegt mit einer Messerschmitt Bf 110 nach Schottland, um mit dem Duke of Hamilton angeblich über Frieden zu verhandeln, dabei gerät er in britische Kriegsgefangenschaft und wird später als Kriegsverbrecher verurteilt, sein Flug wird vom NS-Regime in der Öffentlichkeit als Verrat bezeichnet und Heß für verrückt erklärt
- 13. Mai: Mit dem Kriegsgerichtsbarkeitserlass des Oberkommandos der Wehrmacht für das Gebiet „Barbarossa“ (Sowjetunion) vom 13. Mai 1941 wurde den Kriegsgerichten die Gerichtsbarkeit gegen Zivilpersonen im Kriegsgebiet entzogen (und den Höheren SS- und Polizeiführern (SSPF) übertragen)
- 20. Mai: Luftlandeschlacht um Kreta (Op. Merkur), 593 Transportflugzeuge bringen deutsche Luftlandeeinheiten nach Kreta, die Alliierten, darunter Neuseeländer und Australier, verteidigen Kreta eine Woche. Die Operation „Merkur“ wurde durch die deutschen Truppen nur unter starken Verlusten erfolgreich abgeschlossen.
- 27. Mai: US-Präsident Roosevelt erklärt einen unbegrenzten nationalen Notstand
- 30. Mai: In der Nacht bombardierte die Luftwaffe irrtümlich die neutrale irische Hauptstadt Dublin
- verstärkt ab Mai: Nordatlantikroute (North Atlantic Route) als Nachschublinie aus USA für GB und Nordmeergeleitzüge in die SU, auch HX-Geleitzüge und deren dt. Bekämpfung unter dem Oberbegriff Atlantikschlacht
- 6. Juni: der Kommissarbefehl des Chef des Oberkommandos der Wehrmacht Keitel – offiziell Richtlinien für die Behandlung politischer Kommissare – zählt zu den gut dokumentierten Völkerrechtsverletzungen der deutschen Wehrmacht, erlassen mit Bezug auf eine Weisung von Hitler vom 14. Mai, fünf Wochen vor der Invasion der Sowjetunion zur Ermordung von Kriegsgefangenen aus der Roten Armee
- 8. Juni bis 14. Juli: im Syrisch-Libanesischen Feldzug übernehmen Briten und Freifranzosen die Kontrolle über das Völkerbundmandat für Syrien und Libanon
- 14. Juni: Hitlers Rede vor den Oberbefehlshabern am 14. Juni 1941 zum Ostfeldzug
- 15. bis 17. Juni: ein britischer Versuch, die Belagerung von Tobruk aufzuheben (Operation Battleaxe), schlägt fehl
- 18. Juni: das Deutsche Reich und die Türkei unterzeichnen einen Freundschafts- und Nichtangriffsvertrag
- 22. Juni: Beginn des Deutsch-Sowjetischen Krieges
  - für den Angriff standen drei Heeresgruppen (Nord, Mitte, Süd) bereit, die Heeresgruppe Nord (von Leeb) sollte die baltischen Staaten erobern und nach Leningrad vorstoßen, auf der Heeresgruppe Mitte (von Bock) lag die Hauptlast, sie sollte nach Moskau vorrücken und war entsprechend stark gerüstet, die Heeresgruppe Süd (von Rundstedt) sollte die Ukraine erobern, ebenfalls an dem Feldzug beteiligt waren Verbände aus verbündeten bzw. eroberten Ländern der Achsenmächte, auch vom besetzten Norwegen aus werden Angriffe gegen die Sowjetunion unternommen, sie zielen insbesondere auf Murmansk und die dortige Eisenbahnverbindung, die „Murman-Bahn“, sowie den Hafen. Zur Organisation der Kräfte siehe Schematische Kriegsgliederung der Wehrmacht für das Unternehmen Barbarossa und Schematische Kriegsgliederung der Roten Armee am 22. Juni 1941.
  - Generalplan Ost, Hungerplan (strategische Grundlagen)
  - die Molotow-Linie war ein sowjetisches Verteidigungssystem, das entlang der aufgrund des deutsch-sowjetischen Freundschaftsvertrages von 1939 festgelegten Grenze zum Deutschen Reich beziehungsweise Generalgouvernement errichtet worden war
  - der Balkanfeldzug hatte den Angriffszeitpunkt auf die Sowjetunion um vier Wochen verschoben, der Angriff fand deshalb erst am 22. Juni statt, diese Verzögerung und ein ungewöhnlich früh einsetzender Winter führen dazu, dass der Vormarsch nicht wie geplant ablaufen kann und das operative Ziel, das Erreichen der Linie Archangelsk-Astrachan, nicht erreicht wird, obwohl auf deutscher Seite errechnet wurde, dass die Versorgung der Wehrmacht nur bis zu einer Linie ermöglicht werden könnte, die entlang Pskow, Kiew und der Krim verläuft, verlangt Hitler die Eroberung Moskaus im Rahmen eines einzigen, ununterbrochenen Feldzuges
  - in den frühen Morgenstunden des 22. Juni beginnt der Vormarsch von 149 Divisionen über die sowjetische Grenze, zwei Divisionen operieren von finnischem Gebiet aus, acht Divisionen waren in Norwegen stationiert, eine Division steht in Dänemark bereit, 38 bleiben im Westen, zwei Divisionen kämpfen zu diesem Zeitpunkt in Nordafrika und sieben Divisionen stehen im Balkan
  - trotz vieler Hinweise sind die untere und mittlere Führung der Sowjetunion nicht auf einen Angriff eingestellt, viele der sowjetischen Soldaten an der Grenze ergeben sich ohne Widerstand, während die motorisierten deutschen Truppen zunächst zügig vormarschieren
  - eine Folge des Winterkriegs in Finnland war, dass Stalin in der Roten Armee eine umfassende Reorganisation begann, in deren Verlauf viele Offiziere rehabilitiert werden, die bei den Säuberungen 1936/37 nach Sibirien verbannt worden waren, dies trägt erheblich dazu bei, dass die Rote Armee über eine größere Kampfkraft verfügt als es die deutsche Führung erwartet
  - die sowjetische Kriegsproduktion wird hinter den Ural verlegt, wo sie unerreichbar für die deutsche Luftwaffe ist
  - als direkte Reaktion auf den sowjetischen Angriff nimmt Finnland 1941 im Fortsetzungskrieg am deutschen Russlandfeldzug teil, um sich die verlorenen Gebiete zurückzuerobern
- 22. Juni: Rumänien und Italien erklären der Sowjetunion den Krieg
- 23. bis zum 29. Juni: Panzerschlacht bei Dubno-Luzk-Riwne
- 23. Juni: Das Göring-Programm sieht die Vervierfachung der Luftwaffe vor
- 24. Juni bis 26. Juni: Panzerschlacht bei Raseiniai
- 27. Juni: Kriegserklärung Ungarns an die Sowjetunion
- 28. Juni: Deutsche Truppen nehmen die Hauptstadt des sowjetischen Belarus Minsk ein.
- 29. Juni:
  - die sowjetische Führung erklärt die Verteidigungsaktionen zum „Großen Vaterländischen Krieg“
  - gegen die Kriegskonventionen töten spezielle deutsche Einsatzgruppen der SS, wie schon in Polen, direkt hinter den vorrückenden Frontlinien tausende Kriegsgefangene und Zivilisten (Massenmorde, Kriegsverbrechen)
  - kurz zuvor sind bereits Minsk und Bialystok in einer Kesselschlacht eingeschlossen und wenig später besetzt worden
- Massenmorde im Sommer 1941 in Lwiw (Lemberg), Ukraine, nach der deutschen Besetzung
- 1. Juli: Deutsche Truppen nehmen die sowjetisch-lettische Hauptstadt Riga ein.
- 1. Juli: Fall Broniki, sowjetisches Massaker an deutschen Soldaten
- 3. Juli: Rundfunkansprache Stalins. Er deutet den Krieg nun als „Grossen Vaterländischen Krieg“ bzw. ruft auf zur Befreiung Europas vom Faschismus. Als Kampfmittel nennt er den Partisanenkampf und die Politik der Verbrannten Erde.
- Juli bis 8. August: Kesselschlacht bei Uman
- 4. Juli: etwa vier Wochen nach der Einnahme von Pinsk durch die Wehrmacht, ermordet das 2. SS-Kavallerieregiment unter dem Kommando von Franz Magill zwischen dem 5. und 13. August rund sechs Kilometer außerhalb der Stadt circa 9000 jüdische Männer.
- 10. Juli – 10. September: Kesselschlacht bei Smolensk
- 12. Juli: ein gegenseitiges Hilfsabkommen zwischen der Sowjetunion und Großbritannien wird unterzeichnet, beide Seiten vereinbaren, keinen einseitigen Waffenstillstand mit Deutschland schließen zu wollen
- Zwischen dem 13. Juli 1941 und dem 19. August 1944: lange erfolglose Luftangriffe auf Ploiești (Ölförderanlagen in Rumänien) der alliierten Mächte
- 21./22. Juli: Beginn der deutschen Luftangriffe auf Moskau, welches durch ein Radarnetz aus RUS-1 und RUS-2 geschützt ist
- 26. Juli: die USA und England erklären ein Treibstoffembargo gegen Japan
- 29. Juli bis 1. August: Harry Hopkins vereinbart in Moskau amerikanische Hilfslieferungen für die Sowjetunion
- 30. Juli: das Sikorski-Maiski-Abkommen zwischen der polnischen Exilregierung und der Sowjetunion wird unterzeichnet, es sieht die Aufnahme diplomatischer Beziehungen und die Aufstellung einer polnischen Armee in der Sowjetunion vor
- 31. Juli – 21. August 1941, Planung des Massakers von Kamenez-Podolsk (Durchführung s. u. 27. – 31. August)
- 7. August: Stalin wird oberster Befehlshaber der Roten Armee
- 8. August: erster sowjetischer Luftangriff auf Berlin.
- 14. August: die Atlantik-Charta von Präsident Franklin D. Roosevelt und Premierminister Winston Churchill präzisiert die Vorstellungen von einer neuen Weltordnung nach dem Krieg, sie gilt als eines der Geburtsdokumente der späteren Vereinten Nationen
- 23. August bis 26. September: Schlacht um Kiew
- 25. August bis 17. September: erfolgreiche anglo-sowjetische Invasion des Iran (engl.: Operation Countenance – russ.: Sotschuwstije): die Besetzung des formell neutralen Landes dient der Sicherung der iranischen Ölfelder und der Errichtung einer südlichen Nachschublinie für die Sowjetunion
- 27. bis 31. August: Massenerschießung von 23.600 deportierten ungarischen Juden durch SS-Einheiten und das Polizeibataillon 320, das Massaker von Kamenez-Podolsk, in sowjetischem Staatsgebiet (Ukraine); zuvor erfolgte die Absprache des Plans mit der Wehrmacht (im Zeitraum 31. Juli – 21. August). Dabei wurden erstmals in der Sowjetunion unterschiedslos Tausende Zivilisten ohne Rücksicht auf Alter und Geschlecht ermordet.
- 30. August: erste erfolgreiche sowjetische Offensive bei Jelnja und zugleich erster Rückzug deutscher Truppen
- 4. September: „Greer“-Zwischenfall, der amerikanische Zerstörer USS Greer meldet die Position eines deutschen U-Bootes an ein britisches Flugzeug und verfolgt das U-Boot, das U-Boot schießt einen Torpedo auf den amerikanischen Zerstörer ab, die „Greer“ wirft Wasserbomben, das führt am 11. September zum „Shoot on sight“-Befehl (Schießbefehl bei Sicht) des amerikanischen Präsidenten
- 8. September: Beginn der Leningrader Blockade (heute St. Petersburg). Sie dauert über zwei Jahre bis zum 18. Januar 1944. Die militärische Einnahme der Stadt wurde der Wehrmacht durch Hitler verboten. Die Zivilbevölkerung der Millionenstadt wird von deutschen Truppen systematisch dem Verhungern ausgesetzt.
- 10. September: Ende der Kesselschlacht bei Smolensk
- 13. September: an diesem Tag fuhr die finnische Tarmo im Rahmen des Scheinunternehmens „Nordwind“ – ein deutsch-finnisches Unternehmen zur Deckung der deutschen Besetzung der estnischen Inseln Hiiumaa und Saaremaa gegen die Flotte der Roten Armee
- 15. September: Das OKW erlässt einen Befehl zu Geiselnahme und Geiselerschießung von Zivilisten (im Zusammenhang mit Angriffen auf Wehrmachtsangehörige hinter der Front) – Sühnebefehl
- 30. September: Massenmord im Tal Babyn Jar bei Kiew an über 30.000 Personen der jüdischen Bevölkerung der Stadt, nachdem die 6. Armee Kiew besetzt hatten überwiegend durch die Einsatzgruppe C der SS, bis November 1943 fanden weitere Massenerschießungen in der Stadt statt, bei denen insgesamt zwischen 150.000 und 200.000 sowjetische Kriegsgefangene und Zivilisten ermordet wurden.

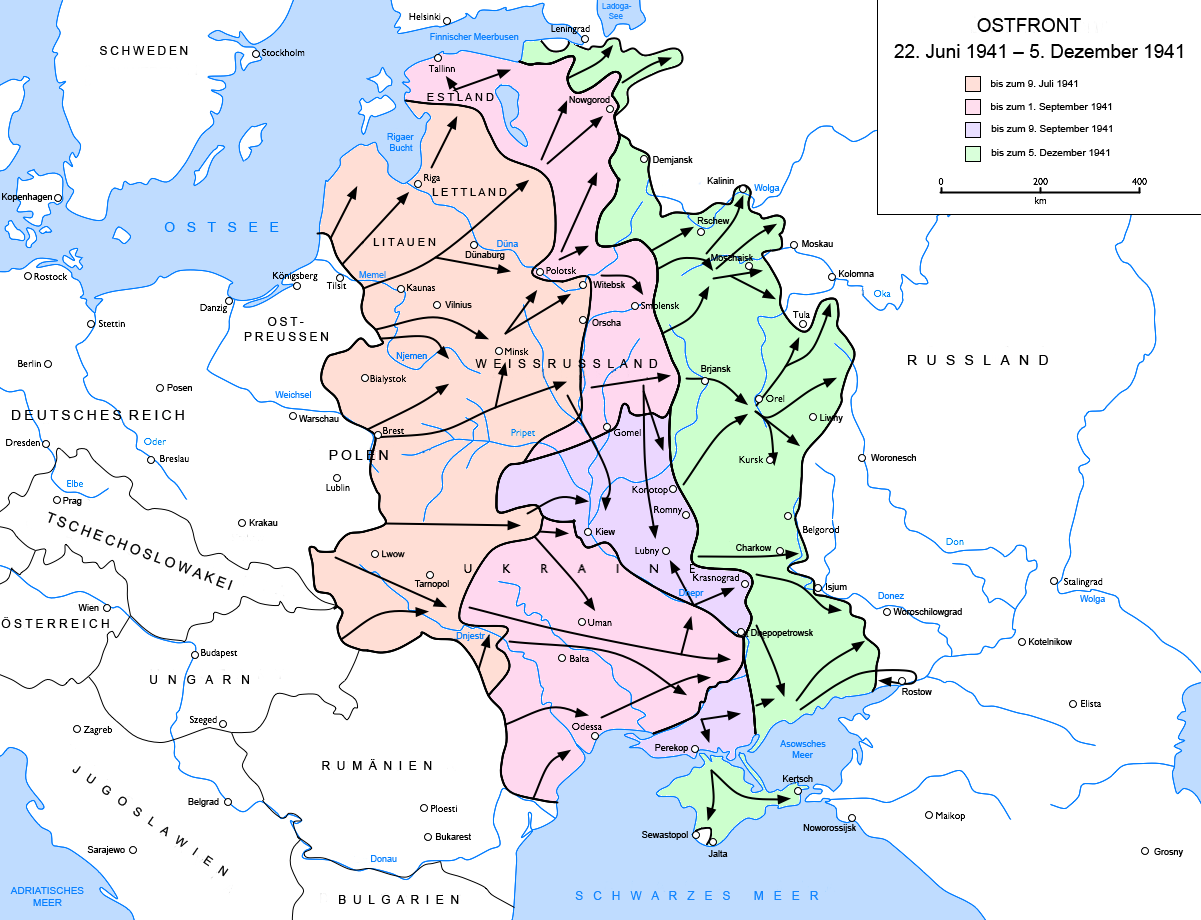
Frontverlauf in der Sowjetunion bis Dezember 1941

- Einrichtung der London Controlling Section (LCS) unter Oliver Stanley zur Koordination der Operation Bodyguard (Fortitude, Diversion, Verschleierung der späteren Invasion, strategisches Täuschungsmanöver) unterhalb des Joint Planning Staff
- 2. Oktober: 1. Moskauer Protokoll über Hilfslieferungen nach dem Leih- und Pachtgesetz an die Sowjetunion; vorgesehen sind Lieferungen im Wert von 1 Milliarde Dollar bis Juni 1942
- 2. Oktober bis Ende Oktober: im Zuge des deutschen Angriffs auf Moskau (Unternehmen Taifun) kommt es zur Doppelschlacht bei Wjasma und Brjansk, die herbstliche Schlammperiode zwingt zur einstweiligen Einstellung der Angriffe
- 6./7. Oktober: In der Panzerschlacht bei Mzensk kann ein schneller Vorstoß auf Tula abgewehrt werden
- 12. Oktober: am Blutsonntag von Stanislau werden mehr als zehntausend jüdische Männer, Frauen und Kinder erschossen. Dieser Massenmord im heute zur Westukraine gehörenden Iwano-Frankiwsk gilt als Beginn der „Endlösung“ im Generalgouvernement genannten Teil Polens.
- 22. Oktober: So genannte Geiselerschießung durch die Wehrmacht in einem Steinbruch bei Châteaubriant (Massaker von Ch.) von 27 Gefangenen aus dem Vichy-Lager Camp de Choisel und weiteren 21 Gefangenen andernorts als so genannte Repressalie für den in Nantes erschossenen Leutnant Karl Hotz.
- 31. Oktober: der US-Zerstörer Reuben James (neutrales Land) wird bei Island torpediert, über 100 US-Marinesoldaten sterben dabei
- 1. November: Stationierung von U-Booten für die „Atlantikschlacht“ (Handelskrieg mit U-Booten in La Rochelle (bis August 1944))
- 6. November: Stalin spricht über Radio zum zweiten Mal zur gesamten sowjetischen Bevölkerung, er kündigt den baldigen Sieg über Deutschland an
- 7. November:
  - Militärparade der Roten Armee auf dem Roten Platz in Moskau
  - Versenkung des sowjetischen Passagierschiffs Armenija (1928) vor Gurzuf (Krim) im Schwarzen Meer. Vor diesem Datum war es als Truppentransporter eingesetzt. Ob es bei dem Einsatz zur Räumung der Hospitäler von Sewastopol als Hospitalschiff gekennzeichnet war, ist unklar. Durch den Angriff durch (mindestens) ein deutsches Flugzeug starben bei dem schnellen Untergang 4.700 bis 4.800 Menschen, es werden auch Zahlen von über 7000 Toten genannt.
- 14. November: der britische Flugzeugträger Ark Royal wird vom deutschen U-Boot U 81 östlich von Gibraltar versenkt
- 17. November: so genannter Fackelmänner-Befehl
- noch im November:
  - mit der neuerlichen deutschen Offensive beginnt die Schlacht um Moskau, auch dieser Anlauf bringt der Wehrmacht keinen durchschlagenden Erfolg (2. Oktober 1941 bis 31. Januar 1942)
  - die USA revidieren ihre Neutralitätsgesetze, US-Handelsschiffe dürfen bewaffnet werden und Kriegsmaterial an kriegführende Staaten liefern
  - 17. November bis 2. Dezember: Schlacht um Rostow
- 18. November: Beginn der britischen Offensive Operation Crusader in Nordafrika
  - am 26. November erfolgte ein zweiter Angriff, erfolgreicher Ausbruch aus Tobruk
  - am 7. Dezember zieht sich das Afrika-Korps zur Gazala-Linie zurück, das Afrika-Korps unter Rommel greift Tobruk im Januar 1942 wieder an
- 20. November: Etwa 1.000 Menschen werden in einem ersten Zug aus München nach Litauen deportiert und dort ermordet. In weiteren 42 Transporten bis 1945 werden fast alle als Juden verfolgten Münchner in den Osten deportiert.
- 25. November: Verlängerung des Antikominternpaktes um 5 Jahre, Beitritt Rumäniens, Bulgariens, der Slowakei, Kroatiens, Finnlands und Dänemarks
- 28. November: Mit der verlorenen Schlacht von Gondar (18. Oktober bis 28. November) gegen Commonwealth-Truppen endete die italienische Kolonialherrschaft in Ostafrika
- Dezember 1941: Aufstellung der Indischen Freiwilligen-Legion der Waffen-SS, zunächst als Heeres-Organisation aus brit.-ind. Kriegsgefangenen in Nordafrika. Vergleiche: Boses Azad Hind und StaLag Annaburg
- 5. Dezember: bei der Schlacht um Moskau beginnt die Rote Armee mit aus Sibirien herangeführten Reserven unter General Schukow ihre umfassende Gegenoffensive
- 11. Dezember: Kriegserklärung Deutschlands und Italiens an die Vereinigten Staaten nach dem Beginn Pazifikkriegs (s. u.)
- 14. Dezember: Großbritannien, USA und Bulgarien erklären sich wechselseitig den Krieg, Rumänien erklärt ihn den USA; Indien erklärt ihn an Japan
- 16. Dezember: Hitler gibt den Befehl zum Halten an der Ostfront, bis zum Ende des Jahres wird die Wehrmacht jedoch weiter zurückgedrängt
- 22. Dezember bis 14. Januar 1942: alliierte Arcadia-Konferenz in Washington (D.C.)

#### Kriegsereignisse 1941 in Asien und dem Pazifik

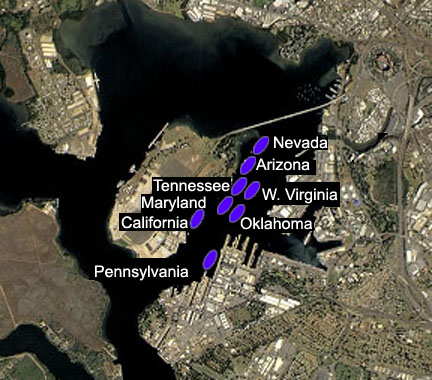
US-Marineeinheiten in Pearl Harbor am 7. Dezember

- 3. Juli: Der deutsche HSK 7, das ehemalige Handelsschiff Schiff 41 Komet (Ex-Ems, nach dem Fluss; Bj. 1937; umgerüstet als leichter HSKr.) bricht zu einer Kaperfahrt in Fernost auf, um über die (sowjet. kontrollierte) Nordostpassage in den geplanten Einsatzraum im Pazifik zu gelangen. (Rückkehr via Kap Hoorn und Cherbourg am 30. November 1941 nach Hamburg)
- 24. Juli: Japan besetzt auch den Süden Indochinas, die USA reagieren mit der Einfrierung der japanischen Guthaben, was die Exporte nach Japan praktisch zum Erliegen bringt, Großbritannien und die Niederlande schließen sich diesem Schritt an
- 6. September: Japan versucht zum zweiten Mal in der Schlacht um Changsha die Stadt einzunehmen, am 8. Oktober scheitert dieser Versuch erneut
- 18. Oktober: Regierungsumbildung in Japan, Tōjō Hideki wird Premierminister
- 14. November: mit der Hull-Note stellen die USA Japan bezüglich ihrer Interessensphäre in China ein letztes Ultimatum
- 26. November: die japanische Angriffsflotte Kidō Butai verlässt die heimischen Gewässer in Richtung Pearl Harbor
- Siehe auch: zum Einsatz chemischer und biologischer Waffen durch die Japanische Armee in der Schlacht von Changde, Einheit 731
- 7. Dezember: Japan beginnt durch Angriffe auf die Besitzungen der USA, Großbritanniens und der Niederlande den Pazifikkrieg
  - Japan beginnt die Invasion Südostasiens mit den Landungen bei Kota Bharu im Norden Malaysias und weiteren Landungen in Thailand (Japanische Invasion der Malaiischen Halbinsel)
  - japanische Flugzeuge der Kidō Butai fliegen den Angriff auf Pearl Harbor, den wichtigsten US-Stützpunkt im Pazifik auf Hawaii, alle acht Schlachtschiffe der US-Pazifikflotte sinken oder erleiden Beschädigungen
  - (verspätete) Übergabe des 14-Punkte-Telegramms (es wird als eine japanische Kriegserklärung angesehen) in Washington durch Nomura Kichisaburō[17]
- 8. Dezember:
  - die USA erklären Japan den Krieg, damit Eintritt der Vereinigten Staaten in den Zweiten Weltkrieg
  - spätestens jetzt muss vom Beginn eines weiteren Weltkriegs gesprochen werden
  - Beginn der Schlacht um die Philippinen
  - Beginn der Schlacht um Guam
  - im Zuge der japanischen Invasion Thailands kommt es zum Kampf um Prachuap Khiri Khan
  - 8. bis 25. Dezember: japanische Truppen erobern die britische Kolonie Hongkong, die japanische Besetzung Hongkongs dauert bis Kriegsende
  - Nationalchina erklärt Japan den Krieg
- 9. Dezember: die Niederlande (Exilregierung) erklären Japan den Krieg
- 10. Dezember:
  - japanische Truppen besetzen Makin und Tarawa während der Schlacht um die Gilbertinseln (auch Operation Galvanic)
  - Versenkung der HMS Prince of Wales und HMS Repulse – Teile der so genannten Force Z
  - Guam wird von japanischen Truppen erobert
- 14. Dezember: Indien erklärt den Krieg gegen Japan
- 16. Dezember: Die Japanische Invasion Borneos beginnt. Sie erfolgte bis etwa Mitte März 1942 vollständig.
- 20. Dezember: japanische Truppen erobern in der Schlacht um Wake das von den USA annektierte Pazifik-Atoll
- 24. Dezember: der erneute japanische Versuch die Stadt Changsha einzunehmen scheitert in der dritten Schlacht um Changsha (bis 15. Januar 1942)

### 1942
Nach dem japanischen Angriff auf Pearl Harbor im Dezember wird das Kriegsjahr 1942 von den ersten deutschen Judendeportationen aus Frankreich, den Kämpfen um die Festung Tobruk und El Alamein, zunehmend massivere Luftangriffe auf deutsche Städte aber auch auf Tokio, die Eroberung der Philippinen, dem Anschlag auf Heydrich in Prag gekennzeichnet; deutsche Truppen erreichen den Don, es folgt der deutsche Angriff auf Stalingrad und im Gegenangriff dessen Einkesselung; Beginn des Manhattan-Projekts, die alliierte Landung in Nordwestafrika. Nach der japanischen Invasion von Niederländisch-Indien im Januar und dem Flottenvorstoß in den Indischen Ozean bringt das Jahr erste australische und US-Erfolge gegen Japan in der Midway-Schlacht und auf Neuguinea.

#### Kriegsereignisse 1942 in Europa und im Mittelmeerraum
- 1. Januar: im Weißen Haus in Washington unterzeichnen 26 Nationen die UN-Erklärung (Declaration), in der sie sich zum gemeinsamen Kampf gegen die Achsenmächte verpflichten, die 26 Unterzeichnerstaaten nennen sich Vereinte Nationen, zu denen u. a. die Sowjetunion, USA, Großbritannien, China, Belgien, Griechenland, Tschechoslowakische Republik, Indien, Luxemburg und Holland zählen, bis zum Oktober 1943 schließen sich sieben weitere, bis zum Ende des Weltkriegs noch weitere zehn Nationen dieser Erklärung an.
- 2. Januar: 33 deutschen Spione des Duquesne-Spionagerings werden verurteilt. Der größte Spionagefall in der Geschichte der Vereinigten Staaten. Sie konnten am 29. Juni 1941 vom Federal Bureau of Investigation (FBI) verhaftet werden.
- 8. Januar: Beginn der Kesselschlacht von Demjansk durch die Rote Armee, Kessel bis zum Entsatz am 21. April
- ab Januar 1942: die ersten „Ostarbeiter“ (Zwangsarbeit) werden mit Zügen ins Deutsche Reich deportiert, von 1942 bis 1944 werden insgesamt etwa drei Millionen Menschen aus der Sowjetunion nach Deutschland geschafft, um hier Zwangsarbeit zu leisten
- erste Gegenoffensive zur Überwindung der Blockade von Leningrad: Ljubaner Operation. Sie scheiterte. Nach verlustreichen Angriffen wurde die Offensive im April 1942 beendet.
- 8. Januar bis 20. April: Kämpfe um Rschew (Rschew-Wjasma-Operation und deren Folge-Kämpfe bis Dezember 1942)
- 14. Januar: Amerikaner und Briten beschließen auf der Arcadia-Konferent die Bildung eines gemeinsamen Komitees ihrer Generalstäbe, den Combined Chiefs of Staff
- 14. Januar ff: beim Unternehmen Paukenschlag versenken deutsche U-Boote vor der US-Küste 23 Handelsschiffe
- 18. Januar: Beginn der Schlacht um Cholm
- 1. Februar: Vidkun Quisling wird Ministerpräsident im besetzten Norwegen
- im Februar: Einführung der stärker verschlüsselnden Enigma-M4 (Ultra) zur Chiffrierung des deutschen U-Boot-Funkverkehrs führt auf Seiten der Alliierten für 10 Monate zum so genannten Black-out der Dechiffrierung der Gegner-Funksprüche (seit Januar 1940 erfolgreich)
- nach dem 8. Februar (tödlicher Flugzeugabsturz von Fritz Todt) ernennt Hitler den Architekten Albert Speer zum Reichsminister für Bewaffnung und Munition und zum Generalinspektor für das deutsche Straßenwesen, Generalinspektor für Festungsbau, Generalinspektor für Wasser und Energie, (zusätzlich 1943 zum Reichsminister für Rüstung und Kriegsproduktion) und Fritz Sauckel zum Generalbevollmächtigten für den Arbeitseinsatz (GBA)
- 11. Februar: Baubeginn der britischen Maunsell-Seefestungen, „HM Forts“ zur Luft- und Küstenverteidigung, besonders der Flussmündungen (Maunsell Sea Forts und Maunsell Army Forts, Baubeginn August 1942), Codenamen Uncle (U) und eine Zahl
- 11. bis 13. Februar: Unternehmen Cerberus: Rückführung der in Brest liegenden Kriegsschiffe Gneisenau, Scharnhorst und Prinz Eugen durch den Ärmelkanal nach Deutschland
- 14. Februar: das britische Bomber Command wird in der sogenannten Area Bombing Directive angewiesen, seine Kräfte uneingeschränkt und mit Schwerpunkt gegen Arbeiterviertel deutscher Industriestädte einzusetzen
- 15. Februar: Von der Gestapo wird eine Gruppe Juden aus Bytom (Beuthen) ins Hauptlager Auschwitz deportiert und sofort ermordet. Damit beginnt der Massenmord an Juden in diesem deutschen Konzentrationslager im besetzten Polen.
- 16. Februar: deutsch-italienischer U-Boot-Angriff auf Aruba (Teil der Karibikschlacht)
- 25. Februar: Die 1. Polnische Panzerdivision wurde auf Befehl von General Sikorski im östlichen Schottland aufgestellt.
- 27./28. Februar: Mit der Operation Biting bei Bruneval bei Le Havre erbeutet die britische Armee in einem Luftlandeunternehmen die Hauptbestandteile eines deutschen Radar-Funkmessgerätes. Deren Auswertung ergab wichtige Informationen über den Stand der deutschen Radartechnik.
- 6. März: Der deutschen Spionageabwehr gelingt in Den Haag mit der Verhaftung der „Gruppe RLS“ (britischer Deckname: “Ebenezer”) die Entschlüsselung des aufgezeichneten Funkverkehrs des Spionagenetzes und der längerfristige Zugriff darauf: das Englandspiel, auch Unternehmen Nordpol genannt, führte zur Verhaftung vieler niederländischer Agenten.
- 27. März: der erste Zug mit jüdischen Deportierten fährt aus Frankreich von Compiègne aus dem KZ Royallieu in Richtung der Vernichtungslager mit 1112 Deportierten ab; davon überlebten bis 1945 nur 19 Personen, es folgen 78 weitere Züge mit 75.721 Deportierten, wovon nur 2500 Personen das Jahr 1945 wieder in Freiheit erleben
- 28./29. März: schwerer Luftangriff auf Lübeck, die militärisch unbedeutende Stadt wurde wegen ihrer günstigen Lage und der Fachwerkbauweise ihrer Altstadt zur Erprobung neuer Angriffsverfahren angegriffen, einen Monat später beginnen deutsche Vergeltungsangriffe (Baedeker Blitz)
- Im März: beginnen die NS-Deportationen von Juden aus dem Vasallenstaat Slowakei in Absprache mit dem Judenberater D. Wisliceny, die so gen. Aktion David (ein leicht durchschaubarer Tarnname). Dabei wurden ca. 60.000 Gefangene zur Ermordung in die Konzentrationslager Auschwitz und Lublin deportiert.
- 3. April: Etwa 1.000 als Juden verfolgte Menschen werden in einem zweiten Zug aus München „in den Osten“ deportiert und dort ermordet; vgl. 20. November 1941
- 5. April: in der Weisung Nr. 41 zum Unternehmen Blau legte Hitler die Ziele der drei Heeresgruppen in der Sowjetunion für diesen Sommer fest, Heeresgruppe Süd zum Donez-Industriegebiet; Nordflügel der Heeresgruppe mit der 6. und 4. Panzerarmee sowie der rumänischen 4. Armee den Donbogen und Stalingrad erobern, danach weiterer Vorstoß in Richtung Kaukasus und Baku
- 11. April: Cowes (Isle of Wight), Luftangriffe (auch an den Folgetagen)
- 23. April und 27. April: Bombardierung von Rostock
- 26. – 30. April: Zerstörung des Dorfs Telavåg (Norwegen) als so genannte Strafaktion der Gestapo gegen den so genannten Schiffs-Fluchtweg Shetland Bus und Gefangennahme der Bevölkerung, von den 268 Deportierten kamen 54 Personen ums Leben, weitere starben später an den Folgen
- April: Die Planungen für die Operation Roundup (später noch als Operation Bolero erweitert) und die Operation Sledgehammer wurden im April 1942 den militärischen Führungsebenen der Alliierten präsentiert. Sie enthielten Grundzüge der späteren Operation Overlord bzw. Operation Neptune. Die so nicht zustande gekommene Ausführung war für die erste Hälfte des Jahres 1943 vorgesehen. Der Ansatz für Personal und Material lag zunächst deutlich niedriger als für die 1944 tatsächlich durchgeführte Landung in der Normandie.
- 4. Mai: der im Hafen liegende polnische Zerstörer Błyskawica beteiligt sich an der Verteidigung des erneut angegriffenen Cowes (160 Bomber). Nach den deutschen Luftangriffen nahm die Besatzung der Błyskawica auch an der Brandbekämpfung in der Stadt teil. Das Kriegsschiff eskortierte insgesamt im Krieg 83 Konvois, beschädigte durch Beschuss 3 U-Boote und schoss vier Luftwaffenmaschinen ab. Beteiligt an der Operation Torch.
- 4. Mai und 7. Mai: Bombardierung von Stuttgart
- 5. Mai: Operation Ironclad, Beginn der engl. Besetzung der von Vichy-Frankreich bis dahin kontrollierten Insel Madagaskar (hatte keine Auswirkung auf das Gerede vom Madagaskar-Plan durch die NS-Spitze)
- 8. bis 20. Mai: im Unternehmen Trappenjagd vertreiben deutsche Verbände die gelandeten Truppen der Roten Armee von der Halbinsel Kertsch, die Deutschen machen 170.000 Gefangene
- 12. Mai: Beginn einer sowjetischen Offensive zur Einnahme von Charkow (Schlacht bei Charkow)
- 23. Mai: Teile der sowjetischen Angriffstruppen werden bei Charkow eingekesselt und bis Monatsende vernichtet (240.000 Gefangene)
- 26. Mai:
  - Großbritannien und die Sowjetunion unterzeichnen in London einen förmlichen Bündnisvertrag, gültig bis 20 Jahre nach dem Ende des Krieges
  - Beginn des Unternehmens Theseus, des deutschen Angriffs an der Gazala-Front in Libyen, bei Bir Hakeim und Bir el Harmat halten französische (der Forces françaises libres) und jüdische Truppenverbände in der britischen Armee Rommels Angriff soweit auf, so dass sich das Gros der 8. brit. Armee geordnet zurückziehen kann
- 27. Mai: Operation Anthropoid: Anschlag auf den Leiter des Reichssicherheitshauptamts (RSHA) und zugleich stellvertretenden Reichsprotektor in Böhmen und Mähren, Reinhard Heydrich, in Prag, Heydrich erliegt am 4. Juni den Folgen des Anschlags
- 22. Mai: Mexiko erklärt Deutschland den Krieg
- 29. Mai: amerikanisch-sowjetische Unterredung in Washington über eine zweite europäische Front im Jahr 1942 (Teilnehmer: Franklin D. Roosevelt, Harry L. Hopkins, George C. Marshall, Ernest J. King und Cordell Hull sowie der sowjetische Botschafter Maxim M. Litwinow)
- 30. Mai: Operation Millennium: das britische Bomber Command versammelt über 1000 Bomber zum bis dahin größten Luftangriff des Krieges mit Ziel Köln; bis 1945 folgen 262 Luftangriffe auf die Stadt
- Gegen die sowjetische Offensive zur Überwindung der Blockade von Leningrad: Ljubaner Operation gerichteter deutscher Gegenangriff (Vernichtung der sowjetischen 2. Stoßarmee)
- 2. Juni: Schlacht auf der Krim um Sewastopol (7. Juni) endet am 5. Juli
- 6. Juni: Kriegserklärung der USA an Rumänien, Bulgarien und Ungarn
- 9. Juni: die bis dahin größte Totenfeier des Dritten Reiches findet für Heydrich in Berlin statt, das Dorf Lidice und der Weiler Ležáky werden als Vergeltungsmaßnahmen zerstört, in ganz Tschechien gibt es etwa 1700 Opfer der Terrorwelle nach dem Heydrich-Attentat

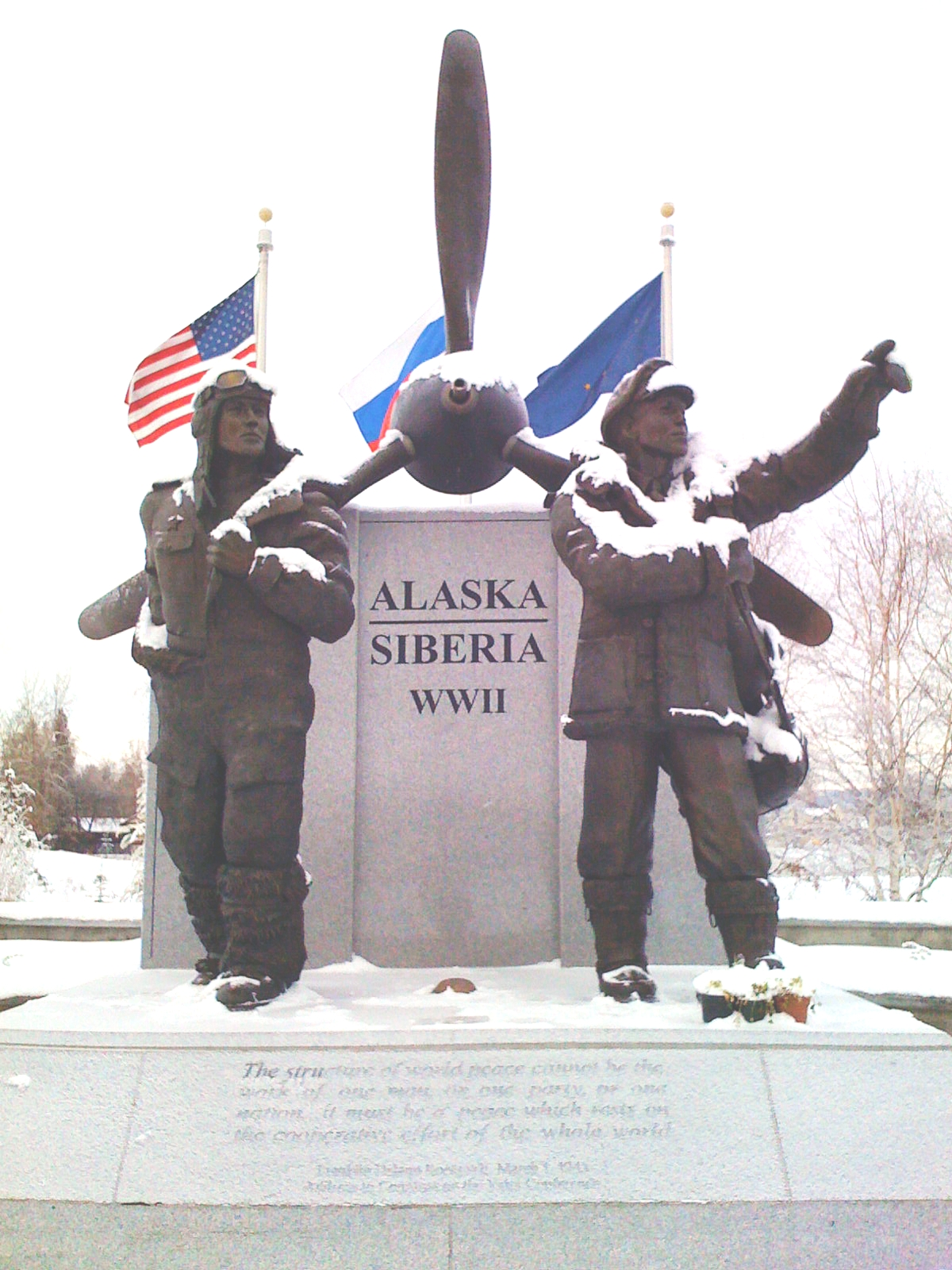
Das Lend-Lease Memorial in Fairbanks, Alaska erinnert an die Lieferung von U.S.-Flugzeugen an die Sowjetunion (via Northwest Staging Route und Sibirien)

- 11. Juni: amerikanisch-sowjetischer Vertrag über die Grundsätze der gegenseitigen Hilfeleistung bei der Kriegführung in Erwägung der amerikanischen Kongressakte vom 11. März 1941 (Leih- und Pachtgesetz)
- 12. Juni: Operation Squabble: britische Propagandaaktion zum Abwurf französischer Fahnen über Paris
- 13. bis 27. Juni: Unternehmen Pastorius (deutscher Sabotageversuch in den USA)
- 19. Juni: im Camp Ritchie, Maryland, wird das Military Intelligence Training Center gegründet, ein Ausbildungslager, in dem im weiteren Verlauf des Krieges vor allem geflohene junge Deutsche zu Nachrichtenspezialisten ausgebildet werden (Ritchie Boys)
- 21. Juni: Tobruks alliierter Befehlshaber Generalmajor Hendrik B. Klopper kapituliert, Rommel wird zum Generalfeldmarschall befördert
  - der weitere Vormarsch sollte durch Ägypten erfolgen, die Stadt Alexandria sollte fallen und der Sueskanal besetzt werden; kurz vor El Alamein haben britische Verbände einen 65 Kilometer breiten Verteidigungsgürtel aufgebaut
- 28. Juni: die deutsche Sommeroffensive (Fall Blau) in der Sowjetunion beginnt mit dem Angriff auf Woronesch
- 28. Juni bis November: Deutsche Sommeroffensive in Südrussland, geplant als „Fall Blau“. Modifiziert durchgeführt als Unternehmen Braunschweig. Der Plan umfasst den Vormarsch zum Kaukasus und zum Unterlauf der Wolga.
- Juli bis November 1943: in der Aktion Reinhardt werden fast alle Juden und Roma aus dem besetzten Polen, dem Generalgouvernement, über zwei Millionen Juden sowie rund 50.000 Roma aus fünf Distrikten (Warschau, Lublin, Radom, Krakau und Galizien) in den drei Vernichtungslagern Belzec, Sobibor und Treblinka ermordet
- ab 29. Juni: Eroberung Liepājas. Die meisten der über 7000 jüdischen Einwohner werden in den folgenden Massakern in Liepāja durch Wehrmachts- und SS-Truppenteile bei von den Tätern so genannten Geiselerschießungen ermordet. Über 3000 davon vom 15. bis 17. Dezember 1941 nahe bei Šķēde.
- Juli: im Nordmeer Zerschlagung des alliierten Geleitzugs PQ 17
- ab 16. Juli: Paris – am ersten und zweiten Tag der Sommerferien verhaften über 4000 französische Polizisten auf Veranlassung der NS-Behörden in einer Razzia ab den frühen Morgenstunden 13-tausend jüdische Personen, Kinder und Erwachsene, und internieren sie, u. a. namengebend für diese erstmalige Aktion in diesem Umfang im besetzten Frankreich, im Sportpalast für Radrennen: Rafle du Vélodrome d’Hiver. Etwa zehntausend Personen gelingt es noch sich an diesen Tagen durch die Flucht der Gefangennahme zu entziehen. In den folgenden Wochen sind Pithiviers und Drancy die wichtigsten Sammellager der Gefangenen bis zum Transport in den NS-Massenmord nach Auschwitz. Weniger als 2 Prozent dieser Gefangenen aus Frankreich erleben das Kriegsende. Neben der franz. Kollaboration ist die Wertung als Kriegsverbrechen an der Zivilbevölkerung in einem besetzten Land für diese Taten wichtig.
- 2. – 13. Juli: Unternehmen Seydlitz (Kämpfe von sowjet. und deutschen Kavallerieverbänden bei Rschew)
- 4. Juli: Ende der Schlacht um Sewastopol 1941–1942, „Unternehmen Störfang“ endet mit der Eroberung der Festung und der Gefangennahme von ca. 100.000 Rotarmisten
- 1. bis 31. Juli: erste Schlacht von El Alamein; deutsch-italienische Offensive, mit dem Ziel zum Sueskanal vorzudringen, bleibt dort stecken
- 18. Juli: Erstflug der Me 262
- Gefechte in der deutschen Sommeroffensive in Südrussland
- 21. Juli: in New York City kommt es zu einer Protestkundgebung gegen den Massenmord an Hunderttausenden Juden in Europa
- 21. Juli deutsche Kräfte überschreiten den Don, erster Schritt für den Vormarsch auf Stalingrad
- 23. Juli: Rostow wird erobert
- 23. Juli: in der Weisung Nr. 45 ordnet Hitler an, statt nacheinander gleichzeitig nach Stalingrad und in den Kaukasus hinein anzugreifen
- 4. August: Stawropol wird eingenommen
- 9. August: Krasnodar und der Kuban werden überschritten
- 28. Juli: Befehl 227 des sowjet. Oberkommandos (später Stawka) mit der Parole: „Keinen Schritt zurück!“
- 30. Juli bis 1. Oktober: Erste Rschew-Sytschowka-Operation (vgl. Schlacht von Rschew)

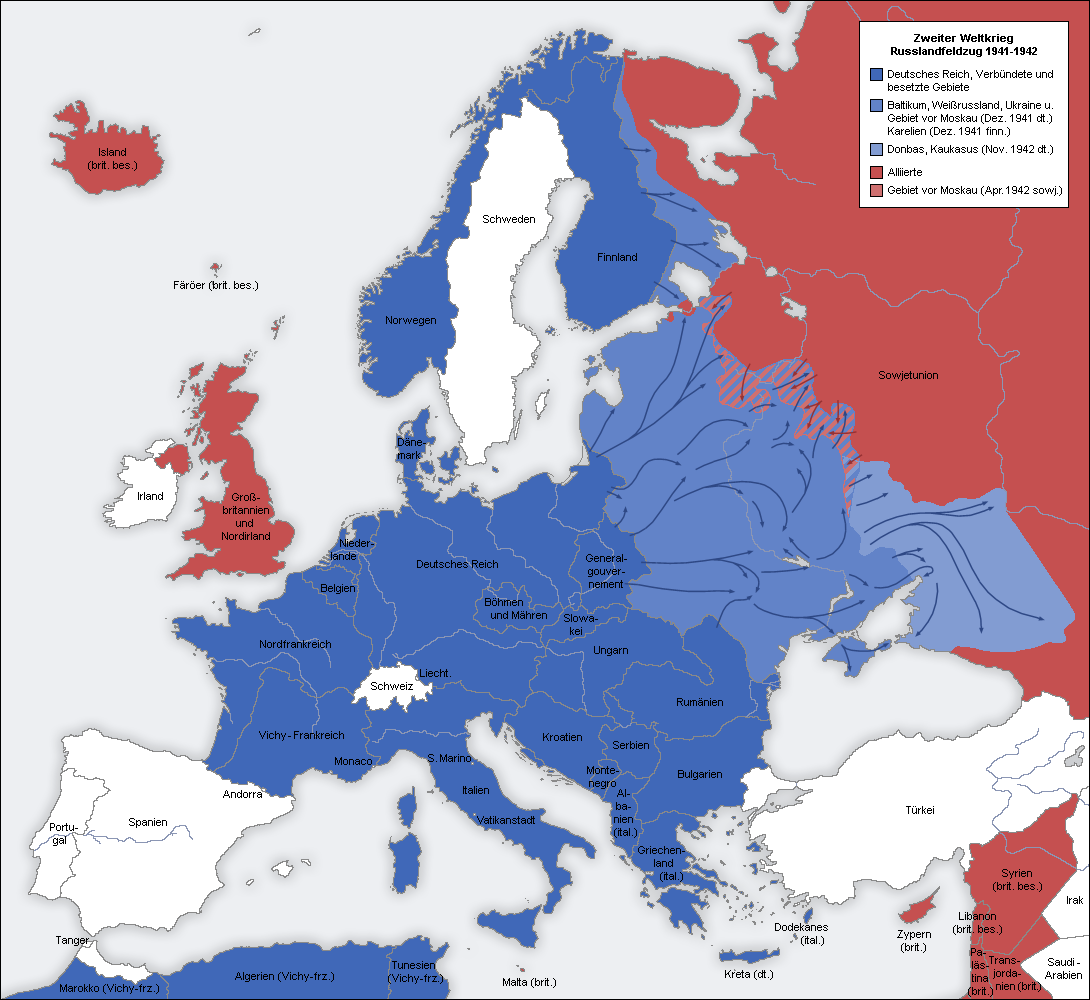
Kriegsschauplatz Europa/Sowjetunion 1942

- den rumänischen Verbündeten der dt. Armee gelingt es, die sowjetische Verteidigung an der Ostküste des Asowschen Meeres von Norden her aufzurollen und die Taman-Halbinsel von „rückwärts“ her zu öffnen
- 4. August: Der Schweizer Bundesrat bekräftigt in Kenntnis von deren Verfolgung in einem Beschluss die Rückweisung an den Grenzen insbesondere von jüdischen Deutschen, auch wenn den davon betroffenen Ausländern daraus ernsthafte Nachteile (Gefahren für Leib und Leben) erwachsen könnten. (nach Protokoll Bundesrat 4. August 1942)
- 8./9. August: Begrenzter sowjet. Angriff gegen die Belagerungstruppen (Operation Sturmwind), um die Aufführung und Radioübertragung der Leningrader Sinfonie von D. Schostakowitsch in der Stadt vorzubereiten (Leningrader Blockade). Per Lautsprecher wurde die Musik dann auch in die dt. Stellungen übertragen. (Vgl. 19. Aug.)
- 11. August: Beginn des Unternehmens Wirbelwind, einer deutschen Panzeroffensive gegen den sowjetischen „Suchinitschi-Frontbogen“
- 15. August: Nach zwei misslungenen Unternehmen der Royal Navy seit Juni gelangt ein dritter Konvoi mit überlebenswichtigen Versorgungsgütern in die Häfen Maltas (Operation Harpoon, Vigorous, Pedestal im August. Damit ist die Blockade der Mittelmeerinseln wieder aufgebrochen.) Dies sicherte weiterhin die britische Luftüberlegenheit über die sizilianische Meerenge (Straße von Sizilien vor Afrika).
- 16. August: Dt. Kriegsmarine – Auslaufen des Panzerschiffs Admiral Scheer zum Unternehmen Wunderland gegen die Nordostpassage und die dortigen sowjetischen Eisbrecher
- 19. August: Operation Jubilee (engl.: Dieppe Raid), das Landungsunternehmen/Invasion bei Dieppe an der Mündung der Arques in den Ärmelkanal (ursprünglicher Plan: Operation Rutter) wird nach hohen kanadischen und britischen Verlusten abgebrochen. 6.000 Soldaten der Alliierten landeten in der Normandie. Sie sollten eine zweite Front gegen Hitlerdeutschland eröffnen. Dieser erste Landungsversuch scheiterte – die Alliierten mussten sich unter hohen Verlusten zurückziehen.
- 19. August: Sinjawinsker Operation (Erste Ladoga-Schlacht), Beginn der zweiten sowjet. Gegenoffensive zur Überwindung der Blockade von Leningrad (bis 10. Oktober, Patt-Situation, Verluste Wehrm/R.A. etwa wie 1:2)
- 21. August bis 21. September: im sog. Generalkommissariat Weißruthenien werden beim Unternehmen Sumpffieber Massenmorde an Zivilisten begangen (über 11000 Tote)
- 21. August: deutsche Gebirgsjäger besteigen das Elbrusmassiv und hissen eine Hakenkreuzfahne
- 22. August: Brasilien erklärt Deutschland und Italien den Krieg. Damit verliert Deutschland einen wichtigen Kautschuklieferanten. Ab Sept. 1944: aktive Teilnahme mit Expeditionskorps
- 23. August: etwa 1000 Flugzeuge beginnen Brandbomben auf Stalingrad zu werfen, gleichzeitig dringen deutsche Panzer zum ersten Mal in die Außenbezirke ein
- 26. August: der begonnene Angriff auf Tuapse wird nach zwei Tagen angehalten
- 30. August bis 6. September: die Fortsetzung der deutschen Offensive in Nordafrika scheitert in der Schlacht von Alam Halfa
- September: Leslie Groves, wird zum Brigadegeneral befördert und übernimmt die Leitung für das Waffenprojekt des OSRD, nun benannt nach dem Standort von George C. Marshalls Hauptquartier in Manhattan Constructions District (Manhattan-Projekt) und beginnt unter größter Geheimhaltung in der Wüste von New Mexico mit dem Bau von Site Y, einer Forschungsstadt bei Los Alamos – wissensch. Leitung: J. Robert Oppenheimer – zum Bau der Atombombe; dazu gehörte auch die Spionage der Alsos-Missionen, Grundlage war Roosevelts Unterschrift vom 28. Juni unter den Executive Order 8807 für das Office of Scientific Research and Development (OSRD)
- 31. August: die Hafenstadt Anapa wird eingenommen
- 6. September: Noworossijsk, wichtigster Stützpunkt der Schwarzmeerflotte, wird eingenommen
- Im Hochgebirge nehmen deutsche Truppen die wichtigsten Passübergänge ein und gehen vorübergehend auf breiter Front nach Süden vor – sie stehen im abchasischen Gebirgsdorf Pschu, 20 Kilometer vor der Küste des Schwarzen Meeres bei Gudauta, östlich des Elbrus stehen die deutschen und rumänischen Truppen an den Flussabschnitten des Baksan und des Terek bis Naurskaja, nördlich davon verliert sich die Front an der Kuma, in der Nogaier-Steppe und in der Kalmückensteppe
- Maikop mit seinen Ölvorkommen wird eingenommen und bis Januar 1943 gehalten, Grosny, vergl. Transkaukasusfront der Roten Armee
- 13. September: mit dem deutschen Angriff auf den inneren Verteidigungsgürtel Stalingrads beginnt die fünfmonatige Schlacht von Stalingrad (der deutsche Versuch zur Eroberung der Stadt wird unter Angriff auf Stalingrad beschrieben)
- 17. September: Laconia-Befehl an deutsche U-Boote zum Verhalten bei der Bergung von Überlebenden eines eigenen Angriffs auf See
- September: Fertigstellung des „Generalsiedlungsplans“ durch das Planungsamt des RKF. Er beschreibt die bei Kriegsgewinn beabsichtigten Bevölkerungsverschiebungen von ca. 12 Mio. Menschen in der Sowjetunion
- 24. September: Zwei Agentinnen der britischen Nachrichtdienst-Spezialeinheit Special Operations Executive (SOE), Lise de Baissac (1905–2004) und Andrée Borrel (1919–1944, im KZ Natzweiler ermordet) werden per Fallschirm in Nordfrankreich abgesetzt. Sie erkunden u. a. mögliche Anlandeplätze für die alliierte Invasion. (L. Baissac kann nach dem Krieg dafür hoch dekoriert werden)
- 30. September (bis 12. August 1944): der deutsche Fernsehsender Paris, auf franz. Paris-Télévision, nimmt nach ersten Testsendungen in Paris aus dem umgebauten Tanzpalast „Magic City“ die Ausstrahlung eines laufenden Fernsehprogramms zur Betreuung der deutschen Truppen, insbesondere der Verletzten in Militärlazaretten (Lazarettfernsehen), auf.
- 1. Oktober: Versenkung des in einem Konvoi nach Odessa fahrenden deutschen Transporters Salzburg (1.742 BRT) durch einen Torpedo des sowjetischen U-Boots M-118 südöstlich des Sassyksees. An Bord befanden sich rund 2.200 sowjetische Kriegsgefangene, von denen vermutlich rund 2.000 mit dem Schiff untergingen[18]. Das U-Boot wurde seinerseits kurz nach dem Angriff von den beiden rumänischen Sicherungsschiffen Sublocotenent Ghiculescu und Locotenent-Comandor Stihi Eugen mit Wasserbomben versenkt.
- 10. Oktober: Beginn der Battle of Bowmanville, einer zweitägigen Kriegsgefangenen-Revolte gegen die Fesselung von gefangenen deutschen Offizieren im Kriegsgefangenenlager Bowmanville (Bowmanville (Clarington) prisoner of war camp 30, Ontario, Kanada; Zusammenhang mit dem Dieppe-Unternehmen am 19. August)
- 10. Oktober: Ende der Sinjawinsker Operation (Erste Ladoga-Schlacht) in einer Patt-Situation (Verluste Wehrm/RA etwa wie 1:2)
- 13./14. Oktober: im so genannten Misotscher Ghetto kommt es zu Massenerschießungen/-morden an polnischen Zivilisten (Judenverfolgung)
- 18. Oktober: Nach dem nach der Haager Landkriegsordnung ungesetzlichen Kommandobefehl Hitlers an die Wehrmacht wurden Angehörige alliierter Kommandotrupps (engl. Commandos) unverzüglich ermordet oder dem Sicherheitsdienst der SS (SD) übergeben. Der Befehl wurde streng geheim gehalten und in der Regel befolgt.
- 23. Oktober: der neue britische Befehlshaber in Afrika, FM Bernard Montgomery, startet mit der zweiten Schlacht von El Alamein zum Gegenangriff und erringt am 4. November den Sieg, nun beginnt der lange Rückzug der Achsenmächte nach Westen
- 30. Oktober:
  - Nach 170 Tagen militärischem Widerstand endet die Belagerung der Steinbrüche von Adschimuschkai (bei Kertsch auf der Krim). Von den die Katakomben verteidigenden 13.000 Rotarmisten überlebten nur 48.
  - der britische Zerstörer Petard bringt das deutsche U-Boot U 559 auf und kann das Auffinden der dt. Funkunterlagen verheimlichen. In der Folge (12. Dezember) gelingt erneut die Dechiffrierung des Funkverkehrs (Ultra) mit der verbesserten Chiffriermaschine Enigma-M4.
- 8. bis 11. November: Operation Torch, britisch-amerikanische Truppen landen bei Casablanca (Marokko) sowie Algier und Oran (Algerien) und leiten somit den Zwei-Fronten-Krieg in Nordafrika ein, die deutsche Seite reagiert mit dem Unternehmen Anton (s. u.): die Wehrmacht besetzt Südfrankreich und Tunesien. Die Texas gibt dabei effektive Artillerieunterstützung.
- 9. bis 12. November: Operation Hubertus: deutsche Sturmpioniere sollen im Kampf um die Stalingrader Industriekomplexe die Entscheidung bringen
- 11. November: Besetzung von Südfrankreich
  - Unternehmen Anton (seit Mai 1942 bestehende Planung) 1. Armee und 7. Armee rückten parallel zur spanischen Grenze bzw. Mittelmeerküste vor.
  - Nizza, Grenoble (bis dahin unbesetztes Frankreich) werden von italienischen Truppen besetzt – Italienische Besatzungszone in Frankreich (bis zum linken Ufer der Rhone ausgeweitet) – 4. Armee besetzt die Côte d’Azur und eine italienische Division landet auf der Insel Korsika, die sonst weitgehend unbesetzt blieb.
  - Die Besatzung des U-Boots Casabianca (Denkmal seit 2004 in Bastia) der französischen Marine kann vor der deutschen Einnahme von Toulon im November 1942 unter Beschuss aus dem Hafen ausbrechen und sich nach Algier, Französisch-Nordafrika, absetzen und den FFL anschließen. (Zwischen Dezember 1942 und 1944 führte die Casabianca sieben Geheimmissionen durch, in deren Verlauf sie Waffen, Ausrüstung und Personen nach Korsika und in die Provence zur Unterstützung des Maquis transportierte, genannt Pearl Harbour.)
- 13. November:
  - Tobruk ist wieder in britischer Hand
  - es kommt zu ersten Kampfhandlungen zwischen US-amerikanischen und deutschen Truppen
- ab November: Vorbereitungen Heeresgruppe Afrika – italienisch/deutsche Kämpfe um Tunesien bis 13. Mai 1943
- 19. – 23. November: Operation Uranus: Gegenoffensive der Roten Armee bei Stalingrad, dabei werden die rumänischen Linien im Norden und Süden durchbrochen, wenige Tage später vereinen sich diese beiden Stoßkeile bei Kalatsch am Don, damit ist die 6. Armee in Stalingrad eingekesselt, General Paulus fühlt sich an den Haltebefehl Hitlers gebunden und kann sich nicht dazu durchringen, den Befehl zum damals noch möglichen Ausbruch (Rückzug) zu geben
- 22. November: der Hilfskreuzer Atlantis unter Kapt. B. Rogge wird durch den britischen Schweren Kreuzer Devonshire zwischen Brasilien und Westafrika versenkt. Er konnte vorher 19 Handelsschiffe mit knapp 128.000 BRT versenken und drei Schiffe mit 18.253 BRT als Prisen aufbringen.
- Seit November: Vergrabene Leichen im deutschen Vernichtungslager Belzec wurden seither massenhaft exhumiert und zur Beseitigung von Spuren der Shoah auf großen Rosten aus Eisenbahnschienen verbrannt.
- 25. November bis 21. Dezember: Zweite Rschew-Sytschowka-Operation (Operation Mars; Teil der Kämpfe um Rschew)
- 27. November: Selbstversenkung der Vichy-Flotte auf Anordnung der Admiralität des Vichy-Regimes nach dem dt. Unternehmen Anton (Mittelmeerflotte im Marinehafen von Toulon)
- 12. bis 23. Dezember: Unternehmen Wintergewitter: Entsatzangriff der 4. Panzerarmee unter General Hoth, der bis zu 60 Kilometer an die eingeschlossenen Truppen in Stalingrad heranführt, scheitert
- In der „Aktion Zamość“ (27. November 1942 bis 15. August 1943) wurde von SS-/Polizeikommandos die Bevölkerung zusammengetrieben und in das Sammellager Zamość abtransportiert, 110.000 Polen wurden bis August 1943 aus 300 Dörfern von SS-, Polizei- und Wehrmachteinheiten vertrieben, mit 34 Ortschaften wurde vorgeblich wegen Widerstands- und Partisanentätigkeit ähnlich wie mit Lidice verfahren, es folgten die militärischen Antipartisanenaktionen „Aktion Werwolf I/II“, eine Abteilung der polnischen Heimatarmee und die 3. Kompanie „Grzmot“ der Bauernbataillone (Bataliony Chłopskie), zusammen etwa 400 Mann, kämpften gegen die etwa 1900 Mann starken deutschen Sicherungstruppen, bei den deutschen Vergeltungsmaßnahmen für den Widerstand kamen 7000 Menschen ums Leben, am 30. Juni 1943 erklärte Himmler das gesamte „Generalgouvernement“ zum Bandenkampfgebiet, Abbruch der Aktion durch O. Globocnik
- 2. Dezember: erste kontrollierte Kettenreaktion in den USA (Manhattan-Projekt)
- 4. Dezember: amerikanische Bombardierung von Neapel
- 12. Dezember: der britische Zerstörer HMS Petard bringt am 30. Oktober 1942 im Mittelmeer das deutsche U-Boot U 559 auf -> in der Folge gelingt erneut die Dechiffrierung des mit der Enigma-M4 verschlüsselten deutschen Funkverkehrs
- 24. Dezember: im Raid auf Tazinskaja wird die Luftversorgung Stalingrads unterbrochen

#### Kriegsereignisse 1942 in Asien und dem Pazifik
- 11. Januar: Beginn der japanischen Invasion von Niederländisch-Indien. die Niederländer kapitulierten am 1. März, niederländische Einwohner wurden gefangen genommen
- 11. bis 12. Januar: Schlacht um Tarakan (niederländisch Borneo)
- 23. Januar: Rabaul an der Nordostspitze auf New Britain (Neuguinea) wird von japanischen Truppen eingenommen und in den Folgejahren als Festungsstützpunkt ausgebaut. Dies war aus der Sicht der Gegner der Beginn der
  - Schlacht um Neuguinea (the New Guinea campaign 42-45), das alliierte Vorrücken entlang der Nordküste Neuguineas. Diese strategische Bewegung eröffnete kriegsentscheidende Angriffspositionen gegen Japan. Dauer bis August 1945.
- 25. Januar: Thailand erklärt auf der Seite Japans den Alliierten den Krieg
- 31. Januar: die malaiische Halbinsel ist komplett von den Japanern besetzt
- 31. Januar bis 15. Februar: japanische Belagerung von Singapur
- 1. Februar: US-Angriff auf die japanischen Stellungen auf den Marshall- und Gilbertinseln
- 2. Februar: japanische Luftangriffe auf Java
- 24. Februar: Schlacht in der Straße von Makassar
- 14. Februar bis 28. März: japanische Invasion Sumatras
- 15. Februar: der brit. Stützpunkt Singapur wird von den Japanern besetzt
- 19. Februar: erster japanischer Luftangriff auf Darwin (an der Nordküste Australiens), 243 Menschen werden getötet und 300 bis 400 Personen verletzt
- bis 20. Februar: Niederlage der ABDACOM-Koalition in der Seeschlacht in der Straße von Badung
- 20. Februar: Timor (NL) wird erobert
- 23. Februar: das japanische U-Boot I-17 beschießt eine Ölraffinerie bei Ellwood (Kalifornien)
- 24. Februar: Seeschlacht vor Balikpapan, Borneo
- 25. Februar:
  - Japan. Truppen landen nördlich von Surabaja auf Java
  - Bei einem Aufstand in dem neuseeländischen Kriegsgefangenenlager Featherston werden 48 Japaner und ein Neu-Seeländer von der Wachmannschaft erschossen. Hintergrund war ein Sitzstreik der Gefangenen als Form der Arbeitsverweigerung.
- 27. Februar bis 1. März: Schlacht in der Javasee
- 1. März: Schlacht in der Sundastraße
- 1. bis 10. März: japanische Invasion Javas, auch als Operation „J“ bekannt
- 8. März:
  - japanische Landung auf Neuguinea bei Lae und Salamaua
- Rangun, die Hauptstadt der brit. Kolonie Burma, heute Yangon, wird von der japanischen Armee eingenommen
- 12. März:
  - die Amerikaner landen in Neukaledonien und errichten eine Basis auf Nouméa
  - Niederländisch-Ostindien fällt an Japan
- 13. März: Japan landet auf den Salomonen
- 19./20. März: dem US-General MacArthur gelingt der Rückzug nach Australien
  - MacArthur sagt im Bahnhof Terowie, Südaustralien, 220 km nördl. von Adelaide erstmals den auf die Philippinen bezogenen Satz: “I came through and I shall return”, auf dem Weg nach Melbourne (dort am 21. März)
- 23. März: japanische Einnahme der Andamanen im Golf von Bengalen
- 30. März: Start der japanischen Operation C, dem jap. Großangriff auf alliierte Basen im Indischen Ozean
  - 5. April: Die 1. Gruppe der alliierten Verbände zur Verteidigung Ceylons lief aus dem Hafen des Addu-Atolls aus. Die Gruppe 2 folgte am Morgen des folgenden Tages.
  - 5. April: eine japanische Flotte mit fünf Flugzeugträgern greift im Rahmen der Operation C eine britische Basis auf Ceylon an und versenkt zwei britische Schwere Kreuzer
  - der Todesmarsch von Bataan auf den Philippinen beginnt
  - 9. April: Angriff auf Trincomalee
  - 17. April: die Japaner erobern Zentral-Burma
- 8. April: eine japanische Einheit aus Rabaul landet im westlichen Neubritannien
- 18. April:
  - ein amerikanischer Luftangriff auf Japans Hauptinseln (Doolittle Raid), 16 B-25B vom neuen Flugzeugträger Hornet gestartet, bombardiert Anlagen in Tokio, Yokohama und Nagoya.
  - In der Folge beginnen die Japaner auf dem chinesischen Festland bei der Suche nach den dort gelandeten Piloten die Schlacht von Zhejiang-Jiangxi, bei der 250.000 chinesische Zivilisten getötet werden
  - MacArthur wird vom US-Präsidenten zum Supreme Commander of Allied Forces in the Southwest Pacific Area (SWPA) ernannt, GHQ in Melbourne
- 19. April: japanische Landung in Niederländisch-Neuguinea
- 30. April: Japan unterbricht die Verbindung nach China durch die Eroberung von Lashio in Burma
- April: der britische Admiral J. F. Somerville verlegt das Hauptquartier der British Eastern Fleet (früher in Singapur) von Trincomalee bei Colombo, Ceylon (heute Sri Lanka), unter dem japanischen Druck nach Mombasa-Kilindini, Kenia in Ostafrika
- 1. Mai: Japan nimmt Mandalay in Burma ein
- 3. Mai: Japanische Invasion von Tulagi, Operation MO (Mo Sakusen oder Port Moresby Operation)
- 6. Mai: die Philippinen sind vollständig von Japan erobert
- 6. bis 8. Mai: Schlacht im Korallenmeer, südlicher Vormarsch der japanischen Invasionsflotte auf Port Moresby gestoppt
  - dabei am 8.: ein Flugzeugträger, die Lexington, wurde mehrfach getroffen, gerät in Brand und wird schließlich selbst versenkt. 2018 wurde der Rumpf des Wracks ca. 3000 m unter Wasser wieder geortet und gefilmt.
- 11. Mai: der Minenkreuzer Okinoshima, das Flaggschiff der nach Nauru laufenden japanischen Invasionsflotte wird vom U-Boot USS S-42 versenkt, die Flotte dreht ab
- 16. Mai: die alliierten Truppen ziehen sich aus Burma nach Indien zurück
- Mai, ab 5. Mai: Madagaskar, von dem mit Deutschland kooperierendem französischen Vichy-Regime kontrolliert, wird zur Sicherung von Rückzugspositionen von britischen Truppen besetzt – Operation Ironclad (bis 8. November)
- 4. bis 6. Juni: Schlacht um Midway. Japan verliert alle vier eingesetzten Flottenträger (von insgesamt sechs zu diesem Zeitpunkt), die USA einen von drei Trägern
- 6. Juni: die Schlacht um die Aleuten (amerikanisches Territorium südwestlich von Alaska) beginnt; sie ist erst am 15. August 1943 mit der Rückeroberung beendet. Japanische Truppen besetzen die westlichen Inseln Attu und Kiska. Dazu auch Bau einer Straßenverbindung durch den kanadischen Teil Alaskas.
- 20. Juni: das japanische U-Boot I-26 beschießt Estevan Point auf Vancouver Island in British Columbia
- 21. Juni: Fort Stevens in Oregon, im Nordwesten der USA, wird vom japanischen U-Boot I-25 beschossen
- 25. Juni: US-Seeaufklärungsflugzeuge PBYs bombardieren den japanischen Stützpunkt auf Tulagi
- 3. Juli: Guadalcanal fällt unter japanische Kontrolle
- 21. Juli:
  - Japan bringt 33.000 Soldaten nach Buna und Gona auf Neuguinea
  - General MacArthur verlegt das GHQ der Allied Forces in the Southwest Pacific Area (SWPA) nach Brisbane
- 29. Juli: das Kokoda-Flugfeld auf Neuguinea wird von japanischen Einheiten auf dem Weg über das Owen-Stanley-Gebirge, auf Port Moresby zielend, eingenommen
- Death Railway (deutsche: Todeseisenbahn oder auch Schienenstrang des Todes) ist eine Bezeichnung der Eisenbahnverbindung, die die japanische Armee zwischen Juni 1942 und Oktober 1943 zwischen Burma und Thailand von Kriegsgefangenen bauen ließ, (dazu Film Die Brücke am Kwai)
- 31. Juli: amerikanische B-17 starten ein siebentägiges Bombardement auf Tulagi und Guadalcanal
- 7. August: amerikanische Truppen beginnen die Schlacht um Guadalcanal auf den Salomonen, die Kämpfe bis zur Aufgabe der Japaner dauern bis zum 8. Februar 1943
  - 9. August: Schlacht vor Savo Island
  - 21. August: Schlacht am Alligator Creek (japan. Niederlage; fälschlich mit Tenaru bezeichnet)
  - 24. bis 25. August: Schlacht bei den Ost-Salomonen
  - 28. August: die Japaner starten den Tokyo Express genannten Nachschubweg nach Guadalcanal
  - 13. September: die Schlacht am Bloody Ridge (blutiger Bergrücken) dauert bis zum 16. September
  - 11. Oktober bis 12. Oktober: Schlacht von Cape Esperance
  - 25. bis 27. Oktober: Schlacht bei den Santa-Cruz-Inseln
  - 13. bis 15. November: Seeschlacht von Guadalcanal
  - 30. November: Schlacht bei Tassafaronga
- 13. August: auf Neuguinea erfolgt der japanische Vormarsch entlang des Kokoda-Trails über die Berge nach Port Moresby
- 25. August: Ozeanien und Nauru wird von japanischen Einheiten eingenommen
- 5. September: In der Schlacht um die Milne-Bucht (seit 25. Aug.) besiegen die Alliierten (australische Soldaten) erstmals japanische Landstreitkräfte (an der Ostspitze von Papua-Neuguinea)
- 9. September: ein japanisches Kleinflugzeug, gestartet vom U-Boot I-25, wirft Bomben in einen Wald bei Mount Emily in Oregon um Waldbrände zu entfachen
- 17. September: der japanische Vormarsch auf Neuguinea kommt bei Ioribaiwa in Sichtweite von Port Moresby zum Stehen
- 24. September: japanische Verbände beginnen die Invasion der Gilbertinseln auf Maiana
- 29. September: wiederholte Bombardierung eines Waldes in Oregon von Bord eines japanischen Kleinflugzeuges der I-25 (U-Boot)
- 2. Oktober:
  - ein US-Bataillon nimmt Funafuti auf den Ellice Islands ein
  - B-17-Bomber greifen jap. Stützpunkt Rabaul an
- 19. Oktober: Im Rahmen des militärischen Manhattan-Projekts wird  J. Robert Oppenheimer zum ersten Direktor des „Project Y“ in Los Alamos in New Mexico ernannt. Hier entstehen 1943 die Labore und Fabriken, die 1945 zum Trinity-Test und zum Abwurf der beiden ersten Atombomben führen.
- 28. Oktober: australische Einheiten können das Kokoda-Flugfeld auf Neuguinea zurückerobern
- 13. Dezember: Buna auf Neuguinea fällt an die USA
- 14. Dezember: Gona auf Neuguinea fällt an die USA

### 1943

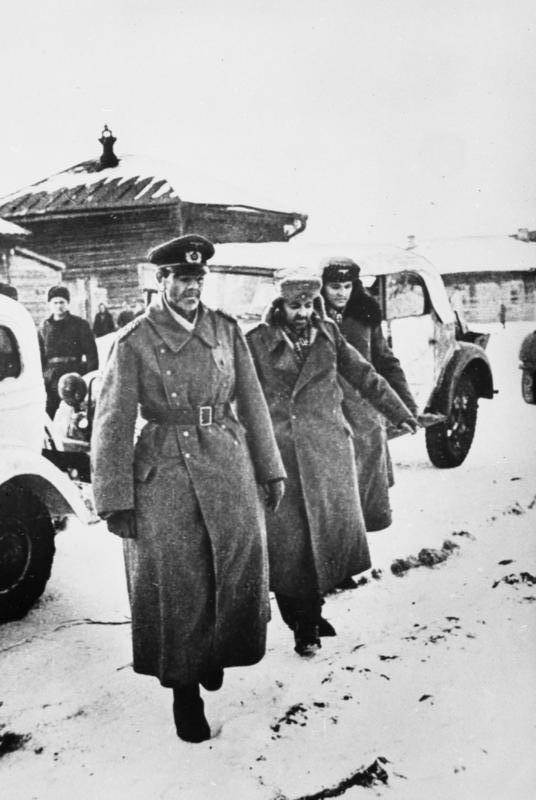
Generalfeldmarschall F. Paulus geht in Stalingrad in Kriegsgefangenschaft, 31. Januar 1943

Stichworte für das Kriegsjahr 1943 sind: Sowjetische Armeen erreichen den Sieg in Stalingrad – eine erste bedeutende deutsche Kapitulation. Im März erobern deutsche Truppen das Gebiet bis zum mittleren Donez zurück, aber nach mehreren sowjetischen Gegenoffensiven in den folgenden Monaten muss die Wehrmacht an der ganzen Ostfront den Rückzug antreten. Der militärisch unbedeutende Aufstand im Warschauer Ghetto wird ein bleibender moralischer Sieg der jüdischen Häftlinge. Die Atlantikschlacht geht für die deutschen U-Boote verloren. Alliierte Truppen landen in Sizilien. Italien verlässt das Bündnis mit Hitler. Der Ausbau des Manhattan-Projekts wird in Los Alamos in New Mexico, USA, vorangetrieben. Die Lufthoheit der Alliierten in Europa wird immer erdrückender. Mit der Rückeroberung der Salomonen beginnt die amerikanische Taktik des Inselspringens im Pazifik.

#### Kriegsereignisse 1943 in Europa und im Mittelmeerraum
- 10. Januar: Beginn der sowjetischen Großoffensive „Operation Kolzo“ gegen die eingekesselte deutsche 6. Armee in Stalingrad
- 11. Januar: Höfle-Telegramm mit Zahlenangaben über die jüdischen Opfer der Vernichtungslager der Aktion Reinhardt im Jahr 1942
- 12. bis 30. Januar: Beginn der Operation Iskra (2. Ladoga-Schlacht), dabei wird am 18. Schlüsselburg und damit ein schmaler Versorgungskorridor für das belagerte Leningrad zurückerobert
- 13. bis 27. Januar: Operation Ostrogoschsk-Rossosch (Teiloperation der Woronesch-Charkiwer Operation), führt zur Zerschlagung der mit dem Deutschen Reich verbündeten ungarischen 2. Armee und von Teilen der italienischen 8. Armee.
- 18. Januar: Besatzungstruppen unter F. v. Sammern, mindestens 1000 Mann, versuchen das erstmal die Gefangenen im Warschauer Ghetto in Vernichtungslager zu deportieren und stoßen dabei auf organisierte massive und zunächst erfolgreiche Gegenwehr.
- 21. Januar: Auf der Casablanca-Konferenz wird die Combined Bomber Offensive beschlossen
- 22. Januar: Hitler erlässt das Adolf-Hitler-Panzerprogramm zur Vervierfachung der Panzerfahrzeugproduktion
- 23. Januar: britische Einheiten besetzen Tripolis, im März und April werden die Achsenmächte schließlich im Brückenkopf Tunesien eingeschlossen (Tunesien-Feldzug), an der Mareth-Linie wird noch Widerstand geleistet, Einsatz von Regimentern der Strafdivision 999
- 26. Januar: die Alliierten rufen auf der Casablanca-Konferenz als Ziel die Forderung der „Bedingungslosen Kapitulation“ der Achsenmächte aus
- 29. Januar: Militärgerichtsbarkeit – Für Fälle der Wehrkraftzersetzung erhielt durch die Verordnung vom 29. Januar 1943 (RGBl. I S. 76) der Volksgerichtshof grundsätzlich die Zuständigkeit für Fälle „öffentlicher Zersetzung“ sowie auf Antrag auch Fälle „vorsätzlicher Wehrdienstentziehung“ (§ 5 Absatz 1 Nr. 1 und 3 der Kriegssonderstrafrechtsverordnung. Das hob die Zuständigkeit der Kriegsgerichte bzw. des Reichskriegsgerichts auf).
- 31. Januar: Im Schlacht -/ Kessel von Stalingrad drangen morgens Truppen der Roten Armee in das Kaufhaus „Univermag“ ein, in dessen Keller sich das Hauptquartier der 6. Armee befand. Nach weiteren Angriffen der sowj. Truppen gab die 71. Infanterie-Division im Südkessel auf (Gen. F. Roske). GF F. Paulus wurde nach der Übergabe gefangen genommen. Am gleichen Tag kapitulierte auch der Mittelkessel (Gen. W. Heitz).
- Februar bis April: Operation Winterzauber, ein Massenmord durch SS-Kräfte im Rahmen der vorgeblichen Partisanenbekämpfung im Norden Weißrusslands und dem Westen Russlands
  - Die Nationale Gedenkstätte der Republik Belarus erinnert heute an über 600 „verbrannte Dörfer“ und die Opfer aus über 5000 Dörfern.
- 2. Februar: Letzte isolierte Einheiten kapitulieren. Paulus, noch am 30. zum Generalfeldmarschall befördert, bleibt angesichts der aussichtslosen Lage nur die Möglichkeit der Kapitulation, worauf knapp 100.000 Soldaten in Gefangenschaft geraten. Von ihnen werden nur etwa 6.000 nach dem Krieg in ihre Heimat zurückkehren. Die Todeszahlen sind auf beiden Seiten um ein Vielfaches höher, die Schlacht von Stalingrad markiert auch einen psychologischen Wendepunkt im Krieg.
- 16. Februar: die Stadt Charkow wird von Truppen der Wehrmacht und Waffen-SS gegen den Befehl Hitlers aufgegeben, um einer drohenden Einkesselung zu entgehen
- 18. Februar: NS-Propagandaminister Joseph Goebbels fordert in der Sportpalastrede den „totalen Krieg“
- 21. Februar: eine deutsche Gegenoffensive beginnt („dritte Schlacht um Charkow“), bis zum 5. März wird das Gebiet bis zum mittleren Donez zurückerobert; dabei erhebliche Geländegewinne und wieder eine geschlossene Front hergestellt, der im Frühjahr 1943 potentiell bevorstehende Zusammenbruch der Ostfront wird so verhindert, bis zum 14. März wird Charkow durch Truppen der Waffen-SS zurückerobert
- 22. Februar: Sophie (1921–1943) und Hans Scholl (1918–1943) sowie ihr Freund Christoph Probst werden als Mitglieder der Widerstandsgruppe „Weiße Rose“ hingerichtet
- 27. Februar: Beginn des Rosenstraße-Protests von Frauen gegen die Deportation von Juden aus Berlin
- 5. März: mit einem Luftangriff auf Essen beginnt die fünfmonatige Battle of the Ruhr
- 8. März: Abfahrt des alliierten Geleitzuges HX 229 aus New York, der bis zu seinem Zielhafen Liverpool die meisten Verluste aller HX-Geleitzüge erlitt.
- 13. März: Attentat auf Hitler auf dem Rückflug von Smolensk bei OB Günther von Kluge scheitert. Beteiligt waren Henning von Tresckow und Fabian von Schlabrendorff
- 22. März: im weißrussischen Dorf Chatyn werden 152 Personen (darunter 76 Kinder) von der SS-Sondereinheit Dirlewanger ermordet und das Dorf zerstört, in Chatyn steht heute die Gedenkstätte der Republik Belarus stellvertretend für 185 weitere mit ihren Bewohnern niedergebrannte Dörfer dieser damaligen Teilrepublik
- 27. März: Beim erfolgreichen Anschlag auf das Einwohnermeldeamt Amsterdam wurden Einwohner-Unterlagen zerstört um die Verfolgungsmaßnahmen der Gestapo in der Stadt zu erschweren
- 1. April: Bei Bombenabwürfen der Alliierten auf die Schweiz starben in den Jahren 1939 bis 1945 insgesamt 84 Menschen. Bei der versehentlichen Bombardierung der auf deutschen Druck hin verdunkelten Stadt Schaffhausen kamen an diesem Tag davon 40 Menschen ums Leben und 270 wurden zum Teil schwer verletzt. Seit Oktober 1943 nahm die Schweizer Luftwaffe ihre seit Juni 1940 auf deutschen Druck hin eingestellten Abfangmassnahmen wieder auf und versuchte, alliierte Bomber zur Landung in der Schweiz zu zwingen.
- 19. April: Aufstand im Warschauer Ghetto: die verbliebenen Ghettobewohner sollen in Vernichtungslager, die meisten nach Treblinka, verschleppt werden, die Jüdische Kampforganisation (polnisch Żydowska Organizacja Bojowa oder ŻOB beziehungsweise ZOB) wehrt sich im mehrere Wochen dauernden Aufstand im Ghetto. Der Aufstand wird bis zum 16. Mai von der SS unter Jürgen Stroop blutig niedergeschlagen, später gab es noch ein KZ in Warschau auf diesem Gelände
- 13. Mai: Kapitulation der deutschen Truppen in Tunesien
- 15. Mai: Operation des XXXXVII. Panzerkorps im Unternehmen Zigeunerbaron gegen Partisanen bei Brjansk
- Mai: die Atlantikschlacht ist für die deutschen U-Boote verloren
- 2. Juni: Rund 600 deutsche Flugzeuge versuchen beim Unternehmen Carmen den sowjetischen Eisenbahnknoten Kursk auszuschalten
- 11. bzw. 13. Juni: Die Garnisonen der Inseln Pantelleria und Lampedusa kapitulierten nach einer Serie von Bombardierungen (Operation Corkscrew; mit Mussolinis Zustimmung wegen Wassermangels) kampflos gegenüber brit. Truppen.
- 5. bis 16. Juli: das Unternehmen Zitadelle soll den sog. Frontbalkon bei Kursk ausräumen und große Teile der Roten Armee einkesseln und vernichten. Die Operation gipfelt in der größten Panzerschlacht der Geschichte; der von der Roten Armee vorausgesehene Angriff bleibt stecken
- 10. Juli: Operation Husky, Landung der Alliierten auf Sizilien
- 12. Juli bis 18. August: sowjetische Gegenoffensive bei Orjol (Orjoler Operation) mit dem Ziel, Teile der Heeresgruppe Mitte einzukesseln
- 12. Juli: Gründung des Nationalkomitee Freies Deutschland
- 19. Juli: Rom/Feltre: Nach Luftangriffen auf Genua, Turin und Mailand durch die brit. Luftwaffe kam es zum ersten Angriff des Kriegs auf Rom, an dem über 500 US-Bomber beteiligt waren. Italiens Diktator Mussolini erfährt davon bei Besprechungen mit Hitler in Feltre (Venetien).
- 22. Juli: die sizilianische Regionalhauptstadt Palermo wird von den Alliierten besetzt
- 24./25. Juli: Beginn massiver Luftangriffe auf Hamburg (vor allem von jeweils über 700 RAF-Bombern, auch 2 Angriffe von US-Bombern; Tarnname in der Planungsphase war Operation Gomorrha; Dauer bis zum 3. August; im Schnitt erfolgte jede zweite Nacht ein Großangriff.) Mind. 35.000 Menschen, fast nur Zivilisten, sterben.
- 25. Juli: der Große Faschistische Rat wirft seinem Führer Mussolini Versagen vor, der „Duce“ wird daraufhin auf Befehl des italienischen Königs Viktor Emanuel III. verhaftet. Als neuer Ministerpräsident wird Pietro Badoglio eingesetzt
- ab Juli: Internierung von ca. 20.000 italienischen Militärangehörigen in der Schweiz, welche über die Grenze im Tessin fliehen
- 1. August: Operation Tidal Wave: bei einem Luftangriff auf die Ölfelder von Ploiești (Rumänien) werden 53 von 177 eingesetzten US-Bombern abgeschossen
- 3. August Operation Schienenkrieg Schlag gegen das deutsche Schienennetz
- 3. bis 23. August: die Belgorod-Charkower Operation (Schlacht am Kursker Bogen) führt zur endgültigen Rückeroberung Charkows
- 7. August bis 2. Oktober: Smolensker Operation (auch Operation Suworow)
- 10. bis 17. August: Unternehmen Lehrgang, Räumung Siziliens nach der erfolgreichen Landung der Alliierten (Operation Husky) über die Seestraße von Messina aufs Festland. Insgesamt wurden über 100.000 Soldaten, ca. 10.000 Fahrzeuge Material etc. evakuiert.
- 14. August: Rom wird wiederholt zur offenen Stadt erklärt. (Anfang Juni 1944 erklärte FM Kesselring Rom zur „offenen Stadt“ und zog bis auf eine Nachhut alle Truppen ab.)
- August/September: Beginn der Operation Barclay, Täuschungsmanöver mit einer fiktiven britischen 12. Armee, die überwiegend in Ägypten stationiert sei durch fingierten Funkverkehr und regelmäßige Übungen. Der deutsche Gegner sollte vom Ziel der nächsten Invasion abgelenkt werden.
- 16. August bis 22. September: die Donezbecken-Operation führt zur Rückeroberung des wirtschaftlich bedeutenden Donezbeckens
- 17. August:
  - Portugal erlaubt den Alliierten, die Azoren als militärische Luftwaffenbasis zu benutzen (Ausbau von Lajes Field)
  - Operation Double Strike: bei einem Luftangriff auf Regensburg und Schweinfurt erleidet die USAAF schwere Verluste
- 18. August: Operation Hydra, Luftangriff der Royal Air Force auf die Raketen-Versuchsanstalt Peenemünde
- 26. August bis 20. Dezember: die Schlacht am Dnepr führt u. a. zur Rückeroberung Kiews
- nach mehreren sowjetischen Gegenoffensiven muss die Wehrmacht an der ganzen Front den Rückzug antreten
- 3. September:
  - der Waffenstillstand von Cassibile zwischen dem Königreich Italien (formal noch unter der Regierung von Pietro Badoglio bestehend), den USA und Großbritannien wird von General G. Castellano unterzeichnet. Das führt zum Ausscheiden Italiens aus den Kampfhandlungen.
  - Beginn der alliierten Invasion in Italien; zwei britische Divisionen landen bei nur geringem Widerstand auf dem italienischen Festland (Stiefel)
- 8. September: nach dem Waffenstillstand Italiens mit den Alliierten wird von der deutschen Wehrmacht der Plan zum Fall Achse umgesetzt, in dem alle italienischen Truppenverbände entwaffnet werden und Rom besetzt wird (September 1943 bis Juni 1944, s. u.). In deren Folge kam es u. a. zum Massaker in den Ardeatinischen Höhlen bei Rom.
- 9. September: Operation Avalanche: Landung der 5. US-Armee im Golf von Salerno
- Die Wehrmacht besetzt die noch nicht von den Alliierten befreiten Teile Italiens einschließlich der Hauptstadt Rom (nicht des Vatikanstaates)
- 12. September: im Unternehmen Eiche gelingt es deutschen Fallschirmjägern, Mussolini aus der italienischen Gefangenschaft am Gran Sasso in den Abruzzen zu befreien. Mussolini wird zunächst nach Ostpreußen, dann nach Schloss Hirschberg gebracht, um wenig später eine Marionetten-Regierung in Norditalien zu leiten (Republik von Salò) und damit nur noch scheinbar den Kampf Italiens als deutscher Verbündeter fortzusetzen
- 21./22. September: Massaker auf Kefalonia: nachdem sich die auf der griechischen Insel Kefalonia stationierten italienischen Soldaten ihrer Entwaffnung widersetzen, werden zwischen dem 18. und 23. September etwa 5000 gefangengenommene Italiener von deutschen Gebirgsjägertruppen erschossen (Kriegsverbrechen)
- 23. September (bis zum 25. April 1945): Die vom NS-Staat abhängige Italienische Sozialrepublik (auch italienisch Repubblica Sociale Italiana – RSI, Republik von Salò). Regierungssitz war Salò am Gardasee bzw. ab 1944 Mailand mit dem pro forma-Staatschef B. Mussolini.
- 27. September: Beginn des als die Vier Tage von Neapel bezeichneten Aufstands der Zivilbevölkerung bis zum 30. September, in dem sie sich selbst von der Besatzung deutsche Truppen kurz vor den heranrückenden alliierten Truppen befreite.
- 29. September: ein zweiter alliierter-italienischer Waffenstillstand von Malta wird an Bord der Nelson von den Generälen Dwight D. Eisenhower und Pietro Badoglio unterzeichnet, auch ital. Armistizio lungo. Er erweiterte den vom 3. September.
- Die Täuschungs-Operation Fortitude (North/South) beginnt (getrennt für Norwegen und die Kanalküste mit General Patton als alliiertem OB) ab Herbst 1943 bis hin zur Scheininvasion am Pas de Calais am 5. Juni 1944
- 1. Oktober: Einnahme von Neapel (5. US-Armee)
  - danach: Rückzug der deutschen Truppen bis auf die Gustavlinie, ungefähr 100 Kilometer südlich von Rom, über die Volturno-, Barbara- und Bernhardt-Line
- 5. Oktober: ganz Korsika ist befreit (ab 11. November 1942 gab es zunächst eine italienische und später auch deutsche Besatzung), damit war die Befreiung Europas vom Süden her an das Festland Frankreichs herangerückt
- 13. Oktober: Kriegserklärung Italiens – die Regierung Badoglio erklärt, als eine damit erfüllte Waffenstillstandsbedingung, dem Deutschen Reich den Krieg, an der Seite der offiziellen italienischen Verbände operiert eine kampfstarke Partisanenarmee von 256.000 Frauen und Männern, die 1944 mit ihren Kampfhandlungen etwa zehn Wehrmacht-Divisionen binden
- 16. Oktober: deutsche Truppen (Beteiligung der Wehrmacht fragl.? Unter dem Kommando von Theodor Dannecker) nehmen in einer Razzia über 1000 jüdische Bewohner von Rom gefangen und deportieren sie am 18. in das Konzentrationslager Auschwitz-Birkenau (Nur 16 dieser 1023 italienischen gefangenen Juden werden das Kriegsende erleben)
- 26. Oktober: der Shetland Bus, statt mit Fischerbooten fahren erstmals die drei umgebauten amerikanischen U-Boot-Jäger Hessa, Hitra und Vigra unter norwegischem Kommando die Route
- 30. Oktober: die Außenminister der drei führenden Alliierten beschließen die Moskauer Deklaration über die Grundlagen ihrer weiteren Zusammenarbeit
- 18. November: britische Luftverbände bombardieren Lund in Schweden
- ab 18. November: die abschließenden Luftangriffe auf Berlin beginnen
- Dezember 1943 bis Juli/August 1944: Einrichtung der Abwehrstelle Arras (kurz Abwehr Arras oder Ast Arras, auch 430) der militärischen deutschen Abwehr in Arras, Département Pas-de-Calais, zur Sicherung der V1-Flugbomben-Abschuss-Stellen und zum Begleitschutz der Flugkörperteile dorthin (V1 = Fieseler Fi 103; s.a.: Vergeltungswaffe)
- Im Dezember überträgt US-Präsident Roosevelt General Eisenhower das Amt des Supreme Allied Commander in Europe (dt. etwa OB Europa), SHAEF. Er bezog Thatched House Lodge im Richmond Park als Quartier südwestlich von London für die Zeit bis Mai 1945. Das HQ steht ab März 1944 nahe im Camp Griffiss im Bushy Park.
- 20. bis 28. Dezember: Schlacht um Ortona, auch „Italienisches Stalingrad“ genannt, um den für den Nachschub wichtigen Tiefwasserhafen an der Ostküste (deutsches Fallschirmjägerreg. 3 der 1. Division und kanadische 1. Infanteriedivision)
- ab 24. Dezember: Dnepr-Karpaten-Operation der Roten Armee (bis 17. April 1944)

#### Kriegsereignisse 1943 in Asien und dem Pazifik

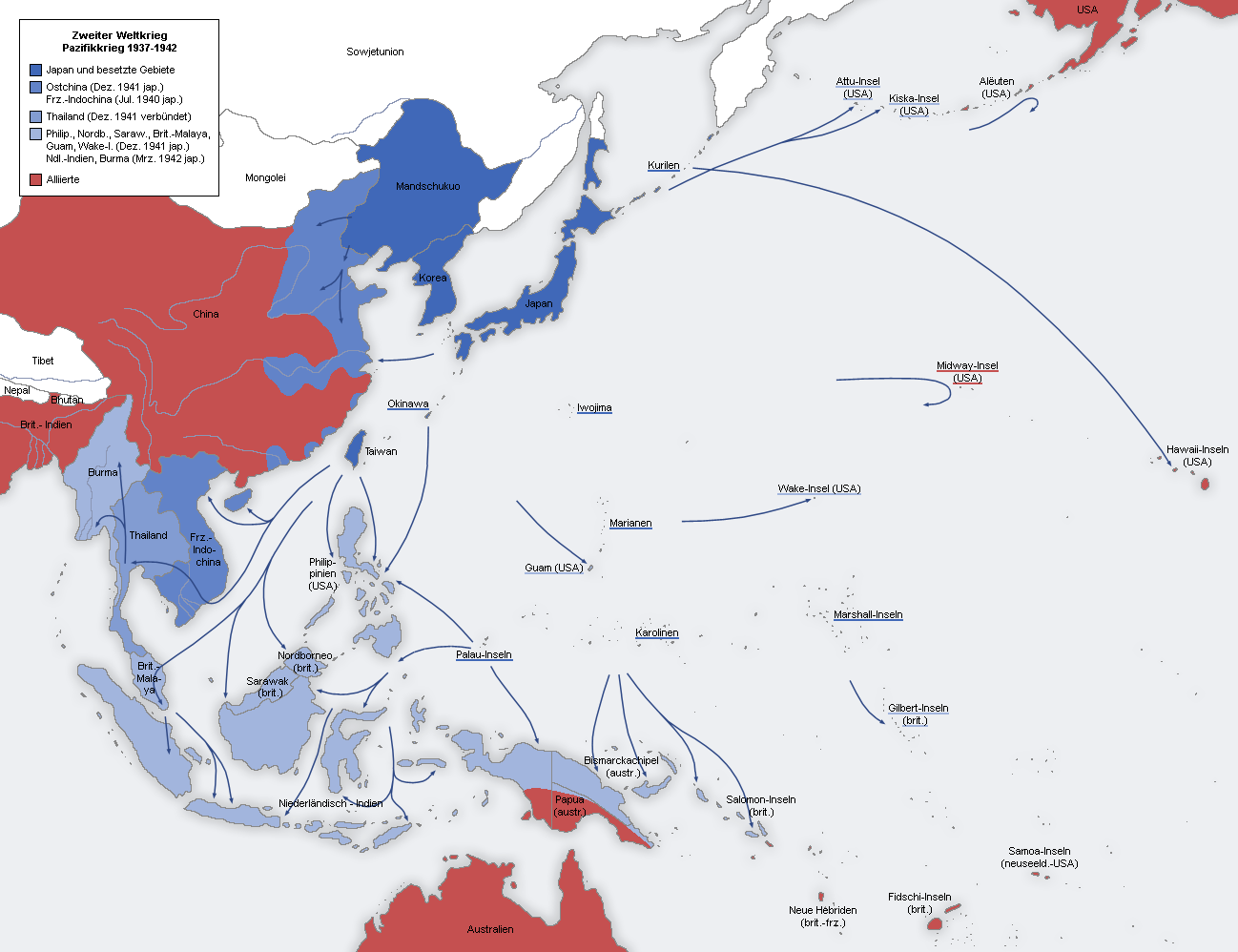
Pazifikkrieg 1937–1942

- 29. Januar: die Schlacht um die Nördlichen Salomonen beginnt mit der Schlacht bei Rennell Island
- 8. Februar: nach Abzug der Japaner ist Guadalcanal in amerikanischer Hand
- 25. Februar: erster der RENO-Pläne General MacArthurs zur Rückeroberung der Philippinen wird vorgelegt
- Im Februar besetzen japanische Truppen Kwangtschouwan (Guangzhouwan), ein französisches Pachtgebiet. Es unterstand als Territoire de Kouang-Tchéou-Wan dem Gouverneur von Französisch-Indochina (Vietnam). Es liegt im Bereich einer Bucht des Chin. Meeres auf der südchinesischen Halbinsel Leizhou (nördlich der Insel Hainan).
- 2. März: die Flugzeuge der Royal Australian Air Force und der US-Navy gewinnen die Schlacht in der Bismarcksee, die bis zum 4. März andauert, damit wird eine Nachschublieferung von rund 7000 japanischen Soldaten nach Neuguinea verhindert
- 27. März: Seeschlacht bei den Komandorski-Inseln zum Abfangen eines japanischen Nachschubkonvois für die Truppen auf den Aleuten
- 18. April: der japanische Admiral Yamamoto Isoroku wird beim Anflug auf Bougainville mit seinem Flugzeug abgeschossen (auf den Salomonen, der Planer des Angriffs auf Pearl Harbour)
- 12. Mai: auf dem chinesischen Festland beginnt die Schlacht um West-Hubei, sie endet am 3. Juni mit einem Sieg der chinesischen Revolutionsarmee
- Mai: US-Truppen erobern die Insel Attu – westliche Insel der Aleuten, südwestlich von Alaska (Teil der Schlacht um die Aleuten seit 6. Juni 1942)
- 20. Juni bis 25. August: Schlacht um New Georgia
- 21. Juni: während der Rückeroberung der Salomonen beginnt die amerikanische Armee die Taktik des Inselspringens
- 30. Juni: Beginn der Operation Cartwheel (Rabaul, Neubritannien; Teil der Schlacht um Neuguinea)
- 30. Juni: Start der Operation Cartwheel zur Isolierung Rabauls
- 5. Juli: Schlacht im Kula-Golf der Salomonen
  - 6. August: Schlacht im Vella-Golf der Salomonen
  - 17. August: Schlacht vor Horaniu bei Vella Lavella in den Salomonen
- 15. August: US-Truppen landen auf der geräumten Insel Kiska – eine der westlichen Inseln der Aleuten, südwestlich von Alaska. Ende der Schlacht um die Aleuten seit 6. Juni 1942
- September: Die bis dahin neutrale portugiesische Kolonie Macau, Stadt und Hafen auf einer Halbinsel Chinas, kommt unter ein japanisches Protektorat. Es kommt mehrfach zur amerik. Bombardierung von Treibstoff-Lagern.
- 4. September: Neuguinea ist in alliierter Hand
- 6. Oktober: Schlacht bei Vella Lavella (bis zum 7. Oktober)
- 21. Oktober: Der Inder Chandra Bose gründet unter japanischem Schutz eine indische Exilregierung unter dem Namen Azad Hind (Freies Indien)
- 1. November: US-Marines landen bei Bougainville in den Salomonen
- 2. November:
  - die Seeschlacht bei der Kaiserin-Augusta-Bucht beginnt
  - Einnahme der chinesischen Stadt Changde, Provinz Hunan (früher Langzhou) durch die Japaner, in der folgenden Schlacht um Changde bis zum 20. Dezember wieder zurückerobert
- 20. November – 24. November: Die Amerikaner erobern in der Schlacht um die Gilbert-Inseln den Archipel
- 26. November: nach der Schlacht bei Kap St. George befinden sich die Salomonen komplett in amerikanischer Hand
- 26. Dezember: Landung am Kap Gloucester im Westteil von Neubritannien

### 1944
Das Kriegsjahr 1944 ist vor allem durch wichtige Erfolge der Alliierten gekennzeichnet: Im Januar wird der Belagerungsring um Leningrad aufgebrochen. Im Westen gelingt die Invasion in die Normandie; Paris wird befreit. Im Osten gelingt es der Roten Armee die Heeresgruppen Mitte und Süd entscheidend zurückzuwerfen. Erst in Ostpreußen kommt die Offensive im Oktober vorübergehend zum Stehen. In Italien gelangen die Alliierten bis nördlich einer Linie Rimini-Rom voran. Allein in Asien führt eine japanische Offensive in China zu einer Landverbindung nach Indochina und damit zu einem Teilerfolg der Achsenmächte. Aber im Oktober gelingen die Rückeroberung der Philippinen und die Vernichtung der kaiserlich japanischen Marine.
(Für dieses Jahr wurde eine zusätzliche Unterteilung für die Kriegsschauplätze in Ost- und Westeuropa vorgenommen).

#### Kriegsereignisse 1944 in Osteuropa
- 14. Januar: Beginn des erfolgreichen sowjetischen Angriffs auf den deutschen Belagerungsring um Leningrad, die Leningrad-Nowgoroder Operation, (bis zum 1. März; Unteroperationen: Krasnoseljsk – Ropschaer, Nowgorod – Lugaer, Kingissepp – Gdower und die Staraja Russa – Noworschewer Operation)
  - die Sowjetunion setzt nach: ihre Frühjahrsoffensive bringt weitere Gebietsgewinne und die Wehrmacht zieht sich bis zum Peipussee zurück
- 7. – 27. Februar: eine Serie sowjetischer Luftangriffe auf Helsinki mit über 2000 Bombern (6./7., 16./17., 26./27. Febr.). Sie wurden mit Angriffen auf Flugplätzen bei Leningrad beantwortet.
- 22. Februar: sowjetische Bombardierung von Stockholm (ca. 30 Bomben, Grund blieb unbekannt)
- 2. März: Kugel-Erlass des OKW, Geheimbefehl zur Erschießung (Kriegsverbrechen) von aus deutschen Kriegsgefangenenlagern (Stalag, Oflag) entwichenen Offizieren durch den SD/SS (nicht generell bei wiederergriffenen Offizieren der britischen und amerikanischen Streitkräfte)
- Im März: Beginn der bis Sommer 1944 anhaltenden Heu-Aktion. Dabei wurden 30.000 bis 50.000 zehn- bis fünfzehnjährige Kinder aus Osteuropa nach Deutschland verschleppt, um als Zwangsarbeiter eingesetzt zu werden.
- 12. bis 19. März: im Wehrmacht-Konzentrationslager Osaritschi für 40.000 so genannte arbeitsunfähige Zivilisten (südlich der weißrussischen Stadt Bobrujsk) werden unter Beteiligung des Sonderkommandos 7a der Einsatzgruppe B durch die 9. Armee in nur einer Woche mindestens 9000 Menschen ermordet. Nicht nur auf dem Transport, sondern auch nach erfolgter Internierung schossen die Wachmannschaften der 35. Infanterie-Division oft beim geringsten Anlass oder ganz ohne Grund, auch auf Kinder. Nach weißrussischen Quellen kann es dort insgesamt 20.000 Todesopfer gegeben haben.
- 19. März: Unternehmen Margarethe, Besetzung des bis dahin verbündeten Ungarns durch deutsche Truppen
- 8. April: Beginn der Schlacht um die Krim
- 25. April: Beginn der Braunschweig Offensive der SS-Verbände in Kroatien
- 12. Mai:
  - Die Halbinsel Krim mit großen Häfen usw. ist wieder in sowjetischer Hand.
  - Die US-Luftwaffe beginnt mit den Luftangriffen auf die Leuna-Werke und auf Brüx (Most), ihre Treibstoffensive gegen die Industrieanlagen zur Herstellung von synthetischem Treibstoff.
- 9. Juni: die Offensive an der finnischen Front auf der Karelischen Landenge, die Wyborg-Petrosawodsker Operation, beginnt (bis 9. August), Ende Juni kommt dieser Angriff auf Höhe der alten Grenze von 1940 zum Halt
- 22. Juni: Operation Bagration, auch Großoffensive im Raum Witebsk-Orscha – Beginn der Zerschlagung der Heeresgruppe Mitte, wodurch die Rote Armee bis kurz vor Warschau und Ostpreußen gelangt, am 3. Juli wird Minsk von der sowjetischen Armee zurückerobert, 100.000 deutsche Soldaten geraten in Gefangenschaft
- 25. Juni: Schlacht von Tali-Ihantala zwischen Streitkräften der Sowjetunion und den von Deutschland unterstützten finnischen Truppen
- 26. Juni: Ryti-Ribbentrop-Einverständniserklärung, Militärbündnis zwischen der Republik Finnland und dem Deutschen Reich
- 3. Juli: Die Rote Armee erobert Minsk zurück.
- 13. Juli 1944 bis 29. August: Offensive der 1. Ukrainischen Front der Roten Armee: Lwiw-Sandomierz-Operation, bestehend aus drei Unteroperationen: Lwiwer, die Stanislawower und die Sandomierzer Operation; wichtigste Resultate waren die Zerschlagung großer Truppenteile der Heeresgruppe Süd im Kessel von Brody, die Eroberung der westlichen Ukraine und der südöstlichen Gebiete Polens, die Weichsel wird erreicht
- 17. Juli: 57.000 deutsche Kriegsgefangene werden durch Moskau in die Gefangenschaft geführt.
- 23. Juli: Das KZ Majdanek (in Vorort von Lublin) wird als erstes der deutschen Vernichtungslager durch alliierte Truppen, hier der Roten Armee, befreit, es folgen international beachtete Presseberichte.
- 24. Juli: Rückzug der deutschen Truppen aus dem Narva-Brückenkopf
- Anfang August: Bildung eines sowj. Brückenkopfs an der Weichsel bei Sandomir
- 1. August: Der Warschauer Aufstand der Polnischen Heimatarmee beginnt, am 2. Oktober, nach 64 Tagen – ohne Unterstützung durch die sowjetische Armee – kapituliert das Oberkommando der Polnischen Heimatarmee.
- 5. August:
  - Ein alliierter Luftangriff auf Magdeburg tötet 683 Menschen.
  - Im Schwarzen Meer versenkt das sowjetische U-Boot SC-215 das MS Mefküre, die über dreihundert jüdische Flüchtlinge an Bord hat. Das Schiff fuhr unter türkischer Registrierung und führte die neutralen Fahnen der Republik Türkei sowie des Roten Kreuzes. Es fuhr im Konvoi mit den Schiffen Bulbul und Morina, von denen jedes mit über 300 Passagieren unterwegs war. Es gab elf Überlebende.
- 16. bis 20. August: Im Unternehmen Doppelkopf gelingt es der deutschen 3. Panzerarmee, die Landverbindung zwischen den Heeresgruppen Mitte und Nord zeitweilig wiederherzustellen
- 18. August: Die Rote Armee erreicht die Grenze Ostpreußens.
- 20. August: Operation Jassy-Kischinew: die 2. und 3. Ukrainische Front der Roten Armee beginnen mit etwa 900.000 Soldaten eine Sommeroffensive gegen die Heeresgruppe Südukraine in Rumänien.
- 23. August: König Michael von Rumänien erklärt einen Waffenstillstand mit der Sowjetunion (Königlicher Staatsstreich in Rumänien 1944), wenig später tritt Rumänien in den Krieg gegen Deutschland ein, nachdem die Luftwaffe am 23. und 24. Bukarest bombardiert hat, dieser Frontwechsel war bereits mehrere Monate zuvor in Verhandlungen mit den alliierten Mächten geplant worden. Die Sowjetunion besetzt das Land.
- Rückzug der deutschen Wehrmacht aus Griechenland
- 26./27. August: erster Bombenangriff auf Königsberg durch britische Bomber
- 29./30. August: Beim zweiten Nachtangriff auf Königsberg wird die Innenstadt fast vollständig zerstört.
- 29. August: Der Slowakische Nationalaufstand bricht aus. Am 27. Oktober wird er blutig niedergeschlagen.
- 2. September: Finnland verlangt von Deutschland die Räumung seines Territoriums, Beginn des so genannte Lapplandkriegs am 19. September. Finnland wurde im Waffenstillstand mit Moskau verpflichtet, die bisher verbündeten deutschen Truppen mit militärischen Mitteln innerhalb von 14 Tagen zu vertreiben. Da diese Frist nicht eingehalten werden konnte, entstand ein Scheinkrieg. Durch ein Feuer, ausgelöst durch die Explosion eines Munitionszuges, brannte dabei die Stadt Rovaniemi restlos nieder. Die Kampfhandlungen zogen sich bis zum Frühling 1945 hin. Die deutschen Truppen zogen sich dabei nach Norden zurück, um nach Norwegen zu entkommen. Der letzte besetzte Ort Finnlands war am 27. April geräumt, das Dorf Kilpisjärvi.
- 3. September: Die 20. Gebirgsarmee leitet das Unternehmen Birke, die Absetzbewegung in Finnland, ein
- 5. September: Die Rote Armee nimmt Bulgarien ein; Bulgarien erklärt Deutschland den Krieg, dem folgt am 9. September dort ein kommunistischer Staatsstreich.
- 14./15. September: Die Wehrmacht versucht im Unternehmen Tanne Ost vergeblich, die finnische Insel Hogland zu besetzen.
- 16. September bis 24. November: In der Baltischen Operation der Roten Armee gerät das Baltikum wieder weitgehend unter die Kontrolle der Sowjetunion, die deutsche Heeresgruppe Nord wird im Kurland-Kessel abgeschnitten und muss über die Ostsee versorgt werden.
- 19. September: Finnland muss im Waffenstillstand das Gebiet von Petsamo an die Sowjetunion abtreten.
- 1. Oktober: Truppen der Roten Armee betreten zum ersten Mal jugoslawisches Gebiet.
- 2. Oktober: Der Warschauer Aufstand endet mit der Kapitulation der Polnischen Heimatarmee, die sich der Londoner Exilregierung unterordnete, und der fast völligen Zerstörung der Stadt durch die Deutschen
- 6. Oktober: Beginn der Debrecener Operation der verbündeten sowjetischen und rumänischen Truppen gegen die deutsch-ungarische Heeresgruppe Süd
- 7. Oktober: Im deutschen KZ Auschwitz-Birkenau findet ein Aufstand des jüdischen Sonderkommandos (die Häftlinge, die die Gaskammern und Krematorien bedienen mussten) statt, weibliche Gefangene hatten Sprengstoff von ihrer Zwangsarbeit in einer Waffenfabrik her eingeschmuggelt und das Krematorium IV wurde damit teilweise zerstört.
- 10. Oktober: Die Rote Armee erreicht die deutsche Grenze in Ostpreußen.
- 7. bis 29. Oktober: in der Petsamo-Kirkenes-Operation erobert die Rote Armee die deutschen Stützpunkte in Nordfinnland.
- 13. Oktober:
  - Im Nordosten zieht sich die Heeresgruppe Nord aus Riga nach Kurland zurück.
  - Britische Einheiten rücken in Athen ein.
- 15. Oktober:
  - von Deutschland unterstützter Staatsstreich der Pfeilkreuzler in Ungarn: Reichsverweser/Diktator Miklós Horthy wird im Unternehmen Panzerfaust von SS-Truppen unter dem Befehl von Skorzeny im Budapester Burgpalast verhaftet und zur Abdankung gezwungen, indem ihm die Erschießung seines Sohnes angedroht wurde.
  - In Ostpreußen kommt die Offensive der Sowjetunion im Oktober nach anfänglichen Erfolgen zum Stehen.
- 19. Oktober: Die von Adolf Hitler befohlene Zerstörung Warschaus beginnt.
- 20. Oktober: Sowjetische Einheiten und jugoslawische Partisanen unter Josip Broz Tito erobern im Zuge der Belgrader Operation die Hauptstadt Belgrad.
- 21. Oktober: Massaker von Nemmersdorf: Die Rote Armee erobert für wenige Stunden das Dorf Nemmersdorf und erschießt dort mindestens 23 Zivilpersonen, in der Mehrzahl Frauen und Kinder, dies gilt als das erste dokumentierte Verbrechen der Roten Armee auf deutschem Boden.
- 24. November: Das unbewaffnete schwedische Passagierschiff Hansa wird in der Ostsee vor der Insel Gotland ohne Vorwarnung von einem sowjetischen U-Boot versenkt, 84 Zivilisten sterben
- 25. Dezember: Schlacht um Budapest, es ist vollständig von der Roten Armee eingeschlossen

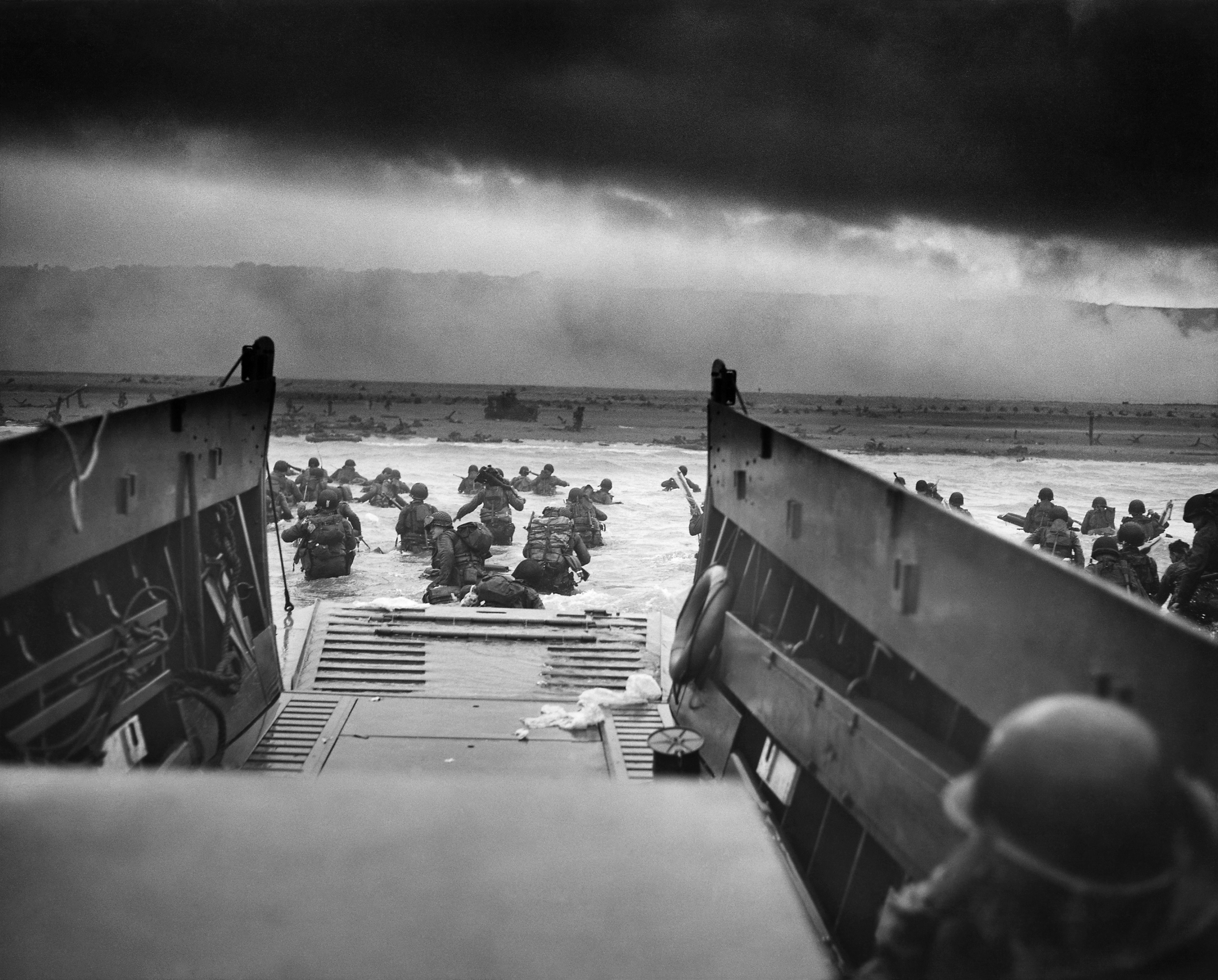
Fototitel: Into the Jaws of Death am D-Day, die Landung in der Normandie

#### Kriegsereignisse 1944 in Westeuropa
- Januar: In Irland findet das erste großangelegte Übungsmanöver (Duck) für die Operation-Neptune-Invasion statt.
- 1. Januar: Generalfeldmarschall Erwin Rommel wird neuer Oberbefehlshaber der Heeresgruppe B.
- 2. Januar: schwerer Luftangriff der britischen Luftwaffe auf Berlin
- 21./22. Januar: Beginn des Unternehmens Steinbock der Luftwaffe, das bis zum 29. Mai wieder eine Verschärfung der Luftangriffe auf London und andere englische Städte zur Folge hat (s. u.)
- 22. Januar: Schlacht von Anzio (englisch Operation Shingle): Alliierte Verbände landen in Italien südlich von Rom überraschend im Rücken der deutschen Frontlinie und bilden dort einen Brückenkopf
- Januar: Der Ausbau von Lajes Field auf der Azoren-Insel Terceira ist abgeschlossen. Wichtiger Flugzeug-Nachschubweg der USA im Atlantik (Nutzung seit 2. Dezember 1943).
- 30. Januar bis 8. Februar: Bei der Konferenz von Brazzaville trafen sich De Gaulle und weitere Vertreter des France Libre mit 20 Gouverneuren aus den afrikanischen Kolonien Frankreichs. In der Deklaration von Brazzaville wurden u. a. die Ziele formuliert: parlamentarische Beteiligung, den öffentlichen Dienst für die indigene Bevölkerung zu öffnen, Abschaffung der Zwangsarbeit.
- 8. Februar: Die alliierten Planungen zur Operation Overlord, der Landung in Nordfrankreich, sind abgeschlossen
- 13. Februar: In der Bucht von Hustadvika wird der Hurtigruten-Passagierdampfer Irma durch zwei Motortorpedoboote der norwegischen Marine versenkt; 61 Menschen sterben.
- 15. Februar: Schlacht um Monte Cassino um das Bergkloster Monte Cassino – Schlussoffensive 11. bis 18. Mai
- 22. Februar: Bombardement der niederländischen Stadt Nimwegen durch amerikanische Flugzeuge; etwa 800 Todesopfer, der Angriff hatte die deutsche Stadt Kleve zum Ziel
- 18. März: Bei einem Luftangriff der Alliierten auf Innenstadt von Frankfurt am Main brennt u. a. die Paulskirche aus
- 22. März: Ein weiterer schwerer Bombenangriff auf Frankfurt am Main löscht die historische Altstadt aus; unter anderem wird die Katharinenkirche zerstört, 1001 Menschen sterben.
- 24. März: auf Befehl des SS-Polizeichefs von Rom H. Kappler ermorden 80 bis 90 SS-Männer beim Massaker in den Ardeatinischen Höhlen 335 Geiseln (322 der Opfer konnten identifiziert werden, als Täter werden u. a. 1947/48 Generalfeldmarschall Kesselring, SS-Obersturmbannführer Kappler, Generalleutnant Mälzer und Generaloberst Eberhard von Mackensen wegen Geiselerschießungen verurteilt)
- 26./27. März: Massaker auf dem Plateau des Glières in den Savoier Alpen nordöstlich von Annecy und Thônes – nach Kämpfen seit Januar – durch Verbände der 157. Reserve-Gebirgsdivision, und der französischen Vichy-Miliz.
- 1. April: US-Flugzeuge bombardieren unabsichtlich die Stadt Schaffhausen in der Schweiz.
- 2. April: Beim Massaker von Ascq werden durch Angehörige der 12. SS-Panzer-Division „Hitlerjugend“ 86 Zivilisten ermordet.
- 27./28. April: Ca. 1000 alliierte Tote bei einer Landungsübung in Devon, Exercise Tiger, durch friendly fire und einem deutschen Schnellbootangriff aus Cherbourg darauf. (Das Slapton Sands-Memorial erinnert daran. Die Übung liefert wichtige Informationen zur Vorbereitung der Landung vier Wochen später.)
- 12. Mai: In Italien beginnt der Vorstoß alliierter Truppen auf Rom.
- 12. Mai: Beginn der Alliierten Luftoffensive auf die deutsche Treibstoffindustrie
- 18. Mai: Das 2. polnische Korps unter Führung von General Władysław Anders nimmt nach massiven alliierten Verlusten den Monte Cassino ein. Direkt danach beginnt der weitere Vormarsch auf das noch besetzte Rom (Kesselring).
- 25. Mai: Die alliierten Kräfte vereinen ihre beiden Fronten in Italien und drängen die deutschen Truppen auf die „Grüne Linie“ zwischen La Spezia und Rimini zurück.
- 21. Januar bis 29. Mai: Unternehmen Steinbock, die Bombardierung Londons und englischer Häfen (von den Briten im Nachhinein auch als Baby Blitz bezeichnet), wird nach Verlustquoten bis 10 Prozent eingestellt.
- 4. Juni: Das besetzte Rom wird widerstandslos verlassen/befreit. Generalfeldmarschall Albert Kesselring, Oberbefehlshaber der deutschen 10. Armee in Italien, lehnt es ab, in der „ewigen Stadt“ zu kämpfen. Er erklärt es zur offenen Stadt. Zieht bis auf eine Nachhut seine Truppen ab. Truppen der 5. US-Armee können kampflos die Stadt einnehmen.
- 5. Juni: Die Luftlandeoperation Tonga gehört zur Vorbereitung der Invasion in Nordfrankreich, u. a. Einnahme der für Nachschub wichtigen Pegasusbrücke (bis 1944 Bénouville-Brücke) und der Horsabrücke südlich vom Strandabschnitt Sword bei Ranville/Caen
- 6. Juni: D-Day für die Operation Overlord (Deckname für die alliierte Befreiung Nordfrankreichs), die westlichen Alliierten landen in der Normandie (die Landung selbst verläuft unter dem Codenamen Operation Neptune) und errichten einen schnell ausgeweiteten Brückenkopf, um den in den nächsten Wochen erbittert gekämpft wird, die Operation fußt auf ab 1941 ausgearbeiteten Invasionsplänen, die ab 1943 durch den britischen General Frederick E. Morgan in konkreter Form erarbeitet worden waren.
- 8. bis 15. Juni: Schlacht um Carentan zur Verbindung der amerikanischen Brückenköpfe Utah Beach und Omaha Beach
- die Kämpfe im britisch-kanadischen Sektor (Sword – (GB), Juno – (Ca), Gold Beach (GB)) sind als Schlacht um Caen bekannt oder englisch
  - Battle for Caen; einzelne Operationsnamen im Zusammenhang damit (Juni–Aug. 1944) sind: die Operation Perch (9. bis 14. Juni, s. u.); Epsom (25. bis 30. Juni), Windsor (4. bis 5. Juli), Charnwood (7. bis 9. Juli), Jupiter (10. bis 11. Juli), Goodwood (18. bis 20. Juli), Spring (25. bis 27. Juli), Bluecoat (30. Juli bis 7. August), das deutsche Unternehmen Lüttich (Gegenangriff, 6. bis 8. August), Totalize (7. bis 10. August), Tractable (14. bis 15. August) und die Schlusskämpfe in der Falaise Pocket, dem Kessel von Falaise (16. bis 20. August, s. u.).
- 9. Juni: Resistance-Kämpfer riegeln ein Gebiet bei Grenoble östlich der Rhone ab, das ab 3. Juli als erste befreite Zone innerhalb Frankreichs gilt – (Partisanen-)République du Vercors. Von der Wehrmacht ab 21. Juli zurückerobert (Aktion Bettina, siehe dort).
- 10. Juni:
  - Massaker von Oradour in Oradour-sur-Glane bei Limoges, die 3. Kompanie des SS-Panzergrenadier-Regiments 4 „Der Führer“ ermordet fast alle Einwohner (642 Personen) des Dorfes, angeblich als Repressalie, und zerstört die ganze Ortschaft
  - Massaker von Distomo (218 Opfer der 4. SS-Polizei-Panzergrenadier-Division) bei Delphi, Griechenland
- 12. Juni: Die deutsche Luftwaffe beschießt erstmals London mit V 1-Raketen (Fi 103).
- 13. Juni: Bei dem Panzergefecht bei Villers-Bocage kam es zu Verlusten der im Rahmen der Operation Perch vorrückenden britischen Panzerstreitkräften und angreifenden Tiger-Panzern der SS.
- 17. Juni:
  - Beginn der Schlacht um Cherbourg durch Luftangriffe und Beschießung der Stadt und der Festung. Am 21. beginnt die Texas mit der Artillerieunterstützung.
  - Das seit 10. Mai 1940 von britischen bzw. seit 1941 von U.S.-amerikanischen Truppen besetzte dänische Gebiet Island erklärt sich zur selbständigen Demokratischen Republik (isländisch Lýðveldið Ísland). Dänemark steht zu diesem Zeitpunkt noch unter deutscher Besatzung.
- 25. Juni: Opération Zebra, zur Unterstützung der Résistance intérieure française mit Waffen fliegen die Alliierten von Italien aus tagsüber mit ca. 200 Bombern Fallschirm-Container mit Waffen zu vier Stützpunkten des Maquis. Ähnlich wieder am 14. Juli.
- 26. Juni: Einnahme des Hafens Cherbourg nach einer deutschen Teilkapitulation
- 19. Juli: Caen wird vollständig von den Alliierten eingenommen – siehe oben ab 8. Juni Schlacht um Caen
- 20. Juli: Das Attentat des 20. Juli durch Claus Graf Schenk von Stauffenberg auf Hitler und der damit verbundene Militär-Putsch („Unternehmen Walküre“) misslingen vollständig (Attentat auf Hitler im Hauptquartier Wolfsschanze bei Rastenburg in Ostpreußen).
  - 200 Personen aus dem Kreis der Verschwörer werden in den nächsten Tagen und Wochen deshalb hingerichtet (darunter 20 Generäle, 26 Oberste, Diplomaten, ein Minister, der Chef des Reichskriminalpolizeiamts; Oberpräsidenten, Polizeipräsidenten und Regierungspräsidenten)
- 25. Juli: Operation Cobra: In der Normandie unternehmen die US-Amerikaner im Raum Saint-Lô einen Ausbruchsversuch aus ihrem Brückenkopf-Sektor, der in den Folgetagen im Westen zur Abschnürung der Cotentin-Halbinsel bis nach Avranches führt.
- 31. Juli: Nach der Panzerschlacht von Avranches gelingt ihnen der Durchbruch durch die deutsche Westfront.
- 6. August: Unternehmen Lüttich: Die Deutschen unter dem leitenden OB West, Generalfeldmarschall Günther von Kluge, beginnen einen Gegenangriff bei Mortain, das Unternehmen wird schon nach zwei Tagen wieder gestoppt – siehe oben unter Schlacht um Caen
- 12. bis 21. August: Ein großer Teil der deutschen Truppen in der Normandie wird im Kessel von Falaise aufgerieben.
- 12. August: Vier Kompanien der Waffen-SS erschießen nach Partisanenangriffen fast alle Bewohner des italienischen Dorfs Sant’Anna di Stazzema; 560 Opfer, darunter überwiegend Frauen und 116 Kinder.
- 12. August: Mit der Operation PLUTO (Pipe-Lines Under The Ocean) gelingt es den Verbündeten, eine 130 Kilometer lange unterseeisch verlaufende Kraftstoff-Pipeline zwischen der Isle of Wight und Cherbourg zu verlegen. Im Oktober 1944 folgte eine Pipeline von Dungeness nach Cherbourg und noch später eine durch die Straße von Dover.
- Alliierte Luftkriegsplanungen: Operation Thunderclap (so nicht umgesetzt)
- 15. August: mit Operation Dragoon beginnt eine zweite Invasion in Südfrankreich an der Côte d’Azur zwischen Toulon und Cannes, die Franzosen und US-Amerikaner können ohne entscheidenden Widerstand zügig in das Landesinnere vorstoßen
- 17. August: Nach heftigen Bombardierungen Saint-Malos kapituliert der Stadtkommandant Oberst Aulock.
- 22. August:
  - Grenoble wird von den deutschen Truppen geräumt und gemeinsam vom Maquis de l'Oisans und amerikanischen Truppen befreit.
  - Die Verhaftungswelle Aktion Gitter wird im gesamten Reich von der Gestapo gestartet; dabei werden viele ehemalige politische Gegner verhaftet und interniert.
- 25. August: Beginn der Befreiung von Paris
  - Der deutsche Stadtkommandant General Dietrich von Choltitz verweigert Hitlers Befehl, die Stadt zu zerstören und ergibt sich mit seinen Truppen kampflos.
  - Die Alliierten überdehnen bei ihrem schnellen Vorstoß zum deutschen Westwall ihre Versorgungslinien, der Aufbau neuer Nachschubwege gelingt durch den Red Ball Express. Vom 25. August bis 16. November der Codename für die Versorgungsfahrten für den militär. Nachschub (Munition, Treibstoff, Nahrung – Im Durchschnitt wurden weit mehr als 3 Millionen Liter Benzin pro Tag verbraucht!) mit ca. 6.000 Lkw über eine dafür abgesperrte Route von Cherbourg bis hinter die sich jeden Tag weiter entfernende Front jenseits von Paris. Diese Organisation und ihre Bedeutung zeigt auch den historischen Wandel zum ersten großen motorisierten Krieg – zugleich eine Weiterentwicklung der Overlord-Planung – abgelöst durch die Nutzungsmögl. des Hafens von Antwerpen. Die Streckenführung wurde u. a. durch Werkstätten und Ruhezonen für die Fahrer ergänzt.
  - bis zum 1. September deutscher Luftangriff auf Paris und mit Raketen (V1, V2) auf Nordfrankreich und London
- 28. August: In Marseille kapitulieren nach einwöchigem Kampf die Einheiten der Wehrmacht gegenüber französischen Truppen.
- 29. August: Französische und amerikanische Truppen halten in Paris eine Siegesparade ab.

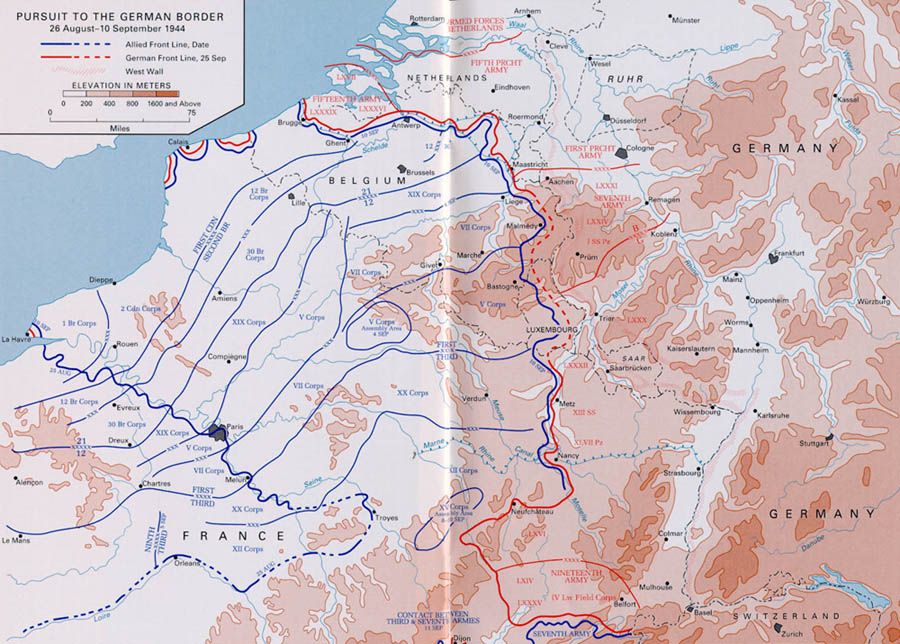
September 1944: Vorstoß der alliierten Armeen zur deutschen und niederländischen Grenze nach dem Fall von Paris

- Der südliche Teil der Niederlande wurde in der zweiten Hälfte des Jahres 1944 von den vorrückenden Alliierten befreit; der Norden des Landes erst am Kriegsende
- 1. / 2. September: In der Nacht werden 107 gefangengehaltene Mitglieder des französischen Spionagenetzes (Réseau, S.R.) Alliance durch SS-Angehörige im KZ Natzweiler-Struthof ermordet.
- 1. September: Die kanadische 2. Infanteriedivision (zwei Jahre früher am Dieppe-Raid beteiligt) marschiert kampflos in das aufgegebene Dieppe ein. Im Hafen von Dieppe landeten ab 7. September die alliierten Versorgungsschiffe.
- 3. September: Brüssel wird befreit.
- 4. September: Antwerpen wird befreit und britische Truppen besetzen es (weitere Orte in den Niederlanden werden zunächst nicht befreit – Dolle Dinsdag)
- ab 6. September: ca. 3200 deutsche Luftangriffe mit V2-Raketen auf Städte, vor allem auf London (1358) und Antwerpen (Belgien, 1610) bis März 1945
- 6. September: Bombereinheiten zerstören rund 80 Prozent der Innenstadt von Emden, der dortige U-Bootbau ist kaum betroffen.
- ab 10. September: Partisanenrepublik Ossola (italienisch Repubblica dell’Ossola) eine während 44 Tagen von Partisanen gegründete (eine von ca. 20 sich zeitweise behauptenden) Partisanenrepubliken oder „befreiten Zonen“, zona liberata, im Norden Italiens um Domodossola (bis 19. Oktober 1944; Teil der Resistenza in Italien gegen den Faschismus)
- 11. September: Amerikanische Einheiten überschreiten nordwestlich von Trier die deutsche Reichsgrenze.
- 11./12. September:
  - Luftangriff auf Darmstadt: Die Royal Air Force (RAF) erprobt erstmals die Taktik des Fächerangriffs.
  - Die sogenannte Luftschlacht über dem Erzgebirge (nach deutschen Angriffen auf die Bombenflugzeuge kämpfen die nachfolgende US-Jagdflugzeuge vom Typ Mustang).
- 12. September: Roetgen wird als erste Gemeinde auf deutschem Boden durch alliierte Streitkräfte besetzt.
- 12./13. September: insgesamt gab es 53 Nächte mit Luftangriffen auf Stuttgart, bei diesem durch die britische RAF auf die Altstadt werden 75 schwere Luftminen, 4.300 Sprengbomben und 180.000 Brandbomben abgeworfen. Dem anschließenden Feuersturm fallen mehr als 1000 Menschen zum Opfer
- 14. September: Maastricht (NL) wird von US-Truppen befreit
- 16. September: Generalmajor Elster ergibt sich mit 19.600 Mann auf der Loire-Brücke von Beaugency amerikanischen Truppen, Elster befehligte die Nachhut beim Rückzug deutscher Truppen aus Frankreich, sie waren größtenteils zu Fuß und kaum noch kampffähig, seine beispiellose Kapitulation führt zu einer Verurteilung durch ein deutsches Militärgericht.
- 17. September: Die 1. Polnische Panzerdivision befreit zusammen mit belgischen Widerstandskämpfern die Stadt Gent.
- 17. bis 27. September: bei der Luftlandeoperation Market Garden kämpft u. a. das II. SS-Panzerkorps gegen britische und amerikanische Einheiten um Arnheim. Das Überqueren des Rheins gelingt nicht.
- nach dem Verlust der Atlantikhäfen am Ärmelkanal (Schlacht um die Bretagne) setzt die deutsche Marine ihren U-Boot-Krieg von Norwegen aus fort
- 20. September: Von der britischen Regierung wurde in einem Kommuniqué die Bildung der Jüdischen Brigade (Jewish Brigade) innerhalb der 8. britisch Armee aus Freiwilligen des Mandatsgebiets in Palästina bekannt gegeben
- 25. September: Hitler ordnet die Aufstellung des paramilitärischen „Volkssturms“ aus Älteren, Jugendlichen und uk-Gestellten von 16 bis 60 Jahren an.
- 29. September: Die 1. Polnische Panzerdivision befreit die niederländische Stadt Breda nach zwei Tagen harter Kämpfe ohne Verluste unter den Zivilisten. Alle Soldaten der Division wurden dafür zu Ehrenbürgern der Stadt ernannt.
- Auf Anordnung von Prinz Bernhard und der niederländischen Exilregierung in London bestreikten im September 1944 viele niederländischen Eisenbahner den Bahnbetrieb und tauchten in den Untergrund ab, um den deutschen Nachschub lahmzulegen.
- September bis April 1945: Hongerwinter (deutsch Hungerwinter) gegen Ende der deutschen Besetzung der Niederlande, insbesondere während der Monate Oktober 1944 bis April 1945. Hauptsächlich betroffen war das dicht besiedelte Gebiet Holland der Niederlande. Eine deutsche Blockade verhinderte ab September 1944, dass diese Region mit Nahrung und Brennstoffen aus den ländlicheren Regionen versorgt wurde (Kriegsverbrechen). Von der Hungersnot, die im Oktober 1944 einsetzte, waren 4,5 Millionen Menschen betroffen, deren Lebensmittelversorgung bereits in den vorherigen Kriegsjahren einer Rationierung unterlegen war. Indirekt wird der vorgenannte Bahnstreik als Auslöser angesehen. Die Zahl der Menschen, die auf Grund dieser Hungersnot starben, wird heute auf 18.000 bis 22.000 geschätzt.
- 1. Oktober: im Massaker von Marzabotto ermorden Wehrmacht und SS über 800 Zivilisten nahe Bologna.
- 2. Oktober bis 8. November: Schlacht an der Scheldemündung (französisch: Bataille de l’Escaut, englisch Battle of the Scheldt) zur Öffnung des Hafens von Antwerpen für den alliierten Nachschubverkehr
- 5. Oktober: Luftangriff in Saarbrücken; es sterben 361 Menschen
- 6. Oktober: Beginn der Debrecener Operation der Roten Armee
- 7. Oktober: Beginn der Petsamo-Kirkenes-Operation der Roten Armee
- 7. Oktober: Kleve wird durch zwei britische Luftangriffe zu etwa 80 % zerstört, ebenso das etwa zehn Kilometer entfernt liegende Emmerich
- 15. Oktober: Luftangriff auf Braunschweig
- 18. Oktober:
  - Der erste schwere Luftangriff auf die Stadt Bonn verwüstet die Innenstadt.
  - Battaglia dei Bagni di Craveggia, Grenzzwischenfall um in die Schweiz geflohene italienische Partisanen (Onsernonetal)
- 21. Oktober: Schlacht um Aachen: Die Alliierten erobern mit Aachen die erste deutsche Großstadt und dringen an dieser Stelle erstmals durch den Westwall.
- 31. Oktober: Der Luftangriff auf die Gestapozentrale Aarhus wird mit 24 britischen Bombern geflogen.
- 6. November: britische Luftangriff auf Koblenz
- 8. November: Die am 2. Oktober begonnene Schlacht an der Scheldemündung ist zu Gunsten der kanadischen Streitkräfte entschieden, die deutsche Wehrmacht muss das Gebiet von Antwerpen bis zur Maas räumen.
- 12. November bis 19. Dezember: Kämpfe um Elsass und Lothringen
- 16. November: Bombardierung der rheinischen Städte Heinsberg, Jülich, Euskirchen und Düren im Rahmen der Operation Queen, dabei werden vor allem Euskirchen und Düren zerstört
- 22. November: Die US-Armee nimmt Metz ein.
- 23. November: Vorstoß auf und Befreiung von Straßburg durch US-Truppen und die französische 2e division blindée
- 25. November: Das brasilianische Expeditionskorps Força Expedicionária Brasileira in den Reihen der Alliierten eröffnet mit einem Angriff auf Stellungen der Wehrmacht bei Bologna die Schlacht von Monte Castello.
- 29. November: Die Wehrmacht räumt Shkodra; ganz Albanien ist befreit.
- 30. November: Beginn der Operation Elster, Infiltrationsversuch (Spionage, Diversion) gegen die USA, insbesondere das Manhattan-Projekt
- 4. Dezember: Luftangriff auf Heilbronn – 282 Lancaster-Bomber der RAF; dabei sterben 6500 Menschen
- 5. Dezember: Die gegen die griechische Volksbefreiungsarmee ELAS gerichtete militärische Intervention Großbritanniens in Griechenland beginnt.
- 16. Dezember 1944: Die deutsche Ardennenoffensive wird eingeleitet; sie soll das weitere Vorrücken der Alliierten verhindern.
- 17. Dezember: Eine Kampfgruppe der 1. SS-Panzer-Division Leibstandarte SS Adolf Hitler unter dem Kommando J. Peipers ermordet im Malmedy-Massaker US-amerikanische Kriegsgefangene.
- 24. Dezember: Der belgische Truppentransporter Léopoldville wird im Ärmelkanal vor Cherbourg von einem deutschen U-Boot versenkt, 736 Menschen sterben.

#### Kriegsereignisse 1944 in Asien und dem Pazifik
- 31. Januar bis Ende April: amerikanische Verbände beginnen die Schlacht um die Marshallinseln
- 3. Februar: US-amerikanischen Truppen siegen im Pazifik in der Schlacht um Kwajalein, mit dem Atoll der Marshallinseln wird erstmals in diesem Krieg eine japanisch verteidigte Insel innerhalb deren Hoheitsgebietes eingenommen
- 3.–24. Februar: Die Japaner führen in Arakan (Burma) die Operation Ha-gō durch, um von der Planung ihrer Operation U-gō weiter nördlich abzulenken.[19]:253
- 7. Februar: Kwajalein in den Marshallinseln fällt an die Amerikaner
- 17.–23. Februar: Operation Catchpole (Eroberung des Eniwetok-Atolls)
- 17.–18. Februar: Operation Hailstone (Angriff auf das Truk-Atoll)
- 23. Februar: Serie von Luftangriffen auf Tokio beginnt, bis zum 9. März werden 334 US-Bomber eingesetzt
- 29. Februar: amerikanische Einheiten landen auf den Admiralitätsinseln
- 8. März – 3. Juli: Die Japaner starten ihre Operation U-gō in Nordburma und Nordostindien, um dort bei Imphal (Manipur) den Durchbruch nach Britisch-Indien zu erzwingen.[20]:7 Die Operation endet für Japan in einer schmerzhaften Niederlage.[20]:88
  - 8. März – 3. Juli: Schlacht um Imphal
  - 4. April – 22. Juni: Schlacht um Kohima
- 19. April: Beginn der japanischen Offensive Operation Ichi-gō in Richtung Südostchina zur Öffnung einer Landverbindung nach Indochina und Einnahme der alliierten Luftwaffenstützpunkte (bis Dezember 1944)
- 5. Juni: 77 US-B-29 Superfortress Bomber greifen die Eisenbahnfabriken Japans in Bangkok an
- 15. Juni bis 10. August: amerikanische Streitkräfte erobern in der Schlacht um die Marianen-Inseln die seit dem Ersten Weltkrieg japanisch besetzten Inseln Saipan und Tinian; das US-Territorium Guam (war am 8. Dezember 1941 erobert worden). Auf Tinian entsteht danach die größte überseeische US-Militärflugbasis. (Von der Insel starteten auch die B-29-Bomber Enola Gay und Bockscar mit den Atombomben nach Hiroshima und Nagasaki – 6. u. 9. August 1945)
- 15. Juni: von chinesischen Stützpunkten aus fliegen amerikanische B-29 Bomber Angriffe auf die japanischen Hauptinseln
- 19. Juni bis 20. Juni: Schlacht in der Philippinensee – dagegen gerichtet die japanische Marine-Operation A-gō
- August: mit der vierten Schlacht um Changsha wird die chinesische Stadt eingenommen
- 5. August: im Internierungslager beim australischen Cowra versuchen japanische Kriegsgefangene den vermutlich historisch größten Gefangenenausbruch, 231 Japaner und vier Wachleuten sterben dabei; 108 Japaner werden verwundet, alle Geflohenen sind neun Tage später wieder in militärischem Gewahrsam
- 11. August: Befreiung der Inseln Saipan, Tinian und Guam (15. Juni – 11. August; Saipan-Schlacht endet am 8. Juli; japan. Wasser-Luftoffensive Operation A-Gō / Schlacht in der Philippinensee, 19./20. Juli; Tinian, 1. Aug.; Guam, 10. Aug.)
- 16. August: in der Schlacht um Guilin-Liuzhou (Henan-Hunan-Guangxi) gelingt den Japanern bis zum 24. November gegen Truppen von Chiang Kai-shek die Einnahme von Flugfeldern in Südostchina, auf denen Bomber und Kampfflugzeuge der US Air Force stationiert sind
- 22. August: die Japaner ziehen sich wieder aus Indien zurück
- 15. September bis 25. November: Schlacht um die Palau-Inseln
- 23. September: Soldaten der 81. Infanterie-Division nehmen das Ulithi-Atoll ein (heute zu Yap der Föderierten Staaten von Mikronesien). Es bot Ankerplätze für 700 Schiffe und wurde schnell zur Marinebasis ausgebaut. Für sieben Monate bis Anfang 1945 war die Lagune der größte US-Ankerplatz auf der Welt.
- 20. Oktober: die Rückeroberung der Philippinen beginnt mit der amerikanischen Landung auf Leyte – Kämpfe bis 31. Dezember
- 24. Oktober bis 25. Oktober: der Sieg in der See- und Luftschlacht im Golf von Leyte bringt die Vernichtung der japanischen Marine; kurz danach kam es zu einem länger vorbereiteten ersten Kamikazeangriff u. a. auf den amerikanischen Flugzeugträger St. Lo, der zu dessen Versenkung führte.
- 24. November: schwere Luftangriffe alliierter Bomber auf Tokio von Tinian aus. Von 111 B-29 erreichen nur 59 Flugzeuge das Zielgebiet, die Musashino-Flugzeugwerke. Die Bomben wurden aus einer Höhe von rund 10.000 Metern mit Radarzielsuche als Flächenbombardement abgeworfen. Von den 399 Tonnen Sprengbomben trafen 16 die Flugzeugwerke.
- 15. Dezember: Landung amerikanischer Truppen auf Mindoro, Philippinen

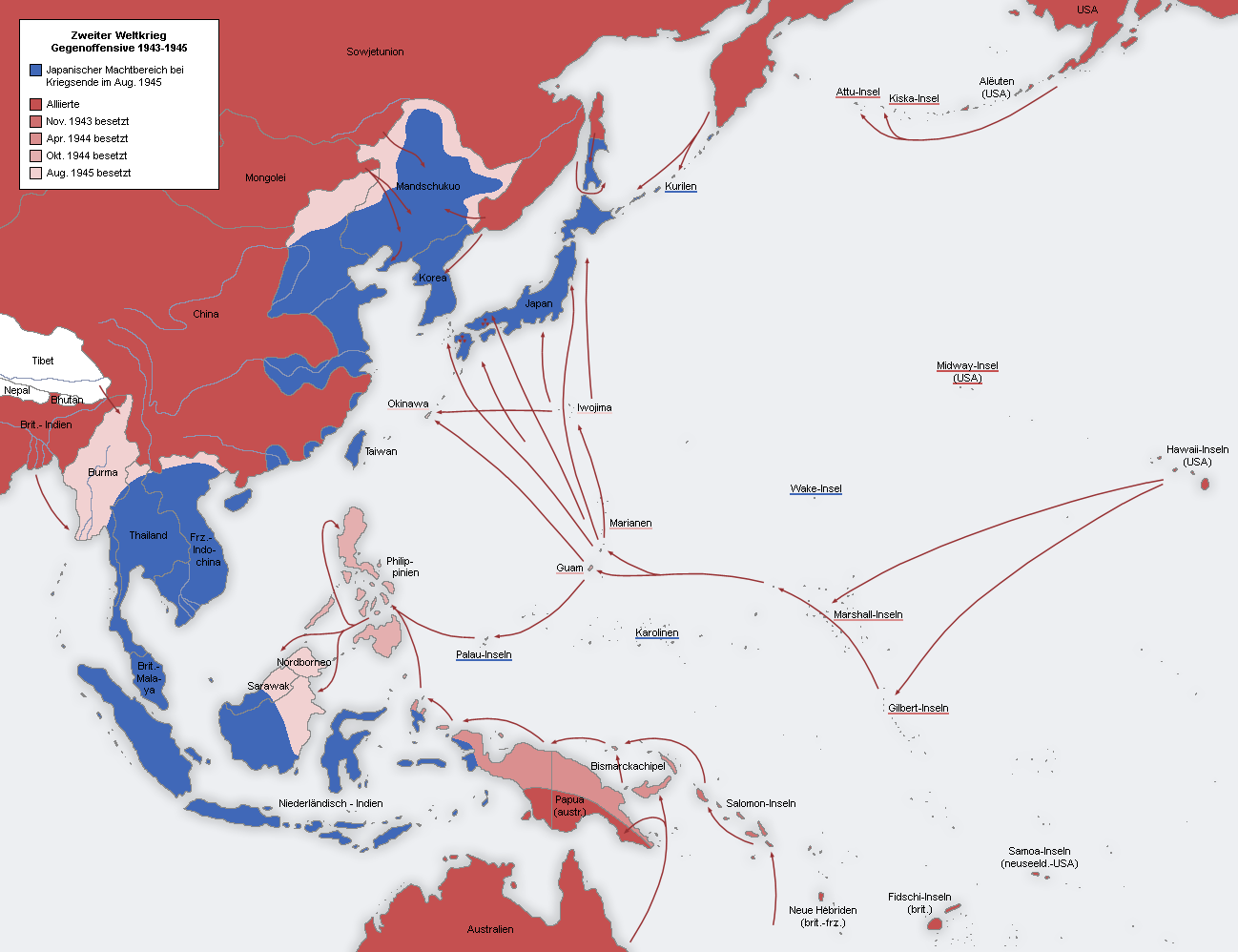
Pazifikkrieg 1943–1945

### 1945
Das letzte Kriegsjahr wurde zunächst von einer Konferenz der absehbaren Sieger gekennzeichnet: der Konferenz von Jalta. Die Befreiung der Konzentrationslager war in den folgenden Wochen für die alliierten Soldaten mit fürchterlichen Beobachtungen verbunden. Im Pazifikraum werden die Philippinen, Indochina, Burma und China befreit. Der Sieg in der Schlacht um die Seelower Höhen öffnet den Weg nach Berlin. Im März wird der Rhein überschritten. Am 30. April hisst die Rote Armee eine Fahne auf dem Reichstag. Europa ist nach der Kapitulation am 7. Mai vom NS-Regime befreit. Am 6. August wird die erste Atombombe auf Hiroshima abgeworfen. Nach der Kapitulation des Kaisers wurde der japanischen Armee am 16. August die Einstellung aller Kampfhandlungen befohlen und am 2. September beendet die Unterschriftszeremonie auf dem Schlachtschiff USS Missouri in der Bucht von Tokio den Zweiten Weltkrieg.

#### Kriegsereignisse 1945 in Europa und dem Atlantik
- 1.–25. Januar: deutsches Unternehmen Nordwind, letzte Offensive an der Westfront
- 11. Januar: Die Gotthardlinie (Eisenbahn) wird bei Chiasso durch die Alliierten bombardiert, ein Lokführer der SBB stirbt
- 12. Januar: Beginn der Weichsel-Oder-Operation der Roten Armee
- 13. Januar bis 25. April 1945: Ostpreußische Operation der Roten Armee. Sie stößt nach Norden vor und schneidet damit Ostpreußen vom Rest des Reiches ab; die deutsche Bevölkerung flieht (die Erlaubnis der eigenen Regierung dazu kommt sehr spät), zum Teil über die gefrorene Ostsee oder per Schiff.
- 14. Januar bis 26. Januar: Operation Blackcock (Rur-Dreieck). Damit wird gegen die 15. Armee (de facto war es die 25.) die Front in Richtung Rhein vorangetrieben.
- 16. Januar: verheerender Luftangriff auf Magdeburg; dieser verursacht einen Feuersturm
- 17. Januar: Warschau wird befreit.
- 20. Januar ff.: La poche de Colmar – zwischen dem 20. Januar und 9. Februar wird der Brückenkopf im Elsass von alliierten Truppen eingenommen
- 27. Januar: Erste sowjetische Einheiten erreichen Küstrin.
- 27. Januar: Befreiung der von der SS mittels Todesmärschen weitgehend von Gefangenen geräumten Konzentrationslager in und um Auschwitz durch die Rote Armee.
- 30. Januar:
  - Der nicht als Lazarettschiff markierte Truppentransporter Wilhelm Gustloff wird von einem U-Boot vor der Küste Pommerns versenkt (mehrere Tausend Tote durch Ertrinken).
  - Beginn der Konferenz von Malta zwischen den Combined Chiefs of Staff (Stabschefs der USA und Großbritanniens) und den Außenministern beider Staaten zur Vorbereitung der Konferenz von Jalta mit Stalin (siehe 4.2.). Das Treffen endete am 2. Februar an Bord des Kreuzers Quincy im Hafen Maltas. Erst am letzten Tag der Konferenz trafen sich dort auch Präsident Roosevelt und Premierminister Churchill.
- 31. Januar:
  - Die Festungsfront Oder-Warthe-Bogen, auch Ostwall, wird nach drei Kampftagen von der Roten Armee durchbrochen.
  - Nach der erfolgreichen sowjetischen Winteroffensive steht die Rote Armee Ende Januar 1945 entlang der Flüsse Oder und Neiße von Stettin bis Görlitz knapp 80 Kilometer vor Berlin.
- 2. Februar:
  - KZ Mauthausen: Mühlviertler Hasenjagd (so titulierter Ausbruch sowjetischer Kriegsgefangener)
  - Beim Kampf um Küstrin erfolgte der Übergang sowjetischer Truppen nördlich und südlich der auf einer Oderinsel gelegenen Altstadt und der Festung Küstrin. Die beiden Brückenköpfe waren in der zweiten Märzhälfte 1945 heftig umkämpft. Es gelang der Wehrmacht jedoch weder die Beseitigung der Brückenköpfe noch das Halten der Festung. Von hier aus begann am 16. April 1945 der Vormarsch auf Berlin.
- 4. bis 11. Februar: Alliierte Konferenz von Jalta auf der Halbinsel Krim (Schwarzes Meer)
- 7. Februar: US-Operation Veritable im Raum Kleve, auf Deutsch als Schlacht im Reichswald bekannt, bis 22. Februar
- 9. Februar: Der Schweizer Bundesrat verbietet den weiteren Kohletransit von Deutschland nach Norditalien
- 9. Februar: Die ersten Flüchtlinge kommen mit einem Flüchtlingsschiff im besetzten Kopenhagen an. Hunderttausende Menschen vor allem aus Hinterpommern, Danzig sowie West- und Ostpreußen werden über die Ostsee vor den heranrückenden sowjetischen Truppen evakuiert. Es werden von deutschen Behörden Schulen, Hotels und Sportanlagen für ihre Aufnahme requiriert. Bis zum Kriegsende kommen im Land etwa 6.580 Flüchtlinge ums Leben. Nach dem Abzug der Wehrmachttruppen aus Dänemark im Mai 1945 werden etwa 250.000 Flüchtlinge in Dänemark in zuvor von der Wehrmacht benutzten Kasernen und Lagern untergebracht/gefangen gesetzt. Die letzten Flüchtlinge werden von dort erst im Februar 1949 nach Deutschland gebracht.
- 10. Februar bis 4. April: Schlacht um Ostpommern
- 11. Februar: In der Schlacht um Budapest wird die ungarische Hauptstadt von der Roten Armee eingenommen.
- 12. Februar: Abkommen von Varkiza, Entwaffnung und Demobilisierung der Griechischen Volksbefreiungsarmee ELAS
- 13. Februar:
  - Luftangriffe auf Dresden beginnen (bis 17. April)
  - die letzten Verteidiger Budapests, seit dem 25. Dezember 1944 belagert, kapitulieren.
- bis 14. Februar: Die Operation Columba der britischen Armee, mittels Brieftauben kriegswichtige Informationen aus den besetzten Ländern Westeuropas zu transportieren, wird eingestellt. In dreieinhalb Jahren waren 17.000 Vögel dort in Käfigen abgeworfen worden. Zehn Prozent schafften es zurück und überbrachten etwa 1000 Nachrichten.
- 23. Februar 1945: US-Truppen (9. US-Armee) überqueren zu Beginn der Operation Grenade die Rur bei Linnich, Jülich und Düren. Ihr Ziel ist es, zwischen Neuss und Rheinberg bis zum Rhein vorzustoßen und eine intakte Rheinbrücke zu erobern. (bis 11. März)
- 23. Februar bis 3. März: Zweite Phase der Operation Veritable, nun als Operation Blockbuster
- 22./23. Februar: Operation Clarion: 3500 Bomber und rund 3000 Kampfflugzeuge der USA-AF und der RAF greifen in Tagangriffen zahlreiche Bahnknoten und Bahnhöfe in kleineren Städten sowie Rangierbahnhöfe, Züge, Flusstransportschiffe, Häfen, Brücken und andere Verkehrsanlagen an.
  - Luftangriff auf Pforzheim mit Feuersturm
- 27. Februar: Die Schweiz verbietet jeglichen Transitverkehr (vor allem auf der Gotthardbahn) zwischen Deutschland und Italien
- 6. März: Das linksrheinische Köln wird eingenommen (der letzte Bombenangriff fand am 2. März 1945 statt). Der Dom ist scheinbar fast unversehrt.
- 7. März: Die Brücke von Remagen wird von US-Truppen überraschend eingenommen; die Stadt Remagen wird danach von deutscher Seite mit V1-Geschossen bombardiert.
- 16. März: Von 21:15 bis 21:42 Uhr erfolgt der die Kernstadt zu 80 Prozent zerstörende Bombenangriff auf Würzburg.
- 19. März: Hitlers Befehl zu Zerstörungsmaßnahmen im Reichsgebiet, später Nerobefehl genannt, siehe auch ARLZ-Maßnahmen der Wehrmacht
- 22. März:
  - Hildesheim wird bei einem Luftangriff fast vollständig zerstört.
  - In Kairo wird die Arabische Liga gegründet.
  - Amerikanische Truppen gehen bei Oppenheim über den Rhein.
- 23. bis 27. März: angloamerikanische Operation Plunder (Rhein-Übergang zwischen Emmerich und Wesel, Frontbesuch Churchills). Der Hauptangriff erfolgte im britischen Abschnitt bei Wesel und Rees. Zum Angriff gehörten die Operationen Varsity und Flashpoint. 29 Divisionen sind beteiligt.
- 25. März:
  - Der von der US-amerikanischen Militärregierung eingesetzte neue Bürgermeister Aachens Franz Oppenhoff (1902–1945), ein konservativer Jurist, wird nach knapp fünfmonatiger Amtszeit in seinem Haus ermordet. Zunächst wurde eine Gruppe der NS-Organisation Werwolf dafür verantwortlich gemacht. Heute nimmt man an, dass Oppenhoff auf Befehl von Heinrich Himmler ermordet wurde.
  - Beginn der Bratislava-Brno-Operation
  - Luftangriff auf Prag, 650 US-Flugzeuge
- 26. März: Amerikaner besetzen, von Remagen kommend, Limburg an der Lahn.
- 26. bis 28. März: US-Truppen besetzen das nach Bombenangriffen schwer zerstörte Frankfurt am Main.
- 29. März:
  - Amerikanische Truppen besetzen Mannheim, Wiesbaden und Fulda.
  - Sowjetische Truppen dringen bei Klostermarienberg erstmals auf österreichisches Gebiet vor.
- 30. auf 31. März: Französische Truppen setzen bei Speyer und Germersheim über den Rhein.
- 31. März: Beginn der Einnahme von Würzburg
- 1. bis 21. April: Ruhrkessel, Verluste auf deutscher Seite ca. 10.000 Tote und 325.000 Gefangene; bei der 1. und 9. US-Armee ca. 1.500 Tote
- 1. April: Proklamation eines „Senders Werwolf“ über den Widerstand der Bevölkerung gegen die Besetzung. Die Sendungen werden bis Ende April ausgestrahlt.
- 4. April: Ungarn ist nach dem Scheitern der Plattenseeoffensive vollständig von der Roten Armee erobert
- 5. April:
  - Oberstleutnant Josef von Gadolla wird in Weimar wegen seiner Befehlsverweigerung in Gotha (Übergabe der Stadt) standrechtlich erschossen.
  - Beginn der Schlacht um Crailsheim (bis zum 21. April)
- 6. April:
  - Sowjetische Truppen erreichen Wien, Beginn der Schlacht um Wien
  - Als „Georgischer Aufstand“ auf Texel (NL) wird die Revolte von SS-Angehörigen des Georgischen Infanteriebataillons 822 „Königin Tamara“ gegen ihren weiteren Kriegseinsatz bezeichnet (bis zum 20. Mai)
- 6. bis 9. April: Königsberg wird von sowjetischen Truppen erobert.
- 7. April: Schlacht bei Struth: Schwerste Kampfhandlungen im Zweiten Weltkrieg auf thüringischem Boden
- 12. April:
  - Tod Franklin D. Roosevelts in Warm Springs (Georgia) nach längerer Krankheit; sein Nachfolger als 33. Präsident der USA wird verfassungsgemäß Harry S. Truman
  - Nach seinem Amtsantritt bleiben die Minister Roosevelts auf Bitten des neuen Präsidenten zunächst im Amt.
  - Übergabe der Stadt Braunschweig an die US-Army
- 13. April: Ende der Schlacht um Wien (seit 6.): sowjetische Truppen erobern auch Niederösterreich, das Burgenland und die Steiermark
- 16. April: Beginn der Schlacht um die Seelower Höhen
  - 16. bis 18. April: Die Rote Armee erringt die Oberhand, nach dem 19. April liegt der Weg nach Berlin offen
  - Etwa gleichzeitig wird weiter südlich der Belagerungsring um Breslau geschlossen.
  - Beginn der Schlacht um Nürnberg
- 16. – 18. April: Aktion Rheinland zur kampflosen Übergabe von Düsseldorf. Militärische Besetzung am 18. April
- 18. April: US-Truppen in Magdeburg
- 19. April:
  - US-Truppen in Leipzig
  - In Italien fällt Bologna an polnische Truppen.
- 20. April: Siegesparade der Amerikaner auf dem Nürnberger Hauptmarkt nach der Einstellung der Gefechte
- 21. April: Die 1. französische Armee besetzt Freiburg und Stuttgart und dringt später bis Vorarlberg vor.
- 23. April:
  - Berlin ist komplett eingeschlossen; Beginn der Schlacht um Berlin
  - Auch auf dem Gelände des Jüdischen Friedhof in Weißensee hielten sich deutsche Juden versteckt, unter ihnen Rabbiner Martin Riesenburger. Er berichtet vom ersten sowjetischen Soldaten, den die dort Versteckten begrüßen.[21]
  - Das KZ Flossenbürg wird von amerikanischen Truppen befreit.
  - Der Forschungsreaktor Haigerloch für Atombomben wird südlich von Stuttgart in einem relativ unauffälligem Schlosskeller durch die amerikanische Spezialeinheit Alsos-Mission gefunden und die Forscher zunächst für 6 Monate in Farm Hall, England, beobachtet – Operation Epsilon.
- 25. April:
  - US- und sowjetische Truppen treffen in Torgau an der Elbe auf einander; sie feiern gemeinsam den Elbe Day.
  - Bomberverbände der Royal Air Force und der 8th Air Force der USAAF greifen koordiniert Bad Reichenhall, Berchtesgaden und Freilassing an. Das Hauptaugenmerk gilt den Bahnstrecken Freilassing–Bad Reichenhall und Bad Reichenhall–Berchtesgaden als Nachschublinien in eine etwaige Alpenfestung sowie den Anlagen auf und beim Obersalzberg. Beim Luftangriff auf Bad Reichenhall sterben über 200 Menschen.
- 26. April: Britische Truppen besetzen Bremen; später marschieren sie weiter nach Nordosten und nehmen Lübeck (2. Mai) und Hamburg (3. Mai) ein, während die US-Armee in Wismar einmarschiert.
- 27. April:
  - „Proklamation über die Selbständigkeit Österreichs“ in Wien
  - Befreiung des KZ-Außenlagerkomplexes Kaufering durch amerikanische und französische Truppen
  - Regensburg wird kampflos an die Amerikaner übergeben, nachdem am Vortag letzte Wehrmachtseinheiten die Stadt verlassen haben.
  - Aufstand der Freiheitsaktion Bayern um München, der binnen kurzem niedergeschlagen wird
  - Genua wird erobert.
- 28. April:
  - Scheitern des Entsatz-Versuchs der 12. Armee unter General Wenck für Berlin
  - (25. bis 28. April) Der Kessel von Halbe, südöstlich von Berlin, kann von der Roten Armee geschlossen werden
  - US-Truppen betreten, von Kempten im Allgäu kommend, bei Vils (Tirol) österreichisches Territorium.
  - Französische Truppen erreichen bei Lochau in Vorarlberg bei Bregenz österreichisches Gebiet.
  - Italienische Partisanen erschießen am Comer See den vor Regierungstruppen geflohenen faschistischen „Duce“ Mussolini.
- 29. April:
  - Hitler verfasst sein „politisches Testament“.
  - Unter dem neuen Staatskanzler Karl Renner tritt in Wien die provisorische Staatsregierung Österreichs zusammen
  - Befreiung des Konzentrationslagers Dachau durch US-Truppen
  - Operationen Manna und Chowhound beginnen; humanitäre militärische Operationen der alliierten Luftwaffen unter Duldung der deutschen Besatzungsmacht zur Rettung der hungernden niederländischen Bevölkerung, die Royal Air Force unterstützt von australischen, kanadischen, neuseeländischen und polnischen Kräften hat vom 29. April bis 7. Mai Lebensmitteln aus schweren Bombern über den Teilen der Niederlande abgeworfen, die unter dem Hongerwinter litten. Die United States Army Air Forces flog vom 1. Mai bis zum 8. Mai ähnliche Einsätze, die Operation Chowhound. Da die Versorgungsflüge allein nicht ausreichen würden, wurde zwischen den Alliierten und der deutschen Seite zusätzlich die Lebensmittelversorgung mit Lastwagen im Raum Rhenen (Operation Faust) und auf dem Wasserweg nach Rotterdam im Rahmen eines Waffenstillstandes vereinbart.
- 30. April:
  - Die Rote Armee hisst eine sowjetische Fahne auf dem Reichstagsgebäude.
  - Adolf Hitler tötet sich selbst im Bunker unter der Reichskanzlei; es finden dort weitere Selbsttötungen statt, an den Tagen davor und danach versuchen viele NS-Angehörige aus deren Bunkersystem zu fliehen.
  - München (amerikanisch) und Stuttgart (französisch) werden besetzt.

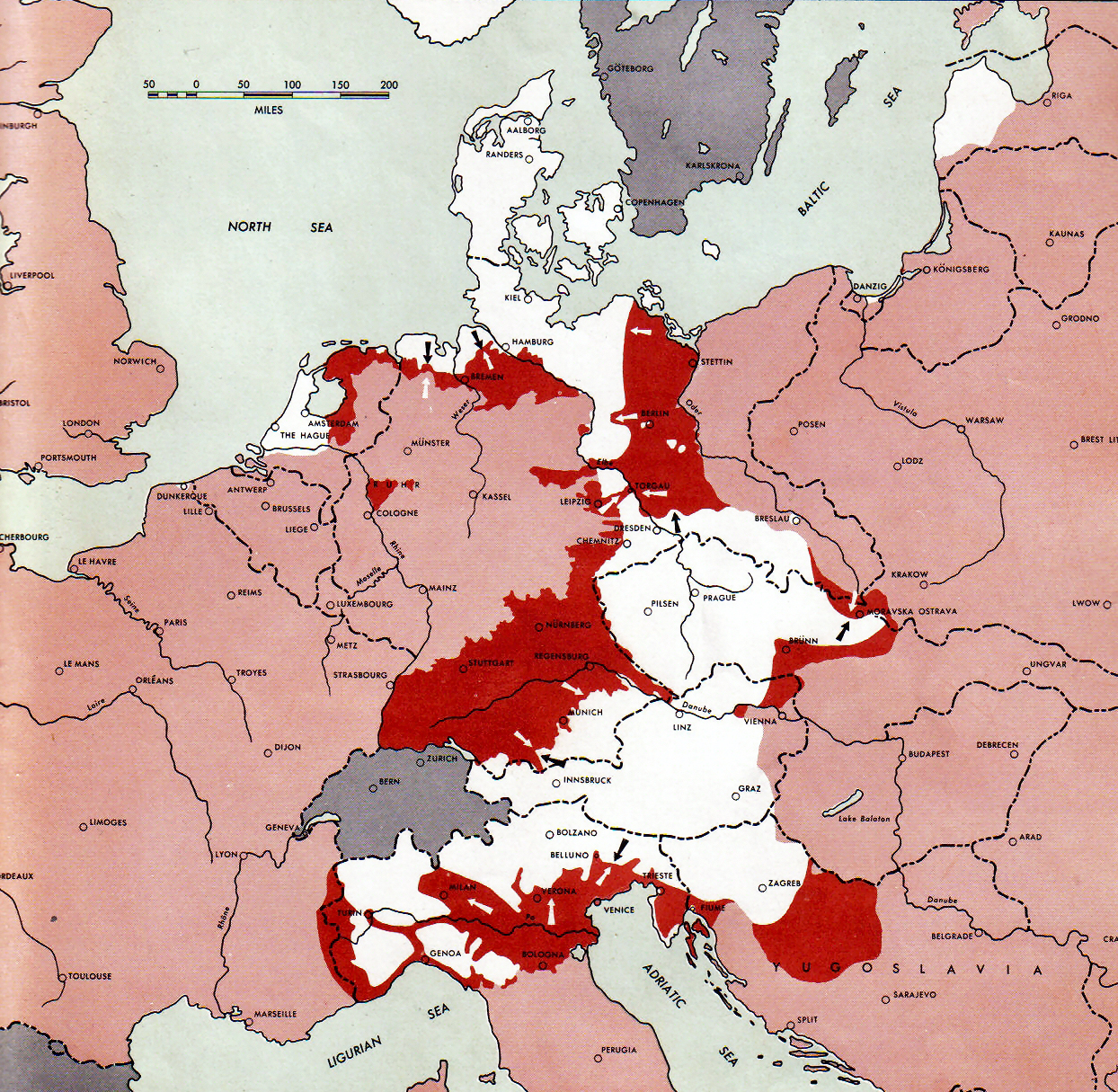
Frontenverlauf in Deutschland am 1. Mai 1945

- 1. Mai: Nach dem Tod Hitlers wird der Admiral Dönitz gemäß der testamentarischen Verfügung Hitlers faktisch „Reichspräsident“ ohne eine dafür vorgesehene Wahl, er ruft im Radio dazu auf, den Krieg im Osten weiterzuführen.
- 2. Mai:
  - Admiral Dönitz im (Haupt-)Quartier in Flensburg-Mürwik benennt eine so genannte geschäftsführende Reichsregierung unter dem bisherigen Reichsfinanzminister Graf Schwerin (Regierung Dönitz)
  - Die deutschen Truppen in Berlin kapitulieren vor der Roten Armee.
  - Der Großdeutsche Rundfunk beendet am 2. Mai um 00:50 Uhr seine Ausstrahlungen mit dem Reichssender Berlin.
  - Die deutsche Teilkapitulation in Italien (Operation Sunrise) vom 29. April tritt in Kraft.
  - Die britische Armee marschiert in Triest ein.
- 3. Mai:
  - um 8:00 Uhr trifft eine Delegation unter Leitung des an Stelle von Dönitz neu ernannten Oberbefehlshabers der Kriegsmarine Generaladmirals von Friedeburg im britischen Hauptquartier ein und verliest einen Brief Keitels, in dem die Kapitulation der im Gebiet zwischen Berlin und Rostock operierenden Wehrmachtteile angeboten wurde.
- 4. Mai:
  - Der Reichssender Hamburg beginnt mit der Ansage „This is Radio Hamburg, a station of the allied military Government“ unter britischer Leitung
  - Von Friedeburg unterzeichnet im Auftrag Dönitz’ die Teilkapitulation der Truppen des Oberbefehlshabers Nordwest gegenüber dem britischen Feldmarschall Montgomery, diese tritt am Morgen des 5. Mai im Nordwesten Deutschlands, in den Niederlanden und Dänemark in Kraft
  - Gemäß dem lange bestehenden, allerdings von Dönitz noch am Abend des 4. Mai 1945 aufgehobenen Regenbogen-Befehls werden viele in den Häfen liegenden U-Boote selbstversenkt; die U-Boote, die noch im Einsatz waren, laufen nach dem 8. Mai britische oder amerikanische Häfen an.
  - Am Brennerpass treffen nach Süden vorstoßende US-Truppen mit Einheiten der 5. US-Armee zusammen, die von Süden her Oberitalien inklusive des sich Italienische Sozialrepublik nennenden faschistischen Reststaates besetzt hatten.
  - Salzburg wird kampflos von US-Truppen eingenommen.
  - Im Bergungsort Salzbergwerk Altaussee der NS-Raubkunst gelang es Bergmännern und der Salinenleitung, die eingebrachten Sprengmittel aus dem Bergwerk zu entfernen und Stolleneingänge durch Sprengung vorläufig zu verschließen. Die dort untergebrachten Kunstschätze wurden dadurch vor einer Zerstörung bewahrt und konnten wenige Wochen später durch die US-Amerikaner geborgen und zum großen Teil restituiert werden.
- 5. Mai:
  - Die Heeresgruppe G kapituliert bei München.
  - Der Militärbefehlshaber von Linz kapituliert; US-Truppen befreien, als letztes der Konzentrationslager, das KZ Mauthausen in Österreich.
  - Beginn des so genannten Prager Aufstands
- 6. Mai:
  - Berlin wird insgesamt von der Roten Armee eingenommen.
  - Eine deutsche Delegation (Jodl, von Friedeburg, Oxenius) trifft im Hauptquartier des SHAEF in Reims ein, sie lässt sich dort von Dönitz schließlich telefonisch zur Unterzeichnung einer bedingungslosen Kapitulation bevollmächtigen

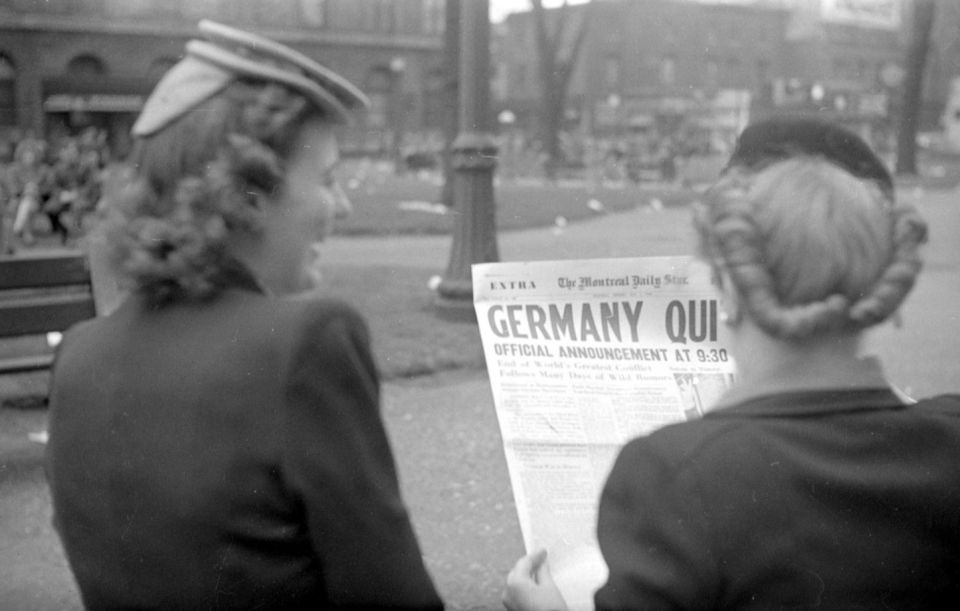
Montreal Daily Star: „Germany Quit“, 7. Mai 1945

- US-Truppen unter George S. Patton erreichen das tschechische Pilsen.
- 7. Mai:
  - Fortsetzung des Treffens von Generaloberst Jodl in Reims mit dem alliierten Oberkommandierenden, General Eisenhower
  - Um 2:41 Uhr unterzeichnet Generaloberst Jodl in Reims die bedingungslose Kapitulation der Wehrmacht und aller Teilstreitkräfte, diese sollte am 8. Mai 23:01 Uhr Mitteleuropäischer Zeit in Kraft treten, dies entspricht 0:01 Uhr deutscher Sommerzeit
  - Lutz von Schwerin-Krosigk verkündet um 12:45 Uhr über den Reichssender Flensburg die Kapitulation und das Ende des Zweiten Weltkrieges.
- 8. Mai: VE-Day (für Englisch Victory in Europe Day, Tag des Siegs in Europa, oft mit Tag der Befreiung übersetzt. Gemeint ist damit der Sieg über Nazi-Deutschland bzw. die Befreiung vom Nationalsozialismus), auf Fotos feiernder Menschen wird von diesen oft das V-Zeichen aus Zeige- und Mittelfinger gezeigt
  - Der Admiral Karl Dönitz verkündet als Nachfolger Hitlers zwischen 12:30 und 12:40 Uhr über den Flensburger Radiosender die bedingungslose Kapitulation der Wehrmacht.
  - Sowjetische Truppen besetzen Dresden.
  - Britische Truppen und Jugoslawische Partisanen erreichen Klagenfurt (Kärnten), Beschluss des Verbotsgesetzes durch die neue provisorische Regierung der Republik Österreich.
  - Im Westen befinden sich am 8. Mai noch die Kanalinseln und die Städte Lorient, Saint-Nazaire und La Rochelle, nach Süden der Alpenraum sowie Inseln der Ägäis und im Norden Schleswig-Holstein sowie Norwegen noch unter Kontrolle deutscher Truppen.
  - 8. und 9. Mai: Fast zwei Millionen deutsche Soldaten fliehen aus dem sowjetischen Machtbereich in die von den Westalliierten kontrollierten Gebiete, insbesondere gelingt das aus dem anfangs nicht besetzten Böhmen (Tschechoslowakei).
  - sieben deutsche U-Boote im Atlantik-Einsatz, U 190, U 234, U 805, U 858, U 873, U 889 und U 1228 nehmen Kurs auf die amerikanische Küste und ergeben sich dort bis 19. Mai 1945. Die Boote U 530 und U 977 flüchten nach Argentinien und treffen dort Monate später ein
  - Für die meisten Menschen in Europa war das Kriegsende ein Freudentag – in Deutschland war es „Befreiung“ zunächst für viele Gefangene, Untergetauchte, Zwangsarbeiter und Regimegegner der besiegten Regime; ein großer Teil der Bevölkerung erlebte den Tag jedoch mit zwiespältigen Gefühlen: einerseits eine erwartete militärische Niederlage und ein moralischer „Zusammenbruch“ (der Selbsttötungen „überzeugter“ oder prominenter nationalsozialistischer Aktivisten und -Funktionäre auslöste), andererseits die aufkeimende Hoffnung auf einen Neuanfang
- 9. Mai:
  - Wiederholung der Unterzeichnung der bedingungslosen Kapitulation in Berlin-Karlshorst gegenüber der Sowjetunion, auf deutscher Seite unterschreibt Generalfeldmarschall Wilhelm Keitel
  - Die bedingungslose Kapitulation der Wehrmacht tritt an allen Fronten in Europa in Kraft.
  - Sowjetische Truppen rücken kampflos in Graz (Steiermark) ein.
- 22. Mai: Mit diesem Datum endet das Kriegstagebuch des Oberkommandos der Wehrmacht.
- 17. Juli: Beginn der Dreimächtekonferenz in Berlin – Potsdamer Konferenz (17. Juli bis 2. August)

#### Kriegsereignisse 1945 in Asien und dem Pazifik
- 9. Januar: Landung der Amerikaner auf der philippinischen Hauptinsel Luzon (Schlacht um Luzon)
- 19. Februar: In der Schlacht um Iwo Jima wird die Insel durch die Amerikaner erobert
- 3. März: Manila wird befreit
- Die Schlacht um Mindanao beginnt (bis August)
- Die Schlacht um die Visayas beginnt
- März: Die Kolonialtruppen des französischen Vichy-Regimes, die mit Japan kooperiert hatten, verlassen Französisch-Indochina
- 9. März:
  - schwere Luftangriffe auf Tokio amerikanischer Bomber, über 100.000 Menschen sterben
  - Im Zuge der Annexion Indochinas durch japanische Truppen wurde der franz. Admiral Jean Decoux gefangen genommen. Damit endet formal die franz. Kolonialherrschaft, die bereits seit 1940 de facto eine japanische war
- 18. März: Luftangriffe auf Kyūshū
- 21. März:
  - Burma ist vollständig befreit
  - Auf dem chinesischen Festland beginnt die Schlacht um West Henan-Nord Hubei
- 26. März bis 30. Juni: Schlacht um Okinawa, die amerikan. Truppen besetzen die Okinawa-Inseln
  - 26. März: Die Kerama-Inseln werden besetzt
  - 1. April: Einheiten der US-Armee und des Marine Corps landen auf der Hauptinsel Okinawa Hontō
  - 7. April: Das Schlachtschiff Yamato, das in der Operation Ten-gō gegen die Invasionsmacht eingesetzt werden soll, wird versenkt
  - 1. Juni: Naha, die Hauptstadt der Insel mit der Festung Shuri fällt nach wochenlangen Kämpfen um die riegelartigen Gebirgszüge
- April bis Juni: Schlacht um West-Hunan in China
- 1. Mai bis 15. August: Borneo wird im Zuge der Operation Oboe von den Alliierten befreit
- 3. Mai: Rangun (Burma) ist befreit

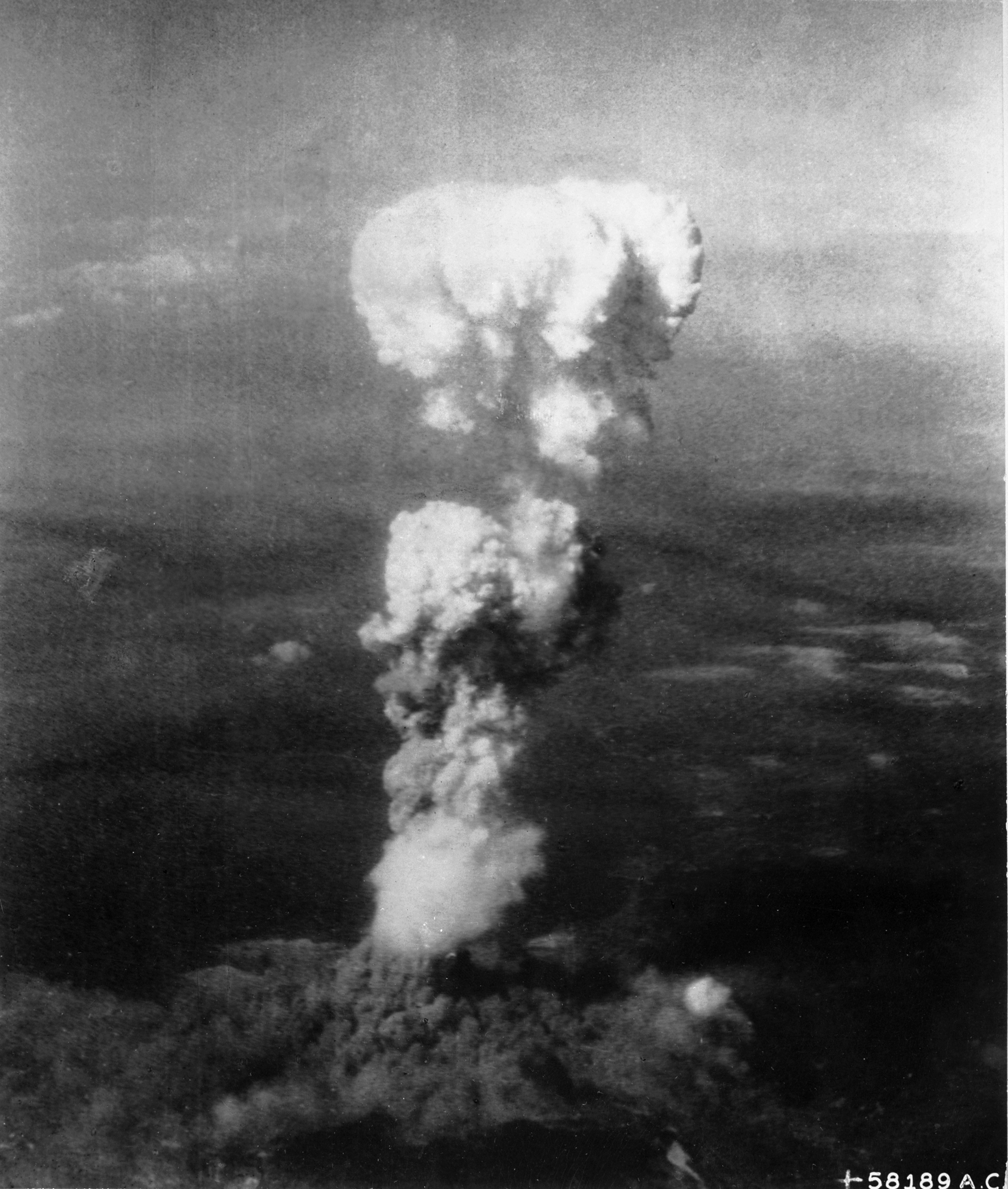
Atompilz über Hiroshima

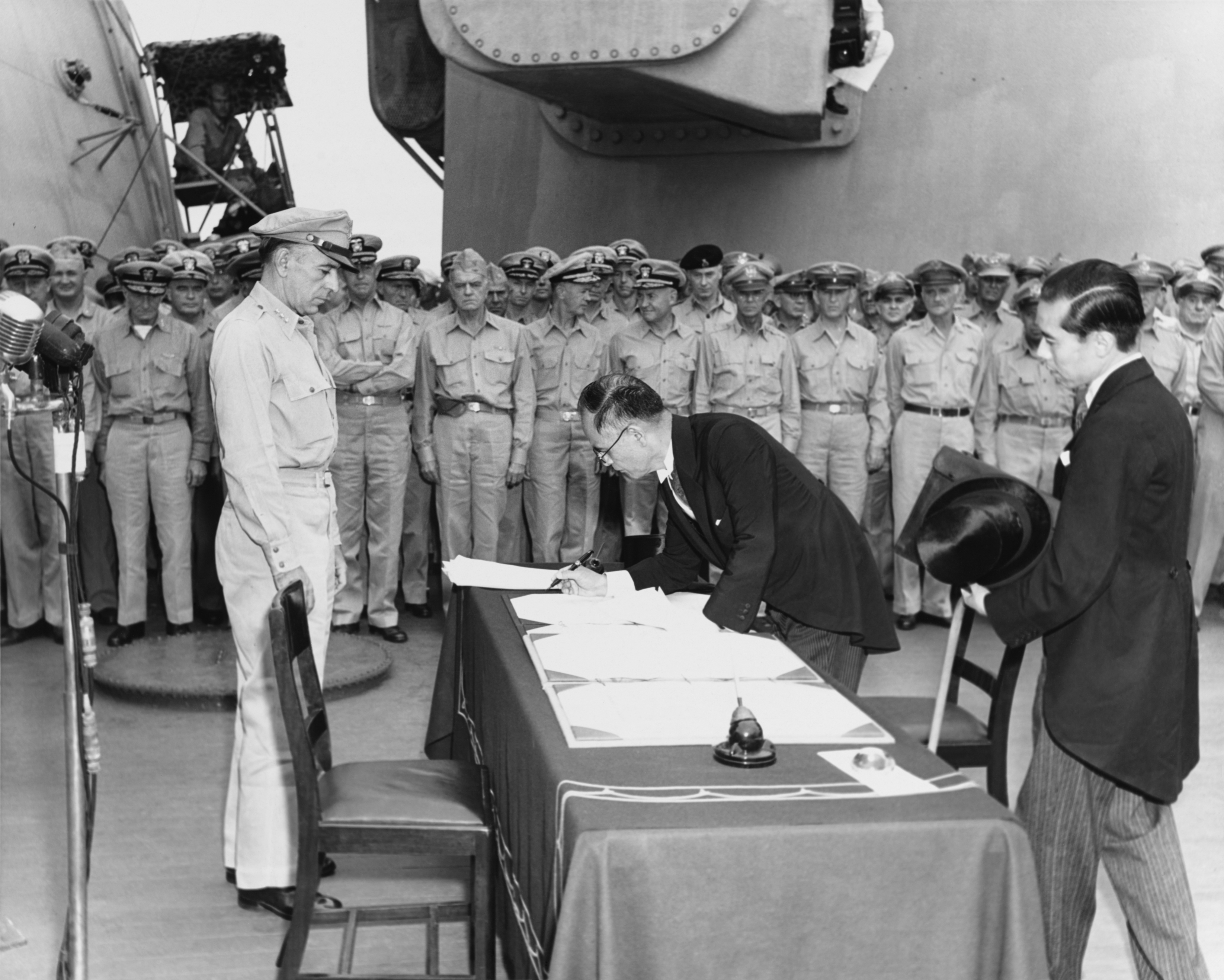
Japans Außenminister Shigemitsu unterzeichnet auf der Missouri die Kapitulationsurkunde; ihm links gegenüber General MacArthur

- 16. Juli: Ganz in der Nähe von Los Alamos, in Alamogordo, findet der Trinity-Test, die erste erfolgreiche Zündung einer Atombombe (Kernwaffe), statt
- 25. Juli: Präsident Truman erteilt in Berlin General Spaatz, Tinian, den Befehl, den Einsatz der ersten „Spezialbombe“ bis zum 3. August vorzubereiten.
- 6. August: um 8:16 Uhr Ortszeit wird aus dem Bomber Enola Gay die erste Atombombe über Hiroshima abgeworfen (Bombenname Little Boy), etwa 90.000 Menschen sterben sofort
- 8. August: die Sowjetunion erklärt Japan, gemäß dem Potsdamer Abkommen, den Krieg und marschiert in die Mandschurei ein. Operation Auguststurm ist die nachträgliche militärhistorische Bezeichnung der Offensive der Sowjetunion. In ihrem Verlauf wurden bis 2. September die japanischen Vasallenstaaten Mandschukuo und Mengjiang, Korea, die Präfektur Karafuto (Süd-Sachalin) und die Kurilen erobert.
- 9. August: um 11:02 Uhr Ortszeit explodiert die zweite Atombombe (Fat Man), und es erfolgt der Atombombenabwurf auf Nagasaki, etwa 36.000 Menschen kommen dabei sofort ums Leben
- 15. August: Tennō Hirohito (Kaiser) verliest in der Radioansprache Gyokuon-hōsō, dt. etwa die „Übertragung der kaiserlichen (wörtl.: diamantenen) Stimme“ den kaiserlichen Erlass zur Beendigung des Kriegs nachmittags 16 Uhr, japanischer Zeit. Mit diesem Erlass weist er die japanische Regierung an, die Potsdamer Erklärung zu akzeptieren, der eigentliche Erlass wird bereits am 13. oder 14. August unterschrieben und die Rede auf Schallplatte aufgezeichnet, am 14. August kommt es noch zu einem Putschversuch im Palastbezirk, um ihre Ausstrahlung und die Kapitulation zu verhindern. Obwohl der dort kommandierende General Mori Takeshi dabei erschossen wird, gelingt es den Putsch niederzuschlagen. Am 16. August wird der Armee die Einstellung aller Kampfhandlungen befohlen
- 17. August: in Indonesien rufen Nationalisten die Unabhängigkeit aus, (erst nach militärischen Auseinandersetzungen, „Polizeiaktionen“ genannt, wird Indonesien am 27. Dezember 1949 formal in die Unabhängigkeit entlassen, bis 1962 verbleibt der niederländische Westteil der Insel Neuguinea bei der Kolonialmacht)
- 28. August: Air-Force-Techniker landen als erste amerikanische Einheit auf dem Atsugi–Flugfeld bei Tokio in Japan
- 30. August:
  - die ersten regulären US-Besatzungstruppen treffen in der Bucht von Tokio ein und gehen an Land
  - Britische Truppen marschieren wieder in Hongkong ein
- 2. September 1945: Die japanische Kapitulation wird auf dem Schlachtschiff Missouri in der Bucht von Tokio unterzeichnet, der Zweite Weltkrieg wird damit formell beendet
- 12. September: Es folgten noch japanische Teilkapitulationen in China (9. September in Nanjing) und in Singapur (12. September)

## Nachkriegs-Ereignisse
- Gründung der Vereinten Nationen (UN; die Charta wurde am 26. Juni 1945 in San Francisco unterzeichnet)

### Europa 1945
- nach der Besetzung Ungarns am 4. April durch sowjetische Truppen beginnt dort eine stalinistische Phase des politischen Systems
- 25. April: letztes Rückzugsgefecht der dt. Truppen in Finnland (Lapplandkrieg)
- 4. Mai: Karl Scharnagl wird von der amerikanischen Besetzungsmacht als Oberbürgermeister von München eingesetzt
- 6. Mai: der von Kurt Schumacher initiierte Ortsverein Hannover der Sozialdemokratischen Partei Deutschlands wird ins Leben gerufen und ist die erste Keimzelle für den Wiederaufbau der SPD
- 9. Mai: Vilhelm Buhl wird Ministerpräsident in Dänemark
- Mai und Folgezeit: die Situation der etwa 250.000 deutschen Flüchtlinge in Dänemark: sie kamen nach dem Abzug der Wehrmachttruppen aus Dänemark in zuvor von der Wehrmacht benutzten Kasernen und Lagern unter. Die letzten Flüchtlinge wurden von dort erst im Februar 1949 nach Deutschland gebracht.
- 10. Mai: sowjetische Einheiten rücken in Prag ein
- besetztes Nachkriegsösterreich
- 23. Mai: Verhaftung der Reste einer „Reichsregierung“ unter Großadmiral Karl Dönitz in Flensburg-Mürwik (Vgl. Regierung Dönitz)
- 5. Juni: der Alliierte Kontrollrat übernimmt durch die Berliner Erklärung die oberste Regierungsgewalt im besetzten Deutschland
- ab Kriegsende versuchen die Alliierten die so genannten Displaced Persons (DPs; z. B. ehemalige Zwangsarbeiter, Flüchtlinge, KZ-Häftlinge; zwischen 6,5 und 7 Millionen DPs) aus Deutschland, Österreich und Italien in ihre Heimatländer zurückzuführen, dies kann nicht innerhalb weniger Tage geschehen, zur zwischenzeitlichen Unterbringung wird aus ehemaligen Kasernen und anderen Massenunterkünften DP-Lager (engl.: DP Camps), Kriegsgefangene fallen nicht unter diesen Begriff, bis Ende des Jahres 1946 können knapp sechs Millionen DPs „repatriiert“ werden, für ungefähr eine Million Menschen kommt jedoch eine Rückkehr in ihre Heimat aus unterschiedlichen Gründen nicht in Frage
- 21. Juni: der tschechoslowakische Präsident Edvard Beneš verfügt die Enteignung des Grundbesitzes der Sudetendeutschen (Beneš-Dekrete)
- 17. Juli bis 2. August: Sieger-Konferenz von Potsdam über das besiegte Deutschland: Abschluss des Potsdamer Abkommens mit der Einigung auf die 5 D: Denazifizierung, Demilitarisierung, Demokratisierung, Demontage, Dezentralisierung
- 27. Juli: nach gewonnener Unterhauswahl übernimmt Clement Attlee das Amt des britischen Premiers von Winston Churchill
- 26. September: bei Göttingen wird das Aufnahmelager Friedland für heimkehrende Kriegsgefangene, Flüchtlinge und Vertriebene aus Ostdeutschland und Osteuropa geschaffen
- Während der Operation Deadlight erfolgt die Versenkung von 115 übergebener deutscher U-Boote nach 27. November 1945 bis 12. Februar 1946 durch die brit. Marine
- 11. November: das Großherzogtum Luxemburg erhält eine eigene Besatzungszone in Deutschland mit den Städten Bitburg und Merzig

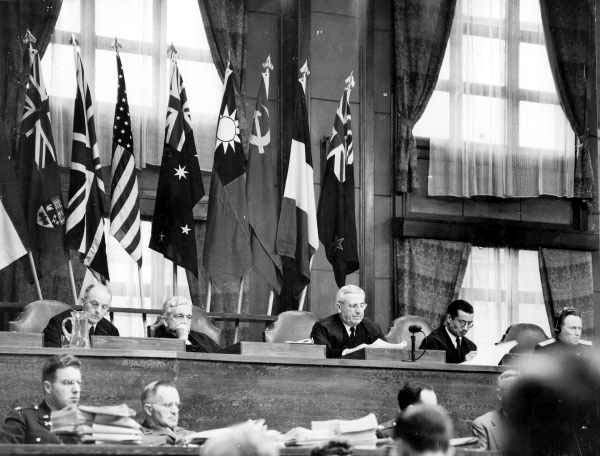
Internationaler Militärgerichtshof für den Fernen Osten 1946, Vorsitzender Richter: William F. Webb

#### Kriegsverbrechen und Kriegsverbrecherprozesse
- United Nations War Crimes Commission (UNWCC) zur Beweismittelsicherung und strafrechtlichen Ahndung von Kriegsverbrechen der Achsenmächte (Oktober 1943 in London gegründet, bis März 1948 tätig)
- Office of Strategic Services (OSS), ein Nachrichtendienst des US Department of War (1942–1945)
- Camp Ashcan, alliiertes Gefangenenlager in Bad Mondorf, Luxemburg (Mai bis September 1945)
- Camp Dustbin, alliiertes Gefangenenlager in Frankfurt am Main
- Beginn der Entnazifizierung durch die Alliierten mit Spruchkammerverfahren (entschärft durch „Persilscheine“)
- 10. Oktober 1945: auf Anordnung des Alliierten Kontrollrats werden alle nationalsozialistischen Organisationen aufgelöst
- Oktober: Stuttgarter Bekenntnis – Stellungnahme evangelischen Christen zur Haltung der Kirchen in der NS-Zeit
- 14. November 1945: Eröffnung des 1. Nürnberger Prozesses (Kriegsverbrecherprozess in Deutschland vor einem Internationalen Gerichtshof)
  - Nachfolge-Prozess gegen das Oberkommando der Wehrmacht und andere Folgeprozesse (vgl. auch den Artikel Verbrechen der Wehrmacht)
  - 5. Januar 1946: in Nürnberg beginnt vor einem US-Militärgerichtshof der Prozess gegen 23 ehemalige KZ-Ärzte wegen Verbrechen gegen die Menschlichkeit
  - 30. September und 1. Oktober 1946: Verkündung der Urteile im Hauptverfahren der Nürnberger Prozesse
  - 12. Oktober 1946: die Kontrollratsdirektive Nr. 38 zielt auf die Verhaftung und Bestrafung von Kriegsverbrechern, Nationalsozialisten und Militaristen sowie die Internierung, Kontrolle und Überwachung von möglicherweise gefährlichen Deutschen
  - 16. Oktober 1946: Vollstreckung der Todesurteile im Kriegsverbrecherprozess vor dem Internationalen Gerichtshof
- 16. Mai bis 16. Juli 1946: der Malmedy-Prozess war einer der 286 Dachauer Prozesse vor amerikanischen Militärgerichten gegen deutsche Kriegsverbrecher
- 30. Juli bis 1. August 1946: der Geheimprozess gegen Ex-General Andrei Wlassow wegen Verrats endete mit dem Todesurteil, das am 1. August im Moskauer Taganka-Gefängnis vollzogen wurde

1947
- 11. bis 29. März 1947: Höß-Prozess in Warschau, Polen; gegen den ehemaligen KZ-Kommandanten Höß (Auschwitz)
- 24. November bis 22. Dezember 1947: Krakauer Auschwitzprozess, Kraków, Polen
- 2. Januar 1947 Beginn eines vierwöchigen Kriegsverbrecherprozesses gegen den Professor Solms Wilhelm Wittig (Generaldirektor der DASAG) und andere vor dem Britischen Militärgericht in Braunschweig wegen ihrer Beteiligung am Mineralölsicherungsplan, auch Geilenberg-Programm genannt, zu dessen Umsetzung 350.000 Menschen, darunter 100.000 KZ-Häftlinge, arbeiten und Tausende sterben mussten

1948
- Februar bis Oktober 1948: Der Prozess Oberkommando der Wehrmacht, auch Generalsprozess genannt, ist der letzte und einer der längsten der zwölf Nürnberger Nachfolgeprozesse gegen NS-Verantwortliche. Die Anklageschrift gegen Generäle des OKW wird am 17. November 1947 eingereicht, die Verhandlungen dauern von Februar bis Oktober 1948 (169 Tage); das Urteil wird am 14. April 1949 verkündet.
- Dänemark, Kopenhagen: Als Großer Kriegsverbrecherprozess wird das Gerichtsverfahren vor dem Kopenhagener Amtsgericht gegen die vier deutschen Angeklagten Werner Best, Hermann von Hanneken, Günther Pancke und Otto Bovensiepen bezeichnet. Sie wurden für in Dänemark begangene Verbrechen während der deutschen Besetzung Dänemarks verurteilt. Hanneken wurde von der Berufungsinstanz freigesprochen.

1955
- die letzten deutschen Soldaten und SS-Angehörigen kehren aus sowjetischer Kriegsgefangenschaft zurück

1963 und später
- als Frankfurter Auschwitzprozesse werden sechs deutsche Strafprozesse gegen Mitglieder der SS-Wachmannschaft des Konzentrationslagers vor dem Schwurgericht in Frankfurt am Main in den Jahren 1963/1966 und in den 1970er-Jahren bezeichnet, sie sind Auslöser der Verjährungsdebatte

2002
Aufhebung von Verurteilungen durch die Wehrmachtjustiz wegen Fahnenflucht
- Siehe auch: Decknamen nationalsozialistischer Geheimobjekte, Todesmärsche, so genannte Endphaseverbrechen und deren Strafverfolgung in Deutschland und Österreich nach 1945, Zwangsarbeit (allgemein)

#### Wirtschaft und Politik
- 10. Juni 1945: Marschall Schukow ordnet in seinem Befehl Nr. 2 in der sowjetischen Besatzungszone an, „die Bildung und Tätigkeit antifaschistischer Parteien zu erlauben“
- 23. November: in der amerikanischen Besatzungszone in Deutschland werden Parteien auf Länderebene zugelassen
- 27. Dezember: der Internationale Währungsfonds (IWF) wird gegründet

### Asien und Pazifik
- Über die Kriegsgefangenenlager der insgesamt 320.000 alliierten Soldaten in japanischer Haft
- 4. September 1945: die japanischen Einheiten auf Wake kapitulieren
- 5. September: Britische Truppen kehren nach Singapur zurück
- 6. September: die USA starten die Operation Magic Carpet, um so viele Soldaten wie möglich aus dem pazifischen Raum bis Weihnachten nach Hause zu bringen
- 8. September: Das Supreme Commander for the Allied Powers (SCAP), das alliierte GHQ – Alliierte Militärregierung, wurde aus Yokohama, nach Tokio gegenüber der kaiserlichen Residenz verlegt. Es war während der Besatzungszeit in Japan die höchste Besatzungsbehörde. Chef war bis 1951 Gen. Douglas MacArthur (1880–1964).
- 9. September: die japanischen Truppen in Nanjing, China und in Korea kapitulieren
- 13. September: die japanischen Truppen auf Burma kapitulieren
- Kriegsverbrecherprozesse:
  - Tokioter Prozesse (1946–1948), (Tōkyō Saiban oder 東京裁判; eigentlich: Internationaler Militärgerichtshof für den Fernen Osten)
  - Ende 1948: Todesurteil und Hinrichtung von Tōjō Hideki, General der Kaiserlich Japanischen Armee, 40. Premierminister (vom 17. Oktober 1941 bis zum 22. Juli 1944 zugleich Premier- und Kriegsminister; hatte sich bei seiner Festnahme selbst schwer verletzt)
  - Far Eastern Commission
  - Kriegsverbrecherprozesse in Niederländisch-Indien (1946–1949)

## Nachkriegs-Epoche 1945 bis 1949 Folgen und Auswirkungen
An den Kriegsschauplätzen und in den Hauptstädten wurden bald Gedenksteine und Gräber des Unbekannten Soldaten errichtet. Sie wurden Ort jährlicher Dank- und Gedenkfeiern. Mit etwas zeitlichem Abstand folgten Friedensmahnmale und Museen über den Zweiten Weltkrieg.
- Soldatenfriedhöfe nach der Alliierten Invasion 1944 in der Normandie – Soldatenfriedhöfe weltweit

### Europa
- die Sowjetunion setzt im von ihr besetzen Teil Europas kommunistische Regierungen ein
- der Regierungswechsel in den USA 1945 führte auch zu einem Politikwechsel, Harry S. Truman schlug einen strikt antikommunistischen und antisowjetischen Kurs ein und stützte sich dabei auf die wirtschaftliche Überlegenheit und später auf das Atomwaffenmonopol
- diese Konflikte führen in der Folge zur Epoche des so genannten Kalten Kriegs zwischen den USA und der Sowjetunion
- Hauptartikel zu Flucht und Vertreibung deutscher Zivilpersonen aus Mittel- und Osteuropa (1945–1950)
- im August wird mit 63 ehemaligen Mitarbeitern des Marinenachrichtendienstes, u. auch Max Kupfer und Heinrich Böx, von S. Delmer mit einem Stab von Redakteuren und Archivkräften aus London der German News Service, die erste neue Nachrichtenagentur in Deutschland durch die West-Alliierten in Hamburg aufgebaut. Als dessen Nachfolger wird am 1. Januar 1947 der Deutsche Pressedienst gegründet, der 1949 in die Deutsche Presse-Agentur übergeht.
- 2. – 15. Oktober: 3 Testabschüsse unter britischer Aufsicht von drei V 2- (A4-)Raketen westlich von Cuxhaven über die Nordsee. Etwa 600 beteiligte deutsche Kriegsgefangene; Code-Name: Operation Backfire. Amerikanisches paralleles Raketen-Geheimprojekt führt zur Operation Overcast und Paperclip (vgl. später Hermann-Oberth-Gesellschaft)

1946
- 11. Januar 1946: Abschaffung der Monarchie, Proklamation der Volksrepublik Albanien durch Enver Hoxha
- Die Abschiebung/Vertreibung von über 2 Mio. Deutschen aus der Tschechoslowakei (Ausbürgerung) in den Jahren 1945 und 1946 beginnt offiziell im Januar (vgl. Beneš-Dekrete)
- 25. Mai 1946: Unabhängigkeit Jordanien
- Pariser Friedenskonferenz (29. Juli bis 15. Oktober), auch Konferenz der 21 Nationen genannt, die Sieger verhandeln auf dieser Konferenz die Friedensbedingungen mit den „kleineren“ Kriegsverlierern Italien, Rumänien, Ungarn, Bulgarien und Finnland
  - Erst 1990 kommt es zum Zwei-plus-Vier-Vertrag (vollständig: Vertrag über die abschließende Regelung in Bezug auf Deutschland), einem Staatsvertrag zwischen der Bundesrepublik Deutschland, der Deutschen Demokratischen Republik sowie Frankreich, der Sowjetunion, Großbritannien und den Vereinigten Staaten von Amerika zur Friedensregelung der Alliierten mit Deutschland. Er trat am 15. März 1991 in Kraft. Deutschland ist endgültig von besatzungsrechtlichen Beschränkungen gelöst.
- 6. September 1946: der amerikanische Außenminister verkündet, dass er die Wirtschaft der Besatzungszonen in Deutschland vereinen will, nur Großbritannien erklärt sich noch dazu bereit
- Massenhafter Aufbau von Nissenhütten (Nissen-Huts bzw. Quonset huts) zur Unterbringung von ausgebombter Bevölkerung und Flüchtlingen in Schleswig-Holstein und Hamburg im folgenden Winter
- 20. Oktober 1946: letzte freie Landtagswahl in der sowjetischen Besatzungszone
- Die Operation Black Tulip, die Vertreibung von ca. 3.700 Deutschstämmigen aus den Niederlanden, begann im Jahre 1946 und wurde Ende 1948 eingestellt (Legalisierung der damit verbundenen Enteignungen 1967)

1947
- der Marshallplan, offiziell European Recovery Program (kurz: ERP), wird zum wirtschaftlichen Wiederaufbauprogramm der USA für das zerstörte Westeuropa, das Programm wird später nach dem US-Außenminister (und Friedensnobelpreisträger des Jahres 1953) George C. Marshall benannt, auf dessen Initiative es zurückgeht. ausgearbeitet wurde es vor allem von William L. Clayton und George F. Kennan im US-Außenministerium, der Plan wird auf einem Treffen europäischer Staaten am 6. Juni verabschiedet

1948
- 20. März 1948: der regierende Alliierte Kontrollrat kommt das letzte Mal zusammen, Sowjet-Marschall W. Sokolowski verlässt den Kontrollrat
- 31. März/1. April: die Färöer erhalten eine weitgehende Autonomie innerhalb des dänischen Königreichs
- 3. April: US-Präsident Harry S. Truman unterzeichnet den Marshall-Plan, damit werden 5,3 Milliarden US-Dollar für den Wiederaufbau Europas freigegeben
- 16. April: Gründung der Organisation für europäische wirtschaftliche Zusammenarbeit (OEEC)
- 20. Juni: Währungsreform in den drei deutschen Westzonen, gegen Vorlage von Kenn- und Lebensmittelkarten werden 40 Deutsche Mark pro Person ausgezahlt
- 23. Juni: Einführung einer eigenen Währung in der Sowjetischen Besatzungszone (SBZ; Deutsche Mark der Deutschen Notenbank, Berlin)
- Im Juni 1948 beginnt die Sowjetunion die Versorgung der Westsektoren Berlins zu blockieren – dies wird als die erste Schlacht des Kalten Krieges bezeichnet und endete mit einer Niederlage von Stalins Politik
- 1. Juli 1948: Frankfurter Dokumente formulieren Entwicklungslinien hin zur angestrebten Unabhängigkeit
- 2. Oktober: die Sowjetunion beginnt in Sibirien mit dem Bau von Atomwaffen
- Februar 1948 und Mai 1949: Teilung Deutschlands in Ost und West (Februar 1948 Londoner Sechsmächtekonferenz, Mai 1949 Außenministerkonferenz der Alliierten in Paris

ab 1949
- GG der Bundesrepublik Deutschland am 23. Mai 1949, am 7. Oktober 1949 tritt der bereits zuvor in der SBZ durch den Dritten Volkskongress gewählte Zweite Deutsche Volksrat als Provisorische Volkskammer zusammen und erklärte die „Verfassung der Deutschen Demokratischen Republik“ zu dort geltendem Recht)
- Wirtschaftswunder – circa 1948–1965

1955
- 15. Mai 1955: Der Österreichische Staatsvertrag (sein Langtitel: Staatsvertrag betreffend die Wiederherstellung eines unabhängigen und demokratischen Österreich, gegeben zu Wien am 15. Mai 1955; juristisch kurz: Staatsvertrag von Wien, StV) wurde von Vertretern der alliierten Besatzungsmächte USA, Sowjetunion, Frankreich und Großbritannien sowie der österreichischen Bundesregierung in Wien unterzeichnet.
- 26. Okt. 1955: Gesetz über die Österreichische Neutralität

nach 1980
- 1990: Zwei-plus-Vier-Vertrag (vollständig: Vertrag über die abschließende Regelung in Bezug auf Deutschland), ein Staatsvertrag zwischen der Bundesrepublik Deutschland, der Deutschen Demokratischen Republik sowie Frankreich, der Sowjetunion, Großbritannien und den Vereinigten Staaten von Amerika zur Friedensregelung der Alliierten mit Deutschland. Er trat am 15. März 1991 in Kraft. Deutschland ist endgültig von besatzungsrechtlichen Beschränkungen gelöst.

### Amerika
Nach dem Zweiten Weltkrieg befürchten liberale amerikanische Wirtschaftskreise wegen des wirtschaftlichen Niederganges Europas dort den Verlust wichtiger Absatzmärkte bzw. Handelspartner. Das wirtschaftliche Erstarken Europas nütze auch dem amerikanischen Export.
Ab 1947 verfolgen die USA eine so genannte Eindämmungspolitik, als Truman-Doktrin gegenüber der UdSSR formuliert. Dabei sollen Regierungen und Volkswirtschaften der europäischen Länder inklusive der Türkei auch an die USA gebunden werden. Sie bilden eine Schutzzone vor einer sowjetischen Westexpansion.
- 12. März: US-Präsident Harry S. Truman verkündet die Doktrin vor dem amerikanischen Kongress. Sie bedeutete das Ende der amerikanischen Kriegskoalition mit der Sowjetunion und markiert den Beginn des Kalten Krieges mit dem Eisernen Vorhang in Europa.

### Asien und pazifischer Raum
- Juli 1945 – Dezember 1946: Irankrise (Fortsetzung der Besetzung des Nordiran durch sowjet. Kräfte, Verhandlungen im UN-Sicherheitsrat)
- 1. Januar 1946:
  - die letzten US-amerikanischen Besatzungstruppen werden aus dem Iran abgezogen
  - Unterzeichnung des Friedensvertrags mit Indien, Großbritannien und Thailand in Bangkok
- 3. Mai 1947: die neue japanische Verfassung tritt in Kraft

1948
- 4. Januar: Myanmar (Birma, Burma) erlangt die Unabhängigkeit von Großbritannien
- 4. Februar: Sri Lanka (damals Ceylon) wird unabhängig
- 14. Mai: Gründung des Staates Israel. Ägypten, Saudi-Arabien, Jordanien, Libanon, Irak und Syrien erklären Israel den Krieg (1. Palästinakrieg)

1951 / 1952
- 8. September: Der Friedensvertrag von San Francisco zwischen Japan und den USA wird unterzeichnet, zusammen mit dem Vertrag über gegenseitige Sicherheit.
  - Beide Verträge treten im April 1952 in Kraft.
  - Bei den sie unterzeichnenden 50 Ländern fehlten die Republik China(Taiwan), die Volksrepublik China, die Sowjetunion und Indien. Mit den auf die Insel Taiwan geflüchteten Vertretern der Republik China wurde im Jahr 1952 ein separater Friedensvertrag (Vertrag von Taipeh) geschlossen. Mit der Volksrepublik China kam es im Jahr 1978 zum Abschluss eines Friedensvertrags. Friedensverhandlungen mit der Sowjetunion (und ab 1992 mit der Russischen Föderation) sind immer wieder gescheitert.

1974
- Leutnant Onoda Hirō (1922–2014) war ein japanischer Offizier, der nach dem Ende des Weltkriegs noch bis 1974 auf der im Februar 1945 von amerikanischen Truppen eroberten philippinischen Insel Lubang in einer kleinen Gruppe von Holdouts auf Befehle zum Kampf wartete und erst viele Jahre später von seinem ehemaligen Vorgesetzten vom Kriegsende überzeugt werden konnte. Er hatte ungefähr 30 Menschen getötet und ca. 100 weitere verwundet und wurde vom philippinischen Präsidenten Marcos begnadigt. Vergleiche dazu Nakamura Teruo (entdeckt Dezember 1974 in Indonesien; 1919–1979).
- 1978: Abschluss des Friedensvertrags zwischen der Volksrepublik China und Japan

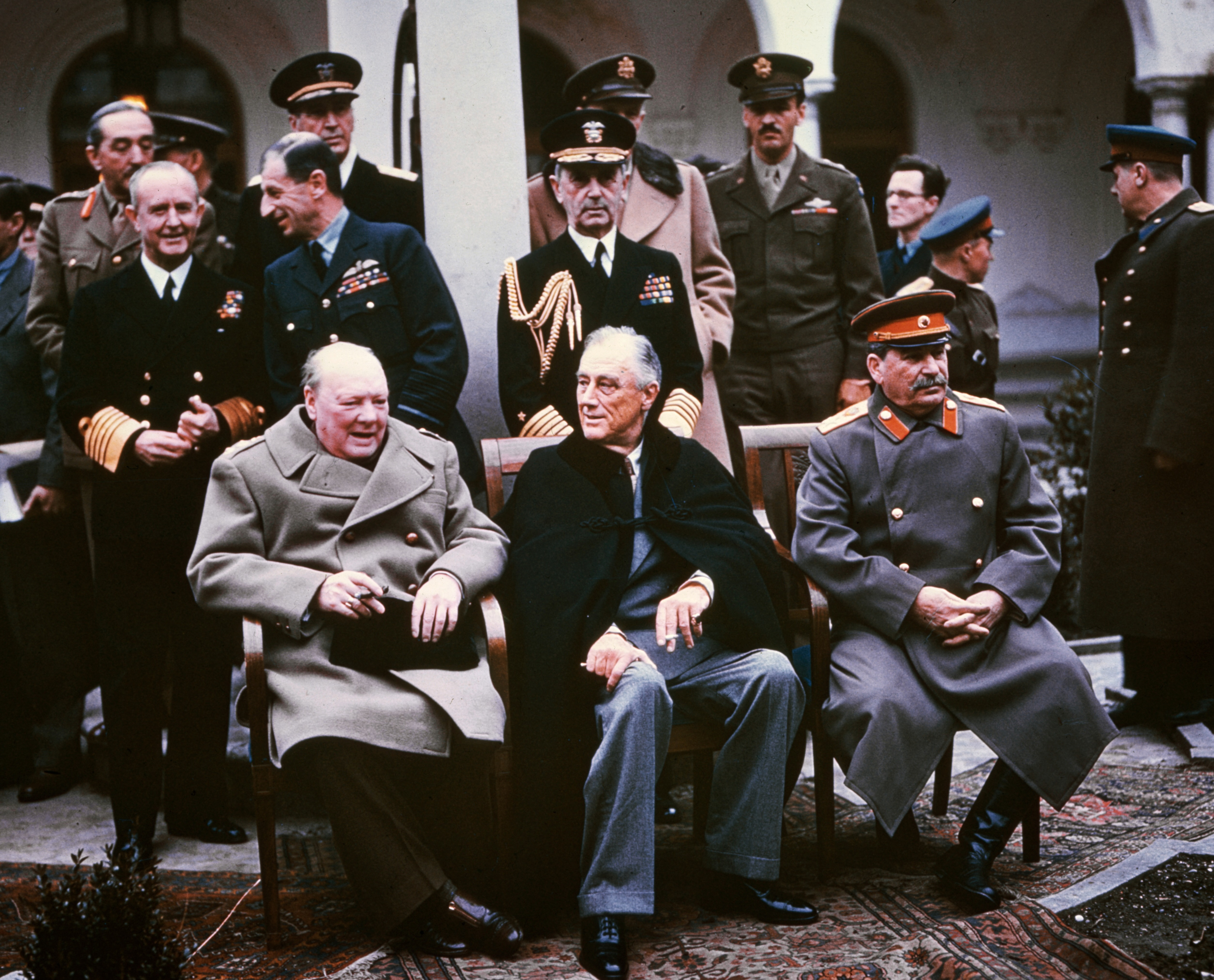
Jalta, 1945; vorne v. l.: Winston Churchill, Franklin D. Roosevelt, Josef Stalin

## Übersicht wichtiger Konferenzen
Daten von Konferenzen zum/im Krieg im Zeitraum 1936–1945
- Vgl. dazu auch Artikel Völkerbund
- 1936: Antikominternpakt
- 1938: Münchner Abkommen vom 29. September
- 1940: Dreimächtepakt zwischen Deutschem Reich, Italien und dem japanischen Kaiserreich (27. September)
- 1941/42:
  - Geheime britisch-amerikanische Atlantikkonferenz (9. bis 12. August); Ort: Placentia-Bay auf Neufundland. Dort wird von Franklin D. Roosevelt und Winston S. Churchill, die Atlantik-Charta am 14. beschlossen, der andere Länder im September beitraten.
  - Alliierte Arcadia-Konferenz in Washington, D.C. (22. Dezember 1941 bis 14. Januar 1942, auch UN-Deklaration)
  - Moskauer Konferenz 1942 (vom 12. bis 17. August), Stalin, Churchill und Harriman
- 1943:
  - alliierte Casablanca-Konferenz (12. bis 24. Januar, Marokko)
  - Kairo-Konferenz: alliierte Politiker, Roosevelt, Churchill, Chiang Kai-shek, und militärischen Berater
  - alliierte Konferenz von Moskau (Außenministerkonferenz, 19. Oktober bis 1. November, European Advisory Commission gegründet)
  - alliierte Konferenz von Teheran (28. November bis 1. Dezember, Iran)
- 1944:
  - European Advisory Commission (EAC, London) entwickelte im Londoner Protokoll den Plan zur Bildung von 3 Besatzungszonen in Deutschland (12. September)
- 1945:
  - Alliierte Jalta-Konferenz (4. bis 11. Februar, Krim, Ukraine)
  - in Kairo wird die Arabische Liga gegründet (22. März)
  - Dreimächtekonferenz in Berlin – Potsdamer Konferenz (17. Juli bis 2. August)